# 仮面ライダービルド
『仮面ライダービルド』（かめんライダービルド、欧文表記:KAMEN RIDER BUILD）は、2017年9月3日から2018年8月26日まで、テレビ朝日系列で全49話が放送された、東映制作の特撮テレビドラマ作品、および作中で主人公が変身するヒーローの名称。
放送時間は2017年9月24日放送分（第4話）まで毎週日曜8時から8時30分、同年10月1日放送分（第5話）より同9時から9時30分（いずれもJST）。
キャッチコピーは、「2つのボトルでベストマッチ!」、「さぁ、実験を始めようか。」。

## 概要
「平成仮面ライダーシリーズ」第19作目であり、本作品以降放送開始は前年より1か月早い9月第1週からとなる。タイトルにも冠されている「ビルド」は「創る」「形成する」という意味の英単語 "Build" に由来する。

### 特徴
主人公の桐生戦兎は平成仮面ライダーの史上最高IQを誇る天才物理学者と設定されている。その変身には動物や機械など、さまざまな物の力が封じ込められたアイテム「フルボトル」2本が用いられ、次々と創られていくフルボトルを「実験」と称して戦いの中で組み合わせてビルドの姿（フォーム）を変え、新しいフォームの能力を元に「勝利の法則」を編み出していくという戦闘スタイルが採られている。
プロデューサーの大森敬仁は、本作品を「『仮面ライダーエグゼイド』での医療やゲームのようにモチーフは無い。『ビルド』は仮面ライダーがモチーフ」とコメントしている。また、近年の平成仮面ライダーシリーズは商品展開からドラマを作っていたが、本作品はまずドラマから作っているため、近年離れていた大人の視聴者も楽しめる作りになっているとも説明している。

## あらすじ
メインとなるストーリーは葛城巧殺害事件の真相を中心に戦兎と龍我を描いていく第1章、東都と北都の対立に端を発するライダーウォーズを描く第2章、パンドラボックスを巡る戦争、そしてすべての黒幕であるエボルトとの地球の運命を賭けた戦いを描く第3章にそれぞれ章分けされている。
第1章（第1話 - 第16話）
10年前、初めて日本の有人探査機が火星に着陸し、謎の箱パンドラボックスを発見し地球に持ち帰った。だが、探査機の帰還セレモニーの最中に箱から発生した巨大な壁スカイウォールにより、日本列島は東都、西都、北都と呼ばれる3つの国家に分断された。この事件はスカイウォールの惨劇と呼ばれるようになり、同時期に東都には謎の組織ファウストと、彼らによって生み出された未確認生命体スマッシュが誕生し、人々の平和を脅かし始めた。
そして現代。東都では、スマッシュから人々を守る正義の戦士仮面ライダービルドが密かに活躍していた。その正体は若き天才物理学者桐生戦兎。彼は「自分が物理学者で、謎の組織に人体実験をされた」という記憶以外、過去の記憶を失っていた。そんな折に戦兎は、自分と同じ人体実験を受けたという脱獄囚万丈龍我と出会う。彼は東都政府の科学者葛城巧を殺害した罪で投獄されていたが、冤罪であることを訴えて脱獄したのだった。
龍我の体験が自分の記憶を取り戻す鍵だと考えた戦兎は、彼が脱獄囚と承知の上で助けたため、ビルドとしては指名手配されてしまう。それ以降、戦兎は失われた過去を、龍我は自分の冤罪を晴らす証拠をそれぞれ求めて仮面ライダークローズとなり、時に衝突しつつも協力してファウストと戦う。そんな中、戦兎を人体実験したのがファウストの幹部ナイトローグであり、その正体が東都政府の首相代理である氷室幻徳であることと、戦兎たちが住処としているカフェのマスターである石動惣一もナイトローグの同僚ブラッドスタークであり、龍我に殺人の濡れ衣を着せた張本人であることを知り、さらに記憶と顔を惣一に改竄された巧こそ戦兎の正体であると幻徳から告げられる。戦兎はそのことで戦意を喪失するものの、龍我の叱咤激励により再び立ち上がり、仮面ライダービルド＝桐生戦兎として戦う決心をする。一方、幻徳は北都政府と西都政府を挑発し、パンドラボックスの所有権を賭けた戦争の開始を通告していた。その挑発に乗った北都政府が東都への武力侵攻を開始し、東都対北都の戦争の火蓋が切られた。

第2章 -ライダーウォーズ編-（第17話 - 第28話）
北都の侵攻を受けた東都では仮面ライダーを軍事兵器として利用するという方針が発表されるが、戦兎はこれに反発する。そんな中、戦兎たちの前に北都から送り込まれたスマッシュの強化型である3体のハードスマッシュ（三羽ガラス）が現れ、その連携攻撃にビルドとクローズは苦戦する。戦兎はスクラッシュドライバーを完成させていたものの、ネビュラガスの影響によって使用者が好戦的な気質をむき出しにされるという副作用があり、封印するつもりでいた。しかし龍我はスクラッシュドライバーを持ち出し、仮面ライダークローズチャージへと変身し、その圧倒的な力でハードスマッシュを退ける。しかしそこへ同じくスクラッシュドライバーを持つ北都のライダー猿渡一海 / 仮面ライダーグリスが現れ、クローズチャージをも翻弄する。
龍我は戦兎（葛城）が原因で始まってしまった戦争を終わらせるためにグリスと戦うが、ドライバーの副作用で暴走してしまう。戦兎は惣一から渡されたハザードトリガーでハザードフォームに変身し、龍我の暴走を止めようとするも、ハザードトリガーの副作用で自我を失い、三羽ガラスの一人青羽を殺害してしまう。そのころ、美空の尽力で回復した東都首相氷室泰山は幻徳を追放して首相に復帰した後、北都と1対1の代表戦を行って戦争を終わらせる約束を交わす。だが、焦燥した戦兎は出場を拒否する。そんな戦兎を見かねた惣一は彼を諭し、戦う決意をさせた上で自らを相手に戦闘訓練をさせる。
ハザードトリガーで代表戦に勝利した戦兎は副作用で暴走し、一海を殺害しようとするが、力を制御した龍我により正気を取り戻す。北都首相多治見喜子は東都を攻撃させようとするが、西都軍の侵攻を受けて拘束された。
北都と東都の戦争に決着が付いた直後、新たに西都が東都に宣戦布告した。難波重工と手を組んだ西都は鷲尾風 / リモコンブロスと鷲尾雷 / エンジンブロスを北都に送り込み、手始めに北都を制圧。三羽ガラスの一人黄羽を人質にとって一海を攻撃するが、黄羽は一海を庇って命を落とす。そしてもう一人、西都のライダー仮面ライダーローグが戦兎たちの前に現れるが、その正体は東都を追放された幻徳だった。自身のプライドをかなぐり捨ててまで西都の兵器に成り下がった幻徳は、ボトルを揃えてパンドラボックスを開こうとする。戦兎たちは一海と三羽ガラスの一人赤羽を仲間に加えて立ち向かうが、ローグの攻撃を受けて赤羽は消滅してしまう。その一方で石動惣一の娘石動美空は腕に着けたバングルによって謎の力が覚醒し、オーバーフロー状態にあったビルドを強制的に変身解除させる。そして、東都・北都連合と西都の3対3の代表戦が行われることとなり、第1戦は一海がエンジンブロスに勝利するが、第2戦では風が新たに変身したヘルブロスに龍我が敗れてしまう。戦兎は幻徳との対決に備え、新たな強化アイテムフルフルラビットタンクボトルを開発するが、戦兎たちの協力者であった滝川紗羽がその情報を難波重工の会長難波重三郎にリークしてしまう。そして、戦兎は新たな姿ラビットラビットフォームとなってローグを圧倒するも、ラビットラビットの攻略データを転送されたローグの反撃を喰らう。しかしそれは戦兎の作戦であり、事前に紗羽と協力していたことでデータになかった新たな姿タンクタンクフォームとなり、ローグに勝利する。その一方で、難波はスタークに西都首相御堂正邦を殺害させ、自身が御堂に成り代わることで新たな西都首相となる。

最終章 -エボルト編-（第29話 - 第49話）
御堂に成り代わった難波はマスコミを利用して代表戦の結果を西都の勝利と捻じ曲げることで、東都との約束を反故にして東都に侵攻する。一方で、スタークはパンドラボックスの力によってスカイウォールをパンドラタワーに変える。さらにボトルを奪おうと、スタークは鷲尾兄弟を従えて戦兎たちの元に現れ、美空を人質に取るも、美空は再び謎の力が覚醒し、スタークを退ける。その力の源は、美空に憑依した火星の王妃ベルナージュによるものであった。戦兎は、パンドラボックスを取り返しベルナージュに代わる抑止力にするため、泰山と交渉してビルドの軍事兵器の起用を解除させ、東都政府とは無関係な仮面ライダーとして西都に攻め込む。戦兎の援軍として一海とともに同行した龍我は仮面ライダークローズマグマへのパワーアップを果たし、スタークからパンドラボックスを奪回する。そんな中、龍我の遺伝子構造が通常の人間とは違うことが判明し、そのことを戦兎たちから告げられた龍我であったが、人間として愛と平和のために戦うことを決意する。また、惣一もベルナージュと同じ地球外生命体エボルトに体を乗っ取られていたことが判明した。
一方で惣一（エボルト）は、幻徳に泰山を拉致させ、究極のドライバーエボルドライバーを戦兎へ要求。戦兎は自分の父親である葛城忍の研究データを基にエボルドライバーの在り処を突き止め、ドライバーを餌に泰山を奪還するも、ドライバーは惣一の手に渡ってしまい、惣一は仮面ライダーエボルに変身し幻徳を始末しようとするが、泰山が幻徳を庇って息を引き取る。
エボルは地球上には存在しない毒を戦兎に注入し、パンドラボックス、東都のボトル全ての引き渡しを要求する。取引に応じた龍我はハザードレベルを5.0に上昇させてエボルを倒すが、エボルトに憑依され、エボル ドラゴンフォームへと変身し、揃ったフルボトルによってパンドラボックスの力を解放したことでパンドラタワーが完成してしまう。エボルは、パンドラボックスの光の粒子からエボルトリガーを生成するが、力を失っていたことから起動しなかった。戦兎は戦争を終わらせるためにベルナージュが奪還したパンドラパネルを利用して作成した強化アイテムでハザードレベルを急激に上げてエボルトと共に消滅を試みるが、今度は戦兎がエボルトに憑依され、エボル ラビットフォームへと変身する。エボルトから解放された龍我は変身しようとするが、エボルトの遺伝子を失ったため変身できなくなってしまったが、エボルからドラゴンエボルボトルを奪い、グレートドラゴンエボルボトルに変化させ、仮面ライダーグレートクローズへと変身するが、エボルはクローズら3人のキックを利用してエボルトリガーの力を復活させ、完全体であるエボル ブラックホールフォームへと変身してしまう。
それと同時に戦兎はエボルトから解放されたが、葛城巧のものの意識になっていた。力を取り戻したエボルトは圧倒的な力で鷲尾兄弟を葬り、難波をも消滅させる。それを目の当たりにした内海成彰はエボルに忠誠を誓うことを決意し、仮面ライダーマッドローグへと変身する。戦兎（巧）は、強化アイテムを基にジーニアスフルボトルを完成させるが起動せず、彼を守ろうとした龍我が窮地に追い込まれる。そんな彼を見た戦兎の「誰かのために戦う」という信条を知った巧が戦兎に未来を託したことで意識を取り戻し、ビルド ジーニアスフォームへと変身する。
戦兎は巧からエボルトの目的が父親である葛城忍が開発した人工のフルボトルロストフルボトルを集めることであると聞かされる。それと同時に忍が生きていることやライダーシステムも彼が開発していたことも知らされる。実は、忍は生き延びてエボルトに協力しており、ロストフルボトルを収集して黒いパンドラパネルを完成させようとしていた。
忍の真の目的は白いパンドラパネルを密かに作り上げ、2枚のパンドラパネルとパンドラボックスを合わせることでスカイウォールのない並行世界と現実世界を融合させ、エボルトのいない新世界を作り上げることであったが、エボルトは忍を殺害し、エボルトを止めようとした一海や幻徳、内海もエボルトとの激闘の中で命を落とす。戦兎は龍我の自己犠牲によって彼とともにエボルトを倒し、2枚のパンドラパネルとパンドラボックスを合わせて新世界を創造する。
新世界では、かつての仲間たちや元の世界で犠牲になった人々も生きており、全ての人々が平和に暮らしていたが、スカイウォールの惨劇以降の記憶とは別の記憶を持っていた。そんな中、戦兎は自らと同じく元の世界の記憶を保持したまま新世界にたどり着いていた龍我と再会した。戦兎と龍我はこれまでの自分たちの戦いを49に分けたエピソードとして記録し始めるのだった。

## 登場人物

### 仮面ライダーの変身者
桐生 戦兎（） / 仮面ライダービルド
本作品の主人公で仮面ライダービルドに変身する青年。26歳。
最高のIQと驚異的な身体能力をもつ天才物理学者で、自ら発明した機械やツールによって戦う。興奮したり、動揺すると髪をかき乱す癖があり、髪が跳ね上がる。惣一の勧めで東都先端物質学研究所の研究員となり、パンドラボックスを解析する仕事を任されるも、脱獄犯の龍我を匿った結果、ビルドとしては東都政府から指名手配されている。そのためビルドの正体を知らない一般市民からは悪者として、怖れの目を向けられている。アジの開きと葛城京香が作った卵焼きが好物。
物事を優れた洞察力で冷静に対処するが、感情豊かで、自身の記憶の核心を突かれた際にも激昂したり、「最悪だ…」「最高だ」などといった数々の口癖などにもそれが表れている。また、天才を自称することに全く遠慮がなく、上から目線の毒舌な口調や態度を取りがちであるため、周囲の反感を買うことも少なくない。だが、情に厚く、人の心も思いやる面もある。一方で、正義感が強く人助けのためならば危険を顧みず、誰かの力になれることに喜びを見出す性分の持ち主でもあり、それに対する見返りも「期待したらそれは正義とは言わない」という強い信念を持ち合わせている。
「黒づくめのコウモリ男やガスマスクの科学者たちに人体実験を受けている」「自分が物理学者である」という記憶を除き、自身の名前も含めた20年以上の記憶を失っている。物語の始まる1年前に雨の中で倒れていたところを石動惣一に保護され、それ以降はnascitaの地下秘密基地で暮らしながらスマッシュと戦う日々を過ごしていた。「桐生戦兎」という名前もこの時に惣一によってつけられたものである。やがて、幻徳から自身こそが葛城巧であると知らされ、自分が全ての元凶であるという事実に愕然とし、一時は戦意を失うも龍我に諭され「桐生戦兎」として生きていくことを改めて決意した。
東都と北都の戦争が開かれた際には幻徳から東都所属の軍事兵器として戦うことを命じられ一度は断るが、ボトルを浄化した自分を責める美空を宥めると軍事兵器として戦うのではなく、彼女や街の人々を守るために正義として戦うことを決意する。
エボルトに憑依され、クローズ・グリス・ローグの攻撃によって憑依からは解放されるが、その意識は悪魔の科学者である葛城巧のものになってしまう。その後は龍我に対してもエボルトとして覚醒する可能性があるとして警戒し倒そうとしていたが、自分を護るためにマッドローグの前で窮地に陥る龍我を見たことで戦兎としての意識を取り戻す。この際失っていた巧としての記憶も取り戻すが、巧が記憶の世界で記憶を操作していたため、はっきりと思い出したのは高校時代の記憶までで、スカイウォールの惨劇のころの記憶はおぼろげだという。なお、主導権は戦兎に明け渡したものの、葛城巧の意志も脳内に残存し戦兎に語り掛けてくる二重人格状態となっている。
エボルトとの最終決戦では、黒いパンドラパネルを奪還し、新世界を作るために2枚のパンドラパネルでパンドラボックスを起動させる。その後、自分の代わりに光の切れ目にエボルトを連れて行ってしまった龍我を助け出すため、自らもそこへ赴き、龍我のシルバードラゴンフルボトルと、ゴールドラビットフルボトルでラビットドラゴンへと変身し、エボルトを撃破、スカイウォールのない新世界を創造した。
スカイウォールのない新世界では、前の世界の記憶を維持したまま存在し続け、同じく前の世界の記憶を維持している龍我と再会した。
- 東映プロデューサーの大森敬仁は天才物理学者という設定はキャラクター付けのための記号として想定していたが、メインライターの武藤将吾はこの設定をもとに戦兎自身が新兵器開発を行っているという設定を加え、新アイテムを登場させることに説得力を持たせている。
- 記憶喪失という設定は単なる天才では成長や悩みを描くことができないため加えられ、演じる犬飼貴丈はパイロット監督の田﨑竜太の指導に基づき、設定に沿って役作りを固めず自身の素で演技を行っている。また変身ポーズには、犬飼の特技であるシュートボクシングのファイティングポーズが取り入れられている。

万丈 龍我（） / 仮面ライダークローズ
本作品のもう一人の中心人物である青年。後に仮面ライダークローズに変身するようになる。23歳。横浜出身。両親は10年前に交通事故で亡くなっているが、『クローズ』で龍我のハザードレベルを上げるためにエボルトに殺されていたことが明らかとなった。
かつてシステマの格闘家兼プロ選手であったが、恋人である小倉香澄の病気の治療費を稼ぐため、八百長を起こして永久追放された過去を持つ。そして物語の始まる1年前、葛城巧殺害の容疑で逮捕され、服役中に突然看守である鍋島に襲われ人体実験を受けるが、脱走し、戦兎に助けられる。
直情的な熱血漢で、冤罪を晴らすことを目的としていたが、戦兎の生きざまに触れて精神的に成長していった。
自分を追ってきたガーディアンや戦兎とも素手で互角に渡り合えるほどの戦闘能力を持ち、時にはドラゴンフルボトルを使用したパンチ攻撃などの格闘戦や、ドリルクラッシャーを駆使した攻撃でビルドのピンチを救うこともある。数々の戦闘を経てハザードレベルも3.0に到達し、スマッシュを生身で倒しブラッドスタークらをも圧倒するだけの実力を身に着けた。反面科学的な知識はほぼ皆無であるが、ベストマッチとなるフルボトルの組み合わせを発見する鋭い第六感と根性を持つ。脱獄犯であるため、外で行動する際には老人や工事現場の作業員など、様々な変装をすることが多い。
逃亡当初、密かに恋人の香澄と会おうとするも、彼女もまたスマッシュにされた末に命を落とす。しかしこの一件を経て、自分の意思を汲んで行動してくれた戦兎に感謝すると共に、事件の真相を突き止めるべく彼への協力を決意する。ハザードレベルが3.0に達して間もないころは、戦う意味を見出せなかったために変身することができなかったが、香澄の遺した手紙を読み、その想いを汲んだことで戦う意義を悟り、クローズへの変身を成功させた。
東都と北都の戦争が開かれた際には、戦争を終わらせて戦兎の笑顔を取り戻すために、スクラッシュドライバーを用いてクローズチャージへと変身するが、ドライバーの副作用で好戦的な気質がむき出しになって暴走してしまうことが増えていたが、ハザードフォームの副作用で暴走する戦兎を助けたいという想いでスクラッシュドライバーを制御することに成功した。
紗羽の調査によって母親の万丈優里が23年前、妊娠2ヵ月で出産し、検査の結果、通常の人間とは違う遺伝子構造であることが判明した。そのため、急速にハザードレベルが上昇したり、パンドラボックスに触れたことでスターク同様、ボックスの力を使用できるようになる。そのことを戦兎たちから告げられ、戦意を喪失するも人間として愛と平和のために戦うことを決意し、クローズマグマへと変身する。
実は胎児のときにエボルトの遺伝子に憑りつかれており、産まれると共にエボルトとしての記憶と能力をなくしていたことが惣一（エボルト）の口から語られた。戦兎を助けるためにエボルトと戦うが、エボルトに憑依されてしまう。憑依された際にはエボル ドラゴンフォームへと変身可能で、人間体では常に髪が逆立っていた。
その後エボルトが戦兎に憑依したことで元に戻るが、エボルトの遺伝子は憑依された時点で回収されてしまったため、変身できなくなっていたが、エボルから奪ったドラゴンエボルボトルを握った拳を打ち込み続けたとき、グレートドラゴンエボルボトル（後述）を扱える新たなエボルトの遺伝子が創造され、グレートクローズおよびクローズマグマに変身可能となった。新たに遺伝子を宿した影響で時折、エボルトの記憶の断片が脳裏に流れるようになった上、エボルがブラックホールフォームの力を使ったことで遺伝子が活性化し、以前よりも強い破壊衝動に精神を支配されてしまう。だが、戦兎の策でベルナージュの力を移されたことで融和され、意思を制御できるようになった。
最終決戦において、エボルトを新世界を作るための要とするために、白いパンドラパネルの力で生じた光の切れ目にエボルトを連れて行った。その後、光の切れ目の中でエボルトに取り込まれるが必死に抵抗し、戦兎がエボルトを倒すための手助けをした。
スカイウォールのない新世界では前の世界の記憶を維持したまま存在し続け、同じく前の世界の記憶を維持している戦兎と再会した。なお、新世界では黒髪の龍我が別人として存在しており、その龍我は格闘家として香澄との交際を続けている。
- 龍我のキャラクターは主人公が天才物理学者と設定されたが元々すごい人物が変身しても面白みに欠けるという問題があったため、対比となる存在として設定された。逃亡者という設定はメインライターの武藤がイメージしていた主人公の初期設定が反映されている。エボルトとの関係性については、企画段階では想定されておらず、3クール目の内容を検討するにあたり武藤がエボルトと対峙するために龍我の特異性が必要であると提案し設定された。龍我の正体であった宇宙人という設定は、終盤の構想であった宇宙の代理戦争という構成から着想を得たものであったが、ベルナージュ以外に宇宙人を出すとややこしくなるため、敵であるエボルトの遺伝子を持つ存在という設定になった。当初は戦兎だけが新世界で元の世界の記憶を持っていたという設定だったが、バディものとして描いてきた本作品のため、龍我も記憶を持っているという展開になった。
- 演じる赤楚衛二は当初、見た目が戦兎役の犬飼と似通っていたため、髪を染める、筋肉を付けるなどで外見を差別化してから撮影に臨んでいる。戦兎との棲み分けとして「熱くてバカっぽいところ」を出すため、意識して巻き舌にしたり、画面で見切れているときにも頭を掻くなど細かい芝居をしたという。
- 赤楚の体が硬かったため、パンチを主体としたアクションとなり、当初の設定であったシステマは龍我の性格と画的に映えないことからアレンジが加えられたが、徐々になくなっていった。

猿渡 一海（） / 仮面ライダーグリス
仮面ライダーグリスに変身する青年。29歳、独身。7月17日生まれ。AB型。
北都政府がパンドラボックスおよびフルボトル奪取のため東都に北都三羽ガラスと共に送り込んだ男。北都三羽ガラスからは「カシラ」と呼ばれ慕われており、自身も戦兎たちに「カズミン」と呼んでほしいと頼み、それ以降は紗羽や龍我に呼ばれている。龍我同様、手にフルボトルを握り締め、スマッシュを変身前にもかかわらずパンチ一発で撃破できるほどのパワーの持ち主だが、方向音痴という欠点があり、仲間である北都三羽ガラスとはぐれてしまうことがしばしばある。変身する時に敵に指を指したり、戦闘中に異なる熟語を三つ並べて喋る癖がある。
元々は大農場「俺達の猿渡ファーム」を経営する裕福な大地主だったが、スカイウォールの惨劇以降は土地が痩せたことから、経営が困難となり、使用人とその家族の生活費を工面するために人体実験を受けてグリスとなった経緯を持つ。戦争を「祭り」と称する食わせ者を装うが、沈着冷静なリアリストでもあり、戦兎たちに比べて高い経験値があるため、義を重んじる熱い本心をもつ侠気あふれる性格で、彼らの兄貴分的な存在にもなっている。そのため、青羽を殺害してしまったショックで腑抜けになった戦兎を「お前は悪くない」と諭した。
その半面で故郷や仲間を思う気持ちは強く、無関係の一般市民を戦いに巻き込むことは嫌っている。三羽ガラスからは「俺たちの家族のために戦っている」と言われているように、実家の農地で働いていた彼らとその家族を私財をなげうってまで養っていた。当の本人は彼らに余計な気を遣わせないために、記憶を消したと嘘をついており、自分の好き勝手に闘争を求めているだけだと語っている。
代表戦が終了した後は、西都に奪われた故郷と死んでいった仲間のために戦兎と手を組む。
みーたんのファンであり彼女の画像を自分のスマホの待ち受け画面に設定しており、愛用の枕のカバーにも彼女の写真をプリントしている。また彼女との握手のために紗羽が吹っかけた5万ドルクを素直に支払おうとするほどである。一緒に行動していた戦兎たちにみーたん（美空）との関係を問い詰めるが、戦兎からの説明でみーたんと美空は別人と思い込んでいた。しかし、代表戦終了後に聞いた美空の声やしゃべり方から彼女とみーたんが同一人物だと見抜き、戦兎たちと手を組んで以降は彼女の言うことだけは素直に聞き入れている。
エボルトに奪われた三羽ガラスの形見のロストフルボトルを取り戻しに北都へ向かった際、内海に捕らわれて高濃度のネビュラガスを再注入され、倒されればハザードスマッシュと同じように消滅してしまう体になってしまう。その直後に多治見首相が変身したオウルロストスマッシュおよびマッドローグと戦って消滅しかかるが、北都に発つ前に龍我から餞別として渡されたドラゴンスクラッシュゼリーをドライバーに装填し、無理矢理消滅を阻止した。それ以降、ネビュラガスの作用でハザードレベルが大幅に上昇して戦闘能力がさらに向上し、ツインブレイカーを両手に装備することが可能になった。その後、幻徳とともに再度ネビュラガスを注入され、さらにハザードレベルを上げた。
エボルトとの最終決戦において、エボルトが自らの遺伝子によって作り出した擬態の三羽ガラスと対峙。擬態であることに気付きながらも、戦闘に支障を来し窮地に陥ってしまう。三羽ガラスを護れなかったこと、自らの不甲斐なさ、弱さに対して誠心誠意の謝罪をし、命の危機に臆することなく、葛城忍の遺したビルドトライバーとグリスブリザードナックルによって仮面ライダーグリスブリザードに変身したが、それによりハザードレベルが限界値を超えてしまう。そして、駆けつけた美空の制止を振り切り擬態の三羽ガラスを撃破するも、すでに肉体から光の粒子が放出し、美空にキャッスルロストフルボトルと自らのドッグタグを託し、推しに看取られる最期に対しての喜びと、隠しきれない悔いを抱きつつ、消滅した。
スカイウォールのない新世界では三羽ガラスとともに客としてnascitaに現れ、店員である美空に一目惚れしていた。
- 演じる武田航平は、変身ポーズは龍我と似ないようにしながらライダーらしい要素も入れているという。
- 東映プロデューサーの大森は、『劇場版 仮面ライダービルド Be The One』の公開前に一海を退場させ、『Be The One』で白いパンドラパネルを介して別世界の一海を登場させ最終回への伏線とすることを構想していたが、尺の都合などから実現には至らなかった。

氷室 幻徳（） / ナイトローグ / 仮面ライダーローグ
東都政府首相補佐官兼、東都先端物質学研究所の所長。35歳。研究所の採用試験で満点を取った戦兎を中途採用し、彼にパンドラボックスの解析を依頼する。
東都政府首相である氷室泰山の息子であり、東都の平和を守るためには軍備増強が必要と考えており、穏健派の泰山とは見解が異なる。泰山が病に倒れてからは首相代理を務める。
自身もスカイウォールの惨劇の際、パンドラボックスの光を浴びた一人でもあり、脱獄した龍我に対しては彼を助けたビルド共々、特殊部隊に生死を問わず確保せよと命じるなど好戦的な面を覗かせる。その一方で、取材に訪れた紗羽をホテルに誘おうとするなど、女性に対しては軟派な一面も見せている。
ファウストに絡んだ事件やその関係者とも何らかの繋がりがあることを匂わせていたが、後にナイトローグの変身者であることが明示された。
野心家の一面を持ち、パンドラボックスを利用して国の頂点に君臨しようと画策しており、その手段として仮面ライダーを軍事兵器として確立させようと目論んでいる。そのためビルドが北都に渡るという情報を入手した際はそれを阻止すべく直接出向くなど、3つの地域の動向を常に警戒している。またファウストのリーダーとして、人間をスマッシュ化させる人体実験にも直接立ち会うこともある。人体実験を施すことや、それによって人間の命が失われることに何も感じていない冷酷な面を持ち合わせており、戦兎に対して「モルモットの顔などいちいち憶えていない」と吐き捨てたこともある。
戦兎と泰山にも正体を突き止められて処分されかかるが、ブラッドスタークの協力により処分を免れ、北都政府と西都政府を挑発してパンドラボックスの所有権を賭けた戦争を勃発させた。そして戦兎と龍我の北都への進軍を独断で画策する。しかし美空の能力で泰山が意識を取り戻したことにより失脚し、東都から追放される。戦兎の前で捲土重来を誓うと、その場から忽然と姿を消した。
その後、内海の前に現れ、自身のプライドをかなぐり捨ててまで、彼にひれ伏し仮面ライダーにするよう要求し、スタークと内海による地獄のような実験を受けた末に仮面ライダーローグとして覚醒する。東都から追放された直後は東都に復讐するために仮面ライダーになろうとしていたが、ローグに覚醒してからは、復讐ではなく大義のために戦い、未熟だった自分の全てをかなぐり捨てて生まれ変わり、「国を背負う者として、自分自身で国を動かす力を手にして今度こそ国を束ねる」という目的を掲げている。
また、ローグになった時点でパンドラボックスの光の影響を受けなくなり、以前のような野心にあふれた好戦的な性格ではなくなる。
東都と北都の代表戦終了後、西都のガーディアンや鷲尾兄弟と共に北都を制圧し、ローグとして戦兎たちの前に現れ、戦兎と龍我を圧倒しその正体を現したが、その場でとどめを刺さずに去る。その後、東都首相官邸を襲撃してパンドラボックスを奪取しようとし、美空の力によって一時退却するも、赤羽を殺害することでパンドラボックスを手に入れる。
東都・北都連合と西都の代表戦終了後、泰山から東都に帰るように言われるが、その頼みを断りどこかへと去っていく。そして、西都が東都への侵攻を画策する中、自らは東都への侵攻に反感を持つが、惣一から「お前の運命は俺たちが握ってる」と言われ、渋々了承する。その後、龍我のハザードレベルを上げるために香澄を利用したのはスタークの指示だったことを龍我に伝え、戦兎には、今の御堂の正体が難波であること、難波がパンドラボックスを使って世界を支配しようとしていること、そして自身の身体に消滅チップが埋め込まれていて、西都に逆らうとスイッチを押されて消滅することを伝える。東都からパンドラボックスを奪うために人質にされていた北都の住民を解放した後、東都首相官邸に現れて泰山を拉致する。
内海から泰山の始末を指示されたことで、反旗を翻し泰山の救出を図るもスタークの妨害を受け失敗。泰山が連れ去られた後には戦兎に接触しチップの信号のプログラムを変更してもらうことで解除に成功するが、エボルに変身した惣一に圧倒され用済みと見なされて始末されかける。その際、自分をエボルの攻撃から庇った泰山に後のことを託され父の最期を看取ることになった。
泰山の死後、自分が戦争を引き起こしたことに責任を感じ、「仮面ライダーとして戦うには強い想いが必要だから、親父を首相にする、という目的を失った俺はもう戦えない」とさえ思っていたが、「国を纏めれるのはあんたの親父だけじゃないはずだ」という一海の言葉を聞き、国を纏めるための礎となるために戦兎たちと共に戦うことを決心する。
ファッションセンスは壊滅的。また、正式に戦兎たちの仲間になってからは、「ゲンさん」と呼ばれ、Tシャツで意思表示するなど、ユニークな一面も見られるようになった。さらに、料理が下手であることが判明し、味見した一海は怒って彼をnascitaから追い出した。
エボルトとの最終決戦において、エンジンブロスとリモコンブロスに擬態したエボルトと戦い瀕死の重傷を負う。それでもなお戦い続け、エボルト（究極態）に圧倒されるが、国民がライダーたちを応援する声を聞いて立ち上がり、国民を護り国民のために信念を燃やすことが国を背負うことの真の意味と見出だし、執念の一撃を以てエボルトリガーを破壊。エボルトの撃破こそ至らなかったもの、少しでも父親に近付けたことを確認しながら戦兎に後を託して消滅した。
スカイウォールのない新世界では、首相になった泰山の秘書をしている。性格も少々穏やかになっている。
- 演じる水上剣星は、幻徳について悪役とは意識せず、真面目に行動した結果が戦兎側から見て悪役となっているものと考えている。また、監督ごとに幻徳のイメージが異なっているため、それぞれの要望に応えられるようあえてキャラクターイメージを固めていないとしている。第1話では幻徳のユーモアがある面も撮影されていたが尺の都合でカットされており、水上は『変身講座』でのコメディチックな演技が本来やりたかった幻徳のキャラクター像であるとしている。
- 当初の構想では、ナイトローグとブラッドスタークのキャラクターが逆であったが、第1話冒頭での紗羽を口説く場面や同話終盤でのビルドたちを逃がした後の描写から現在のようにナイトローグが悪役に変更された。
- メインライターの武藤は、幻徳が「天然お坊ちゃん」という設定は最初から存在しており、そのことを隠すために私生活を描写しなかったと述べている。また、私服がダサいという設定は、戦争を仕掛けた張本人である幻徳が戦兎らの仲間になるためのウルトラC的な要素として必要であったという。一方で、当初は早い段階で幻徳の素が露見する予定であったが、武藤はこれに反対して引き伸ばしており、幻徳の考えをきちんと説明したあとで意外性を見せたかったとしている。『エグゼイド』の檀黎斗のような弾けたキャラが本作品にはいなかったため、ローグとして再登場した際に弾けたキャラで登場させる案もあったが、終盤でのドラマが描きづらくなることと、彼の抱えていた問題を解決するため、終盤までの持ち越しとなった。

石動 惣一（） / ブラッドスターク / 仮面ライダーエボル
美空の父親でnascitaのマスター。これとは別にカフェのバイトを掛け持ちしている。48歳。戦兎たちからは「マスター」と呼ばれている。本人としては自慢のオリジナルブレンド『nascitaで何シタ？』は、戦兎たちのみならず調合した自分ですら不味いと言わしめる出来であった。また、パスタが食べられず、ウォシュレットも怖いという理由で使うことが出来ず、タコが苦手。
戦兎がビルドであることを知る人物の一人で、秘密基地の提供に留まらずハッキングなどの技術を使って彼をサポートしている。ファウストを許せない一方、自分や美空の力ではどうすることも出来ずに苦悩していたが、記憶喪失だった戦兎と出会い「この男ならボトルの力を正しく使いファウストを倒してくれる」と直感、彼をビルドにすることを決意した。
タブレットを捻じ曲げて孫の手状に変形させることもできるなど、当初より折に触れて謎めいた面も窺わせており、また美空しか作れないはずのフルボトルがファウストの実験施設にもあったという事実、それにファウストが持ち去ったはずのパンドラパネルを持っていたことを理由に、戦兎からファウストの人間ではないかと疑われていた。当初疑念を向けられた際には過去に極プロジェクトに参加し、スカイウォールの惨劇の切っ掛けとなった宇宙飛行士であったという素性を自ら明かすことで追及を切り抜けたが、その後記憶の戻った鍋島からの情報提供により、ブラッドスタークの変身者であることを戦兎に突きとめられるに至った。
スカイウォールの惨劇の際の経緯については「火星の影響でおかしくなっていた」と、自身ですらその理由について判然としなかったと振り返っており、事件のあと強制入院させられるが1ヶ月で病院を脱走。その7年後にパンドラボックスの特別顧問に就任するも、ファウストによってパンドラパネルを奪われた後に辞職し、時を同じくして入院していた美空を病院から連れ出した。そしてファウストによるボトル浄化を拒む美空に対しては、戦兎を利用してビルドに変身させることで正義のためという名分の下、彼女の浄化能力を引き出していた。また、スチームを人間の顔に噴射し他人の顔にすり替える能力や記憶を消去・改竄するなどの能力を持っており、その力を使って葛城を戦兎へ仕立て上げた。
ブラッドスタークであることが発覚する以前からスタークとしては、目的達成のためには他者を利用することを厭わず、その結果どのような犠牲が出ることも構わず、戦兎や龍我を利用していた。その点は戦兎たちに正体を明かしてからも変わっていない。ビルドや龍我のハザードレベルを計測・分析し、レベルの上昇を誘発するため、彼の縁者をスマッシュに仕立てたり、その出自に関する情報を仄めかすなど、精神的な揺さぶりをかけていた。スマッシュやファウストに関する情報を敢えてビルドの側に明示する一方で、葛城の遺したデータを応用して戦兎がその成果物を完成させるよう仕向け、それを龍我に使いこなしてもらうことを企図している。
前述のように幻徳とも裏で通じており、仮面ライダーを軍事兵器として利用するという点では見解を同じくしているものの、前述した通り彼とは異なる独自の思惑を持っていることから、彼の意図から外れた行動に度々及ぶほか、挑発的な言動を投げかけることも多く、常に衝突の絶えない間柄でもある。
氷室泰山に毒を注入した後、北都の首相である多治見喜子と接触しており、北都政府にスクラッシュドライバーのデータを提供し結託した。そして、上昇したライダーやスマッシュのハザードレベルを整理すると、葛城の遺したハザードトリガーを使い、三羽ガラスをハザードスマッシュへと強化する。
その後、三羽ガラスに敗れた戦兎の前に現れてハザードトリガーを渡し、その目的が生まれながらにして戦う才能を持った『天然もの』の龍我と、科学という文明の力で強くなる『養殖もの』の戦兎が切磋琢磨して強くなることであると明かしている。さらに、ハザードフォームで暴走し誤って青羽を倒してしまったことで戦意を喪失し抜け殻のようになった戦兎に対し、荒療治ともいえる行動を取り再起を促している。東都対北都の代表戦が始まったころには既に西都と手を組んでおり、幻徳をローグへと覚醒させていた。
龍我と闘った際に本来の力を取り戻したエボルトが龍我に憑依してしまったため、意識を失い倒れていたところを紗羽たちに発見され入院する。
スカイウォールのない新世界では普通の人間としてnascitaで働いており、客である戦兎に美味しいコーヒーを出した。
- 石動惣一を演じる前川泰之は、クランクイン前の時点でプロデューサーからエボルトとしての正体などを教えられていた。

エボルト
ベルナージュによって語られた、火星や多くの星を滅ぼした地球外生命体で、未知の惑星に生息する、ブラックホールによって分解した惑星をエネルギーとして吸収する星狩りの民ブラッド族の一人。また、惣一の体やトランスチームシステムを使って暗躍を続けていた「スカイウォールの惨劇以降の惣一の人格」の正体。
かつて生命がいた時代の火星を侵略し、パンドラタワーを形成したことで召喚したブラックホールによって火星文明を全滅させる。その際、ベルナージュとの戦いでエボルドライバーが破壊され肉体を失うが、パンドラボックスに自らのエネルギーを潜ませ、生き延びる。そして今から23年前に火星に降り立った無人探査機に自らの遺伝子の一部を乗せ、地球に帰還するとプロジェクトに関わっていた万丈優里を経由して彼女の胎内にいた龍我に宿り出産とともに意識を失っていた。そして、惣一が火星でパンドラボックスを発見した際に惣一に憑依して意識を乗っ取っていた。また、惣一本来の意志とも共存しており、妨害されることもあった。
帰還セレモニーの際にパンドラボックスに触れて地球を滅ぼそうとするも、スカイウォールを形成するのみであったため失敗に終わる。その後、入院先の病院を脱走し、葛城忍と接触することでエボルドライバーを修復させ力を取り戻そうとしたが、巧によって隠されてしまったため長らくスタークとして惣一の中に潜み、ドライバーを手に入れる機会をうかがっていた。
そして、パンドラボックスから精製したエボルトリガーを使用するためにプロジェクトビルドを立ち上げ、戦争を起こすことで戦兎がライダーシステムを強化するように仕向け、強化したビルドの力を手に入れようとした。
ドライバーを取り戻した後は泰山を殺害し、龍我や戦兎に憑依し完全体になろうとする。戦兎の自分を犠牲にした方法で一部計画に狂いが生じるがクローズマグマ・ローグ・グリスの必殺技のエネルギーをエボルトリガーに吸収させることにより完全体となり、その後は基本的に惣一の姿に擬態しており、必要に応じて御堂などにも擬態している。また、細胞の一部を分離させて分身を作り、擬態させる能力を持つ。
完全体となった後は国のリーダーになることを宣言し反旗を翻したヘルブロスおよび戦兎たちを一蹴し事の次第を見ていた難波を殺害、さらに内海を仲間に引き入れることに成功している。惣一に憑依しているうちに人間に興味が出てきたらしく、内海が簡単に忠誠を誓ったことをきっかけに「地球を滅亡させることはやめた」と語り、その後に人間同士の共食いを誘発させて、人類を滅亡させることを決めた。
より多くの惑星を滅ぼすために葛城忍が開発したロストボトルを集め始め、その過程でジーニアスフォームの必殺技を受けた直後自分に感情が芽生えたことを知る。
一度戦兎たちに倒されたが、葛城忍が裏切ったことを見抜いていたエボルトは倒される直前に自身の遺伝子の一部を内海の体内に移動させており、マッドローグに変身し忍に毒を打ち込んで消滅させた。
最終決戦において、月を吸収することで究極態となり、そのまま地球も吸収しようとするが、幻徳にエボルトリガーを破壊されて弱体化する。その隙をつかれて戦兎にロストボトルを黒いパンドラパネルごと奪われ、白いパンドラパネルの力で生じた光の切れ目に龍我に連れていかれる。光の切れ目の中で龍我を吸収し、さらに戦兎を取り込むことでエボルトリガーを修復しようとしたが、龍我がエボルトの身体の中で抵抗したことで失敗に終わり、最後はラビットドラゴンのボルテックアタックを喰らい完全に消滅した。
- ラスボスを宇宙人としたのは武藤の案によるもので、人間ドラマを描くことを望んでいた大森は当初この案に反対であったが、最終的に宇宙人を描くことで逆説的に人間の本質を浮かび上がらせる人間賛歌とすることで納得している。元々は惣一の正体がエボルトという設定で、ブラッドスタークの正体がエボルトという設定はなかった。だが、ナイトローグとブラッドスタークのキャラが逆になったため、水上と前川の芝居から惣一がスタークという設定になった。
- 『Be The One』ではエボルトの同族であるブラッド族が暗躍していたことが描かれているが、テレビシリーズではこれらについて描写すると設定が複雑になるため、エボルトが単独で暗躍していたとも解釈できるように構成している。

内海 成彰（） / ナイトローグ / 仮面ライダーマッドローグ
幻徳の秘書。28歳。難波チルドレンの一人で、元科学者。常に幻徳の傍らに就いており、タブレットを持ち歩いている。パンドラボックスやファウスト、葛城巧について調べようとする戦兎を敵視している。幻徳同様、彼もファウストの人体実験の場に居合わせている。戦兎からは陰で「サイボーグ」と呼ばれるほど、常に冷静沈着ではあるが、冗談を言ったり、動揺を見せたりするなど人間味を覗かせる一面を持っている。
難波会長の策略で、幻徳の立案によるファウスト壊滅作戦の際に一連の事件の全ての責任を被り、ナイトローグに扮して政府の特殊部隊やビルドと交戦し、幻徳の狙撃によって川へと転落する。その際、戦兎に対して自らの生き方への後悔の念と、彼への忠告めいた言葉を投げかけている。
消息不明となっていたが、実はスタークに助けられて生き延びており、この際に応急処置としてサイボーグに改造された。東都と北都の戦争の最中に難波の元を訪れた幻徳の前に難波重工の開発担当として再び姿を現し、幻徳を以前の「所長」ではなく「氷室さん」と呼ぶようになっており、幻徳から壊滅したはずのファウストを北都に再生していることを指摘される。その後も難波重工の一員として難波の腹心として彼を補佐し、西都にカイザーシステムを改良したブロスを提供する。
エボルトに反旗を翻した難波の指示でエボルトへの攻撃を指揮するが、鷲尾兄弟と難波がエボルトに殺害された後は難波の形見である杖を折るという形でエボルトに忠誠を誓い、もう一つのエボルドライバーを装着し仮面ライダーマッドローグに変身した。しかし実際は難波の仇を討つための演技であり、反撃のチャンスをうかがっていた。
パンドラタワーでの最終決戦の際にローグの前に立ちはだかるふりをして擬態したエンジンブロスとリモコンブロスを攻撃し反旗を翻す。その後はローグと共にブロスを倒し、ドライバーに蓄積したエボルの戦闘データを使ってエボルトを圧倒するが、フェーズ4の段階に達したところで肉体が耐えられず反撃を受けてしまう。そこで自分がサイボーグになっていたことが幻徳たちに露見し、最後は幻徳をエボルの攻撃から庇い、「あなたを助けたわけじゃない。ロストボトルを守っただけだ」と言って機能停止した。
スカイウォールのない新世界では普通の人間として難波機械製作所という工場で働いており、失敗作である鉄の棒を折ろうとして足を痛めた。
『仮面ライダービルド ハザードレベルを上げる 7つのベストマッチ』
ビルドとグリスとの代表戦の直前に戦兎の元を訪ね、スタークの指示で北都と西都のフルボトルのベストマッチ実験に付き合う。その際ビルドのハザードフォームの制御装置のデータを取るための相手としてナイトローグへ変身した。だが、その本来の目的はビルドのフォームデータを収集することで西都の兵器であるブロスを完成させることだった。そして、試作体であるクローンヘルブロスをビルドと戦わせ、自身が渡したサメバイクのフルボトルで倒させ、ナイトローグとなってボトルを回収する。

葛城 忍（） / 仮面ライダービルド〈プロトタイプ〉
桐生戦兎（葛城巧）の父親にして難波重工総合科学研究所の技術者であった人物。かつてはINSETに所属していたパンドラボックスの研究責任者でもあり、表面上は惨劇に起因したバッシングを苦にスカイウォールの惨劇の半年後に自殺したとされていたが、実際は生存しており、10年前に接触していたエボルトの協力者となっていた。
戦兎たちと対立するが、真の目的はエボルトとロストフルボトルを利用してエボルトのいない新世界を創造することであった。
戦兎たちがエボルトを倒した後彼らに真の目的を語るが、裏切ったことを見抜いていたエボルトは倒される直前に自身の遺伝子の一部を内海の体内に移動させており、マッドローグに変身したエボルトに毒を打ち込まれ、戦兎に後を託し消滅した。
- もともと忍の生存は予定になかったが、スカイウォールの惨劇でパンドラボックスの光を浴びていることから悪の道へ進むはずの忍が自殺するのは不自然という指摘が監督の中澤祥次郎からあり、戦兎に対する精神的な壁として再登場することとなった。父親が敵として対立するという展開は、大森が担当した『ドライブ』『エグゼイド』と続いているが、大森は自身からの発信ではなく武藤からの提案であると述べている。
- 「忍が生きていた」というエピソードは、『Be The One』で描く予定だったが、諸般の事情で余分になってしまった話の補充として戦兎に関わるエピソードとしてテレビシリーズで描かれることとなった。

### 仮面ライダーの関係者
石動 美空（）
本作品のヒロインで、惣一の愛娘。19歳。ダウナー気味な性格で、語尾に「〜（だ）し」と付ける気だるげな喋りが特徴。うさぎのぬいぐるみのうーたんを良く手にしている。
スマッシュの持つ成分を分解・浄化し、フルボトルを生成する特殊能力を有する。生成の際には体力を著しく消耗するためすぐに眠ろうとし、その際に睡眠を邪魔されると怒る。この能力は幼いころより左手に着けている金色のバングルに起因するもの。このバングルは石動が火星から持ち帰った人工知能のような意思を持ったものであり、美空の左手に巻き付いて取れなくなったことが彼の口から語られた。また、治癒力も持っている。
ネットアイドルみーたんという裏の顔も持ち合せており、これを利用して独自のチャンネル『みーたんねっと』でファンからの情報の収集やカンパに努めることもある。みーたんとして振る舞う際は普段とは異なり快活でハイテンションな言動を見せる。
スカイウォールの惨劇の直前、パンドラボックスの傍で昏倒していたところを保護されており、以来約7年ものの間眠昏睡状態にあった。その間には浄化能力を目当てにファウストに拉致されていたこともあり、浄化したフルボトルが悪用されていると感じたことで浄化を拒むようになったため、効率の低下を危惧した惣一によりフルボトルの浄化は正義のためと思い込ませるために連れ出された。救出された後はファウストから身を隠すため、地下の秘密基地に籠りきりとなっている。このような経緯から、普通の女の子の生活に対する憧れを抱いている描写も見られる。
突如として謎の治癒力に目覚め、戦争を終結させるため意識不明状態に陥った泰山の元へ紗羽と共に看護婦に変装して潜入し、泰山を回復させて幻徳を東都から追放させることに成功する。
戦兎と幻徳たちとの戦闘の最中にバングルが光り出し、目が緑色に光ると別人のような声となりスカイウォールに穴を開けるほどの強大な波動を放つ。そして「エボルト」と呟くと意識を失い、元の美空へと戻った。そして、バングルの真実を知った後、「一緒に戦いたい」と戦兎に懇願し、戦場へと赴き、オーバーフローモードにあったビルドに襲われるもバングルの力で強制的に変身解除させる。その後戦兎に懇願され、今までの強化形態がラビットタンクを基にしていたことから、龍我のクローズドラゴンの変身システムへの疑問をヒントにして、有機物と有機物の組み合わせのイメージを基に、オーバーフローモードでも自我を保てるように新たにローラビットフルボトルを創り上げる。
スカイウォールのない新世界では、nascitaで再会した戦兎に、以前会ったことがあるかどうかを確認しているが、彼の顔の元となった佐藤太郎の見間違いで、それと同時に佐藤のファンであることも明らかとなった。
- パイロット監督の田﨑竜太は、当初美空のキャラクターを中二病的なイメージでとらえ、喋り方も語尾を上げるギャル風と考えていたが、演じる高田夏帆のイメージとは異なっていたため、プロデューサーの大森敬仁やメインライターの武藤将吾らも含めた協議の結果、アンニュイな口調のキャラクターとなった。みーたんとしてのキャラクター付けについて、高田は中年男性からは人気だが同性からは嫌われることを想定している。
- バングルを着けていることから物語の中核を担う存在であったが、「ネットアイドル」と設定することで、序盤の物語に役割を与え、それ以降の展開で外に出られた発展として「一海たちが美空のファンであった」という設定が生まれた。

ベルナージュ
美空が腕に着けているバングルに意志のみが宿っていた火星文明の王妃。10年前から美空とともにいたため、日本語も話せる。美空に憑依する際は目が緑色に光り、波動を放ったり、テレポーテーションなどの能力を発現する。美空がボトルを浄化する際には大昔の火星が滅びるイメージを彼女に見せ、美空がその二の舞にさせたくないと願うと浄化できるようになっていた。スターク（エボルト）には「まだ生きてたとはな…」と言われ、自らも間もなく魂が消滅する可能性があることを悟っておりそのことを美空に伝えている。そして、龍我の正体を知っていることを示唆すると、彼に「お前が希望になる」と告げた。
また、ボトルに内蔵された成分を分解したり再充填する能力を持ち、10年前にエボルトが地球でボックスを開こうとしたときには幼かった美空に憑依することで一部のボトルの成分を空にし、ボックスを不完全な状態で解放させエボルトの目的を妨害した。
エボルトの消滅を確認した後、自分の役目が終わったことを告げ、バングルが美空の腕から外れるとともに魂が消滅した。
- 当初から設定としては存在していたが、序盤から宇宙要素を入れず、地に足をつけたサスペンスを描くことでキャラクターに感情移入させ、戦争編の途中で導入することとなった。

滝川 紗羽（）
フリージャーナリスト。27歳。パンドラボックスの謎、仮面ライダーやスマッシュの存在を追ううちに、ニードルスマッシュとビルドとの戦いに遭遇。そこで戦兎がビルドであることを知り、彼の正体を秘匿すること、そして戦兎と龍我の過去の調査を条件に、情報を提供するようになる。また情報提供のほか、裏世界にも精通しているため、密航船の手配や車の運転など、幅広い形で2人をサポートすることもある。身体能力も高く、氷室泰山の元を訪れた際、身柄を拘束しようとした護衛をねじ伏せ難を逃れた。
一方、裏では難波重工のスパイとして難波へのビルドに関するデータの情報提供や盗聴を行っており、このことが美空に露見した後には用済みとしてスマッシュ化させられるが、戦兎と龍我によって救われた。
3年前に難波重工の研究員であった父を、同社と東都政府によるパンドラパネル紛失に伴う隠蔽工作（ガス爆破事故）によって亡くしており、前述のスパイ活動もその無念を晴らすためのものであったことを戦兎たちに明かした後、立ち去ろうとしたが目的を同じくする者として改めて彼らの仲間として迎えられた。しかし、後に難波チルドレンの一人であることが判明。父親を亡くしたという話は同情を買うための嘘であり、前述のスマッシュ化も戦兎たちを信用させるために行なった芝居であった。その後、難波に鍋島の家族が人質に取られていたために美空たちに黙って戦兎が開発したラビットラビットフォームの開発データを難波を通じて西都側にリークするが、これは既に紗羽が難波チルドレンだと気づいた戦兎が西都側にタンクタンクフォームの存在を隠し、鍋島の家族を助けるために彼女と共に実行した作戦であった。その後、事前に一海に鍋島の家族を助け出すように要請し、彼が鍋島の家族の安全を確保した後、戦兎にそれを伝える。西都との代表戦が終了した後、西都の使役するドローンを通じて難波に決別の言葉を告げて美空たちに謝罪し、改めて戦兎たちの仲間に加わった。それ以降は訓練で身に付けた情報収集能力を駆使して、龍我の出生に関わる秘密などを得ている。
スカイウォールのない新世界では、ジャーナリストとして幻徳と接触している。
- 滝川紗羽を演じる滝裕可里は、当初紗羽がスパイであることは知らされておらず、役作りに悩んだり、自身の演技プランと監督の指示が食い違うこともあったという。
- 当初は、「二重スパイ」という設定で、最終的に敵になるという展開だったが、第11・12話の結末から2度目は裏切ったフリという設定になった。

佐藤 太郎（）
桐生戦兎に瓜二つの青年でロックバンド「ツナ義ーズ」のメンバー。物語開始の1年前の9月5日から行方不明となっている。
性格は非常に破天荒であったらしい。弟分でありツナ義ーズメンバーの岸田立弥からは「アニキ」と呼ばれ慕われ、アパートで共同生活していた。立弥は当初、戦兎を佐藤だと思っていた。
葛城巧殺害事件が発生する直前に巧のいるマンションに新薬臨床のバイトで呼ばれ、それを最後に行方不明となった。その同日に記憶を失った戦兎が惣一に保護されており戦兎は当初、自分が巧を殺したのではないかという疑念を持っていた。しかし実際にはブラッドスターク（惣一）が巧を戦兎に仕立て上げる際に本物の佐藤太郎は殺害されており、顔を変えられ巧の遺体として偽装されていたことが後に明示された。
スカイウォールのない新世界ではツナ義ーズのメンバーとして有名らしく、東都武道館でのライブを行ったことが明らかになっている。

### 政府の関係者
氷室 泰山（）
東都政府首相で、幻徳の父。67歳。式典に出席していないことから、パンドラボックスの光を浴びていないため人格に変調を来しておらず、分断された日本の有様を憂い、3つの国家の統一を望んでいる。また幻徳が推奨する軍備増強に対しては、自衛できる戦力さえあればいいとして否定的な姿勢をとり、経済の安定を最優先としているなど、一貫した穏健派の平和主義を通している。ファウストによるパンドラボックス強奪の直後に突如病に倒れ、東都のことを幻徳へと託す。幻徳の陰謀に利用され、戦兎たちに偽の電話を掛けるが、その後彼がファウストの一員であることを知らされた際には、戦兎たちからパンドラボックスを預かると共に、彼を処分する意向を示している。しかし、スタークに毒を注入されて再び倒れ、意識不明状態となる。その後、美空の治癒能力で意識を取り戻すと首相の座に復帰、幻徳を絶縁の上で首相代理の地位も剥奪し、東都から追放した。
西都との代表戦の後、戦兎との作戦で彼に1ドルク紙幣を渡すことで、彼に強奪されたということにし、国家反逆罪を適用することで彼が東都の軍事兵器であることを解除することで、西都への侵攻を許した。そして、龍我と一海も1ドルク紙幣とパンドラボックスを奪還する名目で援軍として西都へ送り込んだ。
東都首相官邸に現れた幻徳により人質として拉致される。後に内海たちに反旗を翻した幻徳が彼の救出を図るが失敗しスタークに連れ去られてしまう。その後、幻徳や戦兎たちによって救出されるもエボルの攻撃から幻徳を庇って深手を負い、幻徳に罪を償ってから三国を一つに纏め上げるよう諭して息を引き取った。
スカイウォールのない新世界では、首相として国を1つに纏めていた。

御堂 正邦（）
西都政府首相。代表戦でグリスが敗れた後、西都のガーディアンを使って多治見を拘束し、難波重工の後ろ盾を受けて東都や北都へと侵攻する。また、東都政府首相秘書官として送り込まれた増沢を通じて、盗聴して情報を得るなど狡猾な面を見せていた。一方で東都との代表戦に敗北した後は東都政府との間で結ばれた約束を誠実に履行しようとする一面を見せた。難波会長から用済みと判断され、スタークに毒を注入され消滅した。その後はスタークによって御堂の顔に変えた難波や擬態したエボルトに立場を取って代わられる。
スカイウォールのない新世界では、外務大臣として活躍している。

多治見 喜子（）
北都政府首相。表面上では友好的に振る舞うが、三国の首相の中では最も野心が強い。幻徳の挑発に対し、パンドラボックス奪取のため東都に宣戦布告し、ハードスマッシュと仮面ライダーグリスを送り込み、武力行使を開始した。東都との代表戦でグリスが敗れた後、泰山との約束を反故にして東都を総攻撃しようとするが、スタークの策略によって身柄を西都に拘束された。
その後、エボルトたちの人体実験で高濃度のネビュラガスを注入されて豹変し、フクロウロストフルボトルとプレスクローンスマッシュ・ストレッチクローンスマッシュを用いてオウルロストスマッシュに変身。マッドローグと共にグリスを追い詰めるが、ジーニアスフォームとなったビルドの攻撃で体内のネビュラガスが無力化され変身を解除された。一命を取り留めて元の姿に戻った後は好戦的な気質を失っており、自分のした過ちについて一海に詫びている。
スカイウォールのない新世界では、厚生大臣として活躍している。

難波 重三郎（）
難波重工の会長。その影響力は東都のみならず日本全土に及ぶとされ、三国の首相よりも上の立場にある。氷室泰山とは子供のころからの旧知の仲であり、その息子の幻徳とも裏で繋がっている。ファウストに資金提供を行い、ライダーシステムを軍事兵器として利用しようとする、フィクサーとしての側面も持ち合わせている。また幻徳だけでなく紗羽をも通じて、ビルドに関するデータや情報を収集していたこともある。
軍事開発が一向として進まない現在の東都の政策に不満を抱いており、後に東都政府に見切りをつけ、ブラッドスターク（惣一）を新たなパートナーとして、北都政府にスクラッシュドライバーを提供した。またその際、パンドラボックス内の強大なエネルギー物質とフルボトルを利用し、核兵器を超える軍事兵器を創り上げるという目的も明かしており、各首都の兵器を開発することで三国の統一を図り、自らが開発した兵器によって世界大戦を制することで軍需産業のトップに君臨しようとする。東都と西都の代表戦では鍋島とその家族を人質にとり紗羽にビルドのデータを入手させるなど汚い手を使い、代表戦の後はスタークに自身の顔を御堂のものに変えさせ西都政府首相としての行動を開始し、パンドラボックスを開けて難波帝国を築くことで西都の軍事力を世界に誇示しようと画策する。エボルトが国のリーダーになると宣言したため、彼に反旗を翻したが、ハードガーディアンを破壊され鷲尾兄弟を殺されたため失敗に終わる。最期はエボルトに命乞いをしたがそれも叶わず、エボルトに殺害され消滅した。
身寄りのない子供たちを引き取って洗脳教育を施し、スパイや兵士などに利用するための難波重工の理念を刷り込ませて育成し、難波重工に絶対の忠誠を誓わせる難波チルドレンと呼ばれる機関を「子供」と呼び、戦争の駒に使っていた。

葛城 巧（）
元東都先端物質学研究所の所員で龍我によって殺害されたとされる青年。研究所に在籍していたころはパンドラボックスの研究責任者であり、一部の関係者からは「悪魔の科学者」とも呼ばれていた。スカイウォールの惨劇に起因したバッシングを苦に自殺した父親の忍の無念を晴らすために彼と同じ科学者になったという過去を持つ。一方で研究日誌にアナグラムという形で暗号を残し、また信用出来ない相手に対して研究のデータが渡る危険性を考慮して偽のデータを用意するなど、慎重かつ素直でない面も持ち合わせていたことを窺わせる描写も散見される。
早くからネビュラガスの有用性に着目しており、政府の許可なくネビュラガスによる人体実験を行おうとしたのが原因で、殺害される2年前に研究所を解雇されたことが幻徳の口から語られている。後述のPROJECT BUILD（プロジェクト ビルド）を立ち上げ、究極の防衛としてライダーシステムを開発したことが明示されている他、スマッシュやファウストの誕生にも深く係わっていることが仄めかされているなど、作中における様々な謎の中心にある人物でもある。
他方、無口ではあるが母親思いの青年で、母の京香の作った卵焼きが好物であったことが彼女の口から語られている。
当初は、ファウストを抜ける意志を固めていたところをスターク（惣一）によって顔を佐藤太郎のものに変えられ、記憶も消され後の戦兎となったとされていたが、本当の理由はファウストを抜けようとしたからではなく、エボルトがスターク（惣一）と龍我に憑依していることに気付き、彼らを呼び出してビルドとなり倒そうとしていたためだった。
戦兎が高校生時代までの記憶を思い出してからは、彼の頭の中で別の意志として存在していたが、スカイウォールのない新世界が作られた後、戦兎に別れを告げて消滅した。

### 北都三羽ガラス
北都が東都への宣戦布告をするのと同時に、東都を破壊しに現れた3人組。共通して北都の紋章が付いたベージュのジャケットを着ており、猿渡一海を「カシラ」と呼び慕っている。後述のハードスマッシュへの変身が可能である。東都に来てからは一海と共にバーバー桐生をアジトにしている。
元々は一海の農場「俺達の猿渡ファーム」で働いていた使用人であり、一海の力になるため北都政府に志願して兵器となった。その際、本名を捨てあだ名を名乗るようになるが、一海は覚えづらいとのことから一度もその名で呼ぼうとはしない。その後、多治見とスタークの策略により一海が許さなかったハザードトリガーによるハザードレベルの引き上げを受け入れ、より強化されたハザードスマッシュへと変貌してしまう。
3人とも戦いの中で消滅・死亡し、赤羽の願いで一海によってスカイロードの傍らに墓碑が建てられ遺骨の代わりに彼らのドッグタグが埋められており、彼らのバンダナも墓碑に巻かれた。
エボルトとの最終決戦において、エボルトが自らの遺伝子で彼らの擬態を作り出し、グリスと戦わせた。
スカイウォールのない新世界では3人とも存在しており、一海と共にnascitaに訪れている。
- 科学によって起こった戦争では死を描かなければいけなかったが、テレビ的にその描写が出来ないため、「心情的に戦争には意味がなく、その死は悲しいもの」を見せるために悲劇の象徴として設定された[32][13]。

赤羽（）
北都三羽ガラスのリーダー格で、本名は大山 勝（）。O型。リーゼント調の髪型に赤い迷彩柄のバンダナを巻き、赤いシャツを着ている。威勢が良く、単細胞で龍我からも馬鹿にされているが、仲間想いな性格でもあり、一海は彼を誇りに思っていた。一海や青羽、黄羽にやたらとボディタッチをする癖があるが彼らからは拒否されている。代表戦終了後、一海と共に戦兎たちと手を組む。
西都からパンドラボックスを守るため本当の保管場所で待機していたが、紗羽によって本当の保管場所を知り現れた仮面ライダーローグと交戦。一海たちが駆けつけると同時にローグのクラックアップフィニッシュを受け、変身が解けた状態で一海に今までの感謝を伝えながら消滅した。

青羽（）
北都三羽ガラスの一人で、本名は相河 修也（）。A型。青い迷彩柄のYシャツを着て青いベレー帽を着用し、ジャケットの胸ポケットに青い迷彩柄のバンダナを仕舞っている。北都三羽ガラスでは最年長。口は悪いが、一海からは「他人のために涙を流せる仲間思いのいい男」と評されている。ビルドの戦闘力を認めているなど、冷静な一面もある。
ラビットタンクハザードフォームのハザードフィニッシュを受けて倒れ、最期は一海の腕の中で消滅した。
- 青羽を演じる芹澤興人は、青羽のキャラクターについて『ルパン三世』の次元大介のイメージとの説明を受けていた。

黄羽（）
北都三羽ガラスの一人で、本名は三原 聖吉（）。B型。黄色いニット帽やニット、マフラーを着ており、ジャケットの左腕に黄色い迷彩柄のバンダナを巻いている。明るく穏やかな性格で鋭い嗅覚を持つ。
北都が西都の手に落ちた際、自分たちに対する人質として北都に残した農場の仲間たちを救出するために鷲尾兄弟と交戦するも敗北。一海たちに助けられるが既に身体は限界に来ており、鷲尾兄弟の攻撃から一海を庇い最期は一海の腕の中で消滅した。
- 黄羽を演じる吉村卓也は、黄羽のキャラクターについて沖田総司をイメージした悪事を働きクールにほくそ笑むトリックスターとの説明を受け、登場当初は冷酷なイメージで演じていた。

### 鷲尾兄弟
西都が北都を制圧後、幻徳と共に侵攻してきた兄弟。難波チルドレンであり、難波重三郎に絶対の忠誠を誓っているため、自らのことを「難波重工の最終兵器」と名乗っている。
国のリーダーになろうとしたエボルトに対抗するため限界までガスを注入し、戦闘不能と同時に消滅するというリスクを抱えながらもパワーアップするが、完全体となったエボルには敵わず、2人共敗北して消滅した。
エボルトとの最終決戦において、エボルトがエンジンブロスとリモコンブロスに擬態し、幻徳と内海に襲いかかっている。
- 仮面ライダーローグが代表戦でビルド・クローズ・グリスの3人と対峙するため、その側近が2人存在するという構想が初期から存在していたが、既に仮面ライダーが多いため別系統のキャラクターとなった[67]。登場人物が多いことから、大森は背景を描くつもりはなかったが、武藤は掘り下げを要望し、難波チルドレンの設定が加えられた[67]。

鷲尾 風（） / リモコンブロス / ヘルブロス
鷲尾兄弟の兄。誰に対しても敬語で話す。首に緑のスカーフを巻き、左腕のホルダーにギアリモコンを備え付けている。東都・北都連合と西都の代表戦では2回戦でクローズチャージと対戦。戦況が不利になると、自分が負ければ弟が処分されると嘘をついて同情させることで龍我の戦意を喪失させ、勝利する。
難波の指示でエボルトに立ち向かうも敵わず、龍我を庇い致命傷を負う。「人のために戦うことも悪くない、弟にも教えてあげよう」という言葉を残し龍我の腕の中で消滅した。

鷲尾 雷（） / エンジンブロス
鷲尾兄弟の弟。首に白いスカーフを巻き、右腕のホルダーにギアエンジンを備え付けている。東都・北都連合と西都の代表戦では1回戦でグリスと対戦。序盤は有利に進めるものの奮起したグリスに逆襲され、敗北する。
難波の指示でエボルに立ち向かうもエボルが生み出したブラックホール型のエネルギーに飲まれ、後のことを風に託し消滅した。

## 仮面ライダーとその他の戦士
本作品における仮面ライダーは葛城忍が設計したものを、エボルトに対する東都の防衛システムの主軸として葛城巧が立ち上げたプロジェクト・ビルドおよびそれに付随して研究・開発された、究極の防衛のためのライダーシステムという位置付けである。
作中における「仮面ライダー」の名称は当初、「東都に出現するスマッシュから人々を守る謎のヒーロー」に対して呼ばれ、本作品では噂を耳に入れた紗羽が幻徳に対して最初に「仮面ライダー」と発言した。
変身には多量のネビュラガスを体内に注入されても怪人化せず、ハザードレベル（後述）の数値が最低でも3.0以上の人間であることが条件とされており、これを満たさない場合は変身は不可能である。また、システムの適応手術は、ネビュラガスの投与のほかにエボルトによる遺伝子操作を必要とする。また、特定の閾値を超える強い想いが必要。
スカイウォールによって大型の兵器による侵攻が出来ないため、最強の侵略かつ防衛兵器として運用されている。

### コンセプト
『仮面ライダーエグゼイド』のプロデューサーを務めた大森敬仁は、その放映開始直後に次回作も担当することが決まり、余裕のない状況下での企画作業を求められることになった。この時点における次回作の概要は漠然とした構想しかなかったため、その後できあがるであろう物語の展開に影響を及ぼさないように、大森はキャラクター造形に特定のモチーフを持たせないことを提唱した。
「モチーフなし」では何も描けないと当惑するデザインチームに対し、大森は仮面ライダーそのものをモチーフとするように答えた。平成仮面ライダーシリーズも初期のころは、キャラクターデザインのモチーフが物語に直結することなく作品が成立していたからである。
そこでデザインチームは、子供たちが好きそうな要素を片端から挙げては組み合わせていき、やがて「混ぜる」という行為自体をコンセプトとすることに行き着いた。さらにそこからの連想で、容器に入ったさまざまな材料を変身ベルトという「工場」で混ぜ合わせることで仮面ライダーが誕生することになった。その材料を収めた容器については、混ぜるのだから液体が入っているのだろうという発想に基づき、ペットボトル型のアイテムとすることが決まった。
『宇宙戦隊キュウレンジャー』や『エグゼイド』で変化球のデザインがあったため、本作品ではモチーフに対してストレートにデザインされた。
ヒーローと敵対するライバルキャラクターに関して、当初の大森は1人に抑えるつもりでいた。人数が多くなるとそれだけ劇中での描写も増やさなければならないからである。しかし玩具開発を担当するバンダイとしては、キャラクターが多いほうが商品の点数を増やせるという利点がある。周囲に説き伏せられた大森は、ドラマの盛り上がりも考えて敵キャラクターの増員を了承した。こうして複数の敵キャラがレギュラー化し、その変身玩具や武器玩具までもが売り出されるという異例の展開となったのである。

### 変身アイテム

#### ビルドドライバー
ビルド、クローズの変身ベルト。その他にグリスブリザード、プライムローグも使用する。
普段はバックルの状態で携行され、腹部に当てることで自動的にベルトが伸長して装着される。左腰にはフルボトルホルダーが装着されており、フルボトルを3本まで携帯することが可能。後に戦兎の改造によってフルボトルのベストマッチ検査機能も付与され、変身前でも検査機として使用できるようになった。
ビルド変身時は、ドライバーの左寄りにある2つのスロットツインフルボトルスロットのうち右側に有機物、左側に無機物フルボトルを装填する。それから右側のアクションレバーボルテックレバーを回すと、ベストマッチの場合は変身者の周囲に小型ファクトリースナップライドビルダーが形成され、フルボトル内の成分が液状となったトランジェルソリッドがチューブ状のファクトリアパイプラインに流し込まれることで、装填したフルボトルの能力や性質を反映したハーフボディが形成され変身完了する。また、フォームを変えるビルドアップの際や必殺技発動時には、再度レバーを操作することでより強力なエネルギーを生み出す。
元々ビルドドライバーは、地球外生命体エボルトのツールであるエボルドライバーを参考にして、葛城忍が設計し、葛城巧がプロジェクト・ビルドの一環で開発・完成させたものである。当初は巧によって運用されていたが、エボルトに憑依された石動惣一が巧の記憶を消して桐生戦兎に仕立て上げ、ドライバーを渡した。惣一の正体が露見する前は、ファウストから美空を連れ出した際にパンドラパネルと共に持ち出したとされていた。
万丈龍我は、クローズへの初変身時においては戦兎のドライバーを使用したが、その後は戦兎が自身の物を基に開発した2台目のドライバーを使用している。龍我はかつて、戦兎からラビットとタンクのフルボトルと共にドライバーを奪って変身を試みたこともあったが、この時はハザードレベルが規定値に達しておらず失敗している。後に龍我のハザードレベルが3.0に達したことで変身が可能となった。
また、氷室幻徳もプライムローグの変身に戦兎のものを使用している。
なお、自殺を装って行方をくらましていた忍も、自分の体に合わせて調整したプロトタイプのオリジナルビルドドライバーを開発しており、ビルド〈プロトタイプ〉に変身した。このドライバーは忍の死後、戦兎に回収され秘密基地に保管されていたところを、猿渡一海が持ち出してグリスブリザードの変身に使用した。
このほかにも、巧が所持していた試作品があったが、欠陥があった。
- デザインモチーフは、作品のコンセプトである「混ぜる」から連想された「工場」である[71]。バックル上部の3つの突起は煙突を、赤い差し色の部分は工場に掲げられている注意書きをイメージしている[71]。ほかにも歯車やパイプラインのディテールが盛り込まれているが、ボルテックレバーは工場というよりも混ぜるギミックのためにデザインされている[83]。「過去最大に動く」という触れ込みの下、レバーを回す限りいつまでもギミックを作動させ続けることができるが[83]、そのままでは変身のタイミングを把握しづらいため、適当なところで「Are you ready?（準備はできた?）」と音声が鳴るようにしている[71]。
- 撮影用プロップは、全長約390ミリの可動ギミックを備えたアップ用・軟質塩ビ製[注釈 24]のアクション用・前傾姿勢を取りやすくするため、厚みを薄くした極薄のバイク用が存在する[84][75]。アップ時にはハンドルを延長し、持ち手からはみ出して見えるようにしている[84]。

#### スクラッシュドライバー
クローズチャージ、グリス、ローグのベルト型変身デバイス。普段はバックルの状態で携行され、腹部に当てることで自動的にベルトが伸長して装着される。
クローズチャージとグリスは、それぞれ専用のスクラッシュゼリーを用いて変身する。スクラッシュゼリーをドライバーのパワープレススロットに装填し、右側のレンチ型レバーアクティベイトレンチを押し下げると、左右のプレスパーツがゼリーを揉み潰し、抽出された成分が液化装備ヴァリアブルゼリーに変換され、透明な装甲を形成する。ビーカーをモチーフとした特殊加工容器ケミカライドビルダーが周囲に出現し、頭頂部スクラッシュファウンテンと胸上部スクラッシュノズルから噴出したヴァリアブルゼリーが全身を包むことで変身完了する。
ローグはビン型アイテムクラックフルボトルを用いて変身する。手順はスクラッシュゼリーと同様だが、プレスパーツに挟まれたクラックフルボトルが潰れることはなく、その代わり表層が亀裂のように発光する。
元来スクラッシュドライバーは葛城巧が研究していたもので、その未完成なシステムのデータを基に戦兎が完成させた。戦兎がドライバーを軍事兵器として利用されることを危惧したこと、および当時の戦兎や龍我には扱えないと判断したことから一旦は封印されるが、圧倒的な戦闘能力を誇る北都三羽ガラスのハードスマッシュには現状の力では歯が立たないと判断した龍我によって持ち出され、クローズチャージの変身に用いられるようになった。
その後、流出したシステムデータを取得した難波重工の内海によって、グリス用とローグ用のスクラッシュドライバーが造られることになった。
ハザードレベルが4.0であれば変身が可能となる。
- 「工場ベルト」だったビルドドライバーのコンセプトを引き継いでスパナをデザインモチーフとしており、締めることでプレス機が作動してゼリーを潰し、押し出された成分の力で変身するという流れになっている[90]。かすれたグラフィックで使用感を出していたビルドドライバーとは対照的に、スクラッシュドライバーは最新の工場をイメージしており、スパナ部分にはメッキが施されている[91]。左上のパーツは、作動中を示すランプをモチーフとしている[91]。また、スクラッシュドライバーを使って変身するライダーの足裏は共通のデザインとなっている[92][91]。

#### エボルドライバー
エボル、マッドローグの変身ベルト。普段はバックルの状態で携行され、腹部に当てることで自動的にベルトが伸長して装着される。
エボルが使用するオリジナルは火星到来以前からエボルトが所持していた物で、火星の王妃ベルナージュとの戦いで破壊されていた。火星に来た石動の肉体を乗っ取ったエボルトによりパンドラボックスと共に地球に持ち込まれた後、葛城忍に託され修復されるが、エボルトの力を恐れた葛城巧によって2つに分解され、nascitaの地下の秘密基地にある変換装置の動力部に組み込み隠されていた。
エボル変身時は、ドライバーの左寄りにある2つのスロットEVボトルスロットに2本のエボルボトルを装填する。
マッドローグ用のドライバーは、地球人でも使用できるように調整された複製である。
- デザインはビルドドライバーの流用で、エボルと同じ天球儀のディテールが加えられている[95][93]。

#### トランスチームガン & スチームブレード
トランスチームガン
ナイトローグ、ブラッドスタークが変身する変身銃。その他にエボルも武器として使用する。
フルボトルの成分トランジェルソリッドを加熱して、特殊蒸気トランジェルスチームに変換することで変身を可能とする。特殊ガスデビルスチームを散布して、人間をスマッシュに変えることもできる。また、煙幕を張って撤退することも可能。
- 「煙を出す銃」という発想は工場の排気ガスから来ており、銃身の上部には煙突の意匠が複数配置されている。

スチームブレード
ナイトローグ、ブラッドスタークが使用する斬撃武器。
中央部のバルブスチームチェンジバルブを回す回数によって3種類の攻撃を繰り出す。
- 工場で見られるバルブやパイプの意匠が盛り込まれている。赤いパーツが多用されているが、ブラッドスタークのボディカラーに合わせる意図はなく、偶然の一致である。

トランスチームライフル
トランスチームガンとスチームブレードを合体させて形成するライフル銃。装填したフルボトルに応じて多種多様な必殺技を放つ。
- 敵側のアイテムは大人ファンの人気が集中するので、2アイテム合体というセールスポイントを押し出した商品となった。それだけでなく子供も楽しめるよう、回転や開閉ギミックを随所に取り入れている。

#### ネビュラスチームガン
リモコンブロス、エンジンブロスの拳銃型変身デバイス。ローグ、マッドローグも武器として使用する。
ギアの物質を加熱して、特殊蒸気トランジェルスチームに変換することで変身を可能とする。
トランスチームガン同様に、スチームブレードと合体してライフルモードとなる。
- テレビシリーズに先駆けて映画『平成ジェネレーションズ FINAL』に登場しており、バイカイザーなどの武器として使われたが、当初よりローグの武器としてデザインされているためカラーリングはローグのボディに合わせたものとなっている[92]。また、リモコンブロスとエンジンブロスのアイテムでもあるため、金・緑・白も差し色に用いられている[92]。造形は基本的にトランスチームガンの流用だが、スチームパンク風の歯車の意匠が加えられている[104]。
- プロップは新規造形によるもの[105]。

### 仮面ライダービルド
桐生戦兎（葛城巧）が変身する仮面ライダー。英語表記はKAMEN RIDER BUILD。決め台詞として戦闘開始時に「さぁ、実験を始めようか」、戦闘時に「勝利の法則は決まった」、フォームチェンジ時に「ビルドアップ！」と発する。
- 平成仮面ライダーシリーズで初めて、左右で複眼の色が違うオッドアイの主役ライダーであり[108]、従来の仮面ライダーの触覚に当たる部分が目と一体化しているのが特徴[84]で、複眼とアンテナがフルボトルと同種のグラフィックとなっている[109]。
- 変身完了時に取るポーズは科学をテーマにしているため、フレミングの右手の法則を参考にしている[110][111]。
- 戦兎が物理学者という具体的な設定があるため、急に肉体派にするのではなく、変身前に数式が出たり、必殺技時にグラフが出たりするなど、頭脳プレイのアクションが行われた[112]。
- 螺旋状のデザインは、サインポールを参考としている[113]。2つの要素を組み合わせるというコンセプトは、『仮面ライダーW』との重複も懸念されたが、螺旋状のデザインのほか、モチーフが「特性」ではなく具体的な動物や事物である点、玩具でのギミックの違い、放送から数年経ちメインターゲットである子供層に馴染みの薄いであろうとの推測などから、十分な差別化がなされているものと判断された[113][114]。
- 専用武器はその月で初登場するフォームの中で最も推しているモチーフが判りやすいフォームが持つものとして選ばれた。それとは対照的に武器を持たないフォームは腕に武器をつけるようになった[72]。
- ラビットタンクフォーム以外の撮影用スーツはアップ・アクション兼用となっており、ベストマッチフォームのマスク以外は共用のベーススーツに各パーツを換装することでフォームチェンジを再現している[84][115]。アップ用マスクの触覚部分は目と同じエポキシ樹脂では強度が脆くなるため、裏側を樹脂で補強している[84]。トライアルフォームは1つのマスクを複眼部分だけ交換して現場で頭部の塗りなおしをしている[106][116]。初期はすべてのフォームが存在せず、従来のマスクをリペイントして制作していた[117]。複眼はアップ用とアクション用2種類制作され、状況に応じて換装している[117]。アップ用のベーススーツは、巻いた薄いシートを縫製することで螺旋状を表現しているが、その生地と斜めによる螺旋構造のために伸縮性がなくなり、座ることすら困難になってしまった。そのため、アクション用のベーススーツでは前面側のみを縫製、背面側はプリントにし、太腿やベルト下のパーツを薄手のものにすることで激しいアクションが可能となっている[118]。
- スーツアクターを務めた高岩は、表面のモールドがスパイラル的に処理されていることから、ドライブほどではないが、グルグルする違和感が初期にあり、そこになじむのに少々時間がかかったという[119]。また、触角の代わりに目の上が伸びていたため、壊れやすいことをは意識せずに戦っていたといい、左右によって視界のフィルターの色が違っていたため、距離感の認識に不正確さが出ていたという[119]。

#### ベストマッチフォーム
2本のフルボトルの相性が最良であり、ボトルの成分の特性を最大限に発揮できる形態。
ベストマッチの組み合わせや成分のモチーフは、エボルトが惣一の脳に問い掛け、美空との思い出から美空が好きな30個の大切なもの（有機物）とそれを壊すもの（無機物）を挙げていったことが明らかとなった。
フルボトルをビルドドライバー装填後に「ベストマッチ！」、そして各専用音声の後、「イエーイ！」という音声が流れる。
- ベストマッチのモチーフ選定に際してはスタッフが自由にモチーフを列挙していき、その中で「ウサギと戦車」のように相まみえそうにないもの同士をあえて掛け合わせるように選ばれた[114]。

バリエーション
ラビットタンクフォーム
ラビットフルボトルとタンクフルボトルを用いて変身。最初に発見されたベストマッチで、ビルドの基本形態に相当する。
専用音声は「鋼のムーンサルト！ラビットタンク！」。
ラビットのボディカラーは赤。左脛部分に跳躍力を高める強力な跳躍強化バネホップスプリンガーが内蔵されており、高いジャンプ力を活かした軽快な動きを繰り出す。
タンクのボディカラーは青。右足のタンクローラーシューズに無限軌道装置が組み込まれており、敵の装甲を削り取ることが可能。
ラビットタンクフォームのみ足裏の構造が左右で異なっている。
- ウサギと戦車という組み合わせをメインモチーフとしたのは東映プロデューサーの大森敬仁からの指定によるもので、大森はアンバランスで意外性のある組み合わせが面白いと考え、特にシリーズ初のモチーフとなるウサギを推していた。
- デザインは複眼にモチーフの要素が集約されており、全体的にはスタイリッシュにまとめられている。当初は赤と青の部分が大きかったが、フォームチェンジ数が多いことから下半身は黒が多く占めるものとなった。赤と青という色は子供の好きな色から選ばれており、前作『仮面ライダーエグゼイド』の仮面ライダーパラドクスとの重複も懸念されたが、パラドクスは主役ではないことや、プロデューサー陣もこのデザインを気に入っていたことからそのまま決定となった。
- アンテナはラビットはウサギの耳、タンクは戦車の砲塔をイメージしている。左襟の突起物のデザインモチーフはウサギの耳だが、仮面ライダーの記号である風になびくマフラーを意匠化したもの、左足にはスプリングを左脚甲はウサギのものをアレンジしたデザインになっている。専用武器を手に持つため、備え付けの武器がオミットされ、要素は右脚甲のキャタピラのみとなった。当初は、カメラがモチーフに選ばれる予定だったが、触覚に似た突起物を持つことから戦車が選ばれた。

ゴリラモンドフォーム
ゴリラフルボトルとダイヤモンドフルボトルを用いて変身。
専用音声は「輝きのデストロイヤー！ゴリラモンド！」。
ゴリラのボディカラーは茶。右腕部にパンチ力を2倍に高める炸裂パワーユニットサドンデストロイヤーが内蔵されている。
ダイヤモンドのボディカラーは水色。左腕のBLDプリズムグローブに内蔵された特殊変換装置により、弱い敵や周囲の物質をダイヤモンドに変えることが可能。
- プリズム状のシートを貼り付け、それをビニールシートで覆い、クリア塗装によってコートすることで光沢感を出している。

ホークガトリングフォーム
タカフルボトルとガトリングフルボトルを用いて変身。
専用音声は「天空の暴れん坊！ホークガトリング！」。
タカのボディカラーはオレンジ。背中に鷹の翼のような可変飛行ユニットソレスタルウィングが装備され、高速飛行を得意とする。
ガトリングのボディカラーはメタリックグレー。左肩のユニットBLDガンナーショルダーでビルドの射撃能力を高め、使用中の武器に特殊弾を装填する。
- デザイン段階ではハーフボディであることから翼も半分にすべきかどうか検討され、飛行能力を持たせるため両側に翼が付けられた。背中の翼は、作中ではCGで羽ばたきが表現されているが、背中の装甲とは別に製作されたため、多少は可動するようになっている。ガトリングは、ガトリングガンが専用武器であるため、弾帯やマガジンをデザインに入れ込んだものとなった。

ニンニンコミックフォーム
忍者フルボトルとコミックフルボトルを用いて変身。
専用音声は「忍びのエンターテイナー！ニンニンコミック！」。
忍者のボディカラーは紫。忍者のように高い敏捷性と隠密能力を持つ。
コミックのボディカラーは黄色。左腕や右脚にペン先のようなユニットが備わり、描いた文字や絵を実体化させることが出来る。
- ラビットタンク以外のベストマッチフォームで唯一下半身が専用デザインとなっている。
- 忍者の左複眼は当初、忍者そのものがデザインされるという案があったが、複雑になり判りづらいということから四方手裏剣が描かれた。コミックの右複眼は漫画を描くペン先、胸部は漫画のコマ、腕はペン先をイメージしており、肩はぱらぱらとめくった漫画雑誌などをイメージしている。

ロケットパンダフォーム
パンダフルボトルとロケットフルボトルを用いて変身。
専用音声は「ぶっ飛びモノトーン！ロケットパンダ！」。
パンダのボディカラーは白。右拳に装着されたパワークロージャイアントスクラッシャーによる引っ掻く攻撃を得意とする。
ロケットのボディカラーは水色。宇宙空間での活動も可能で、左肩BLDロケットショルダーのパーツを組み合わせることで突撃ロケットコスモビルダーとして機能するため、主に撤退時に使用された。
- 唯一、左右が単色ではない複眼のフォームとなっている。パンダは当初、右腕に笹が付いて斬るための武器になるという案もあったが、没となった。

ファイヤーヘッジホッグフォーム
ハリネズミフルボトルと消防車フルボトルを用いて変身。
専用音声は「レスキュー剣山！ファイヤーヘッジホッグ！」。
ハリネズミのボディカラーは白。右拳BLDスパインナックルに伸縮自在の棘で覆われた球状グローブスパイクラッシュアームを備えており、これを振り回して叩きつけたり、棘を発射して敵に当てる戦法を得意とする。
消防車のボディカラーは赤。左腕の放水銃マルチデリュージガンから可燃性の液体による火炎放射などによる戦法を得意とする。
ライオンクリーナーフォーム
ライオンフルボトルと掃除機フルボトルを用いて変身。
専用音声は「たてがみサイクロン！ライオンクリーナー！」。
ライオンのボディカラーは黄色。右腕の攻撃装置ゴルドライオガントレットから発する咆哮衝撃波などの特殊攻撃を得意とする。
掃除機のボディカラーは青緑。左腕の強化掃除機ロングレンジクリーナーを駆使し、敵を吸い寄せたり攻撃を吸い込む。
- ライオンのように右手が大きなフォームはレバーが回せないため、手を付けるようになった。掃除機の左腕にはビルドのコンセプトである「螺旋」を入れ込んでいる。

キードラゴンフォーム
ドラゴンフルボトルとロックフルボトルを用いて変身。
専用音声は「封印のファンタジスタ！キードラゴン！」。
ドラゴンのボディカラーは紺。右腕のドラゴラッシュアームで強力なパンチを放つが、龍我とシンクロしたことにより、ボトルが化学変化を起こし強大な力を持ってしまったため、ロックハーフボディのみでしか制御できず、低いハザードレベルでは拒絶反応が大きいため、長時間の戦闘は困難である。
ロックのボディカラーは金。左腕の錠前状の拘束具射出装置バインドマスターキーから高速射出される鍵付きの鎖で敵を捕らえる。
- 戦兎もドラゴンフルボトルを使えることから出来たフォームである。
- 右複眼のモチーフはドラゴンの横顔。

海賊レッシャーフォーム
海賊フルボトルと電車フルボトルを用いて変身。
専用音声は「定刻の反逆者！海賊レッシャー！」。
海賊のボディカラーは青。水中や水上での活動も可能で、右肩部の船首型ユニットボヤージュショルダーからワイヤー付きの銛や頑強な球体を射出する。
電車のボディカラーは緑。左肩部の遮断機型ユニットフミキリショルダーや左腕の特殊攻撃装置トレインガントレットでの電撃を纏った電車型のパンチを繰り出す。いかなる障害の中でも活動が可能で、足裏の車輪でのキック攻撃を繰り出す。
- 海賊は有機物系だが、デザインモチーフは海賊船となっている。左複眼のデザインモチーフはドクロ。高い位のモチーフからマントを着用している。撮影用スーツのロングコートはビニルレザー製である。

オクトパスライトフォーム
オクトパスフルボトルとライトフルボトルを用いて変身。
専用音声は「稲妻テクニシャン！オクトパスライト！」。
オクトパスのボディカラーはピンク。右肩部の自律型攻撃軟体ユニットフューリーオクトパスの8本の触腕で敵を捕らえる。また、左複眼レフトアイオクトパスから墨状の液体を噴出して、相手の視界を妨げる。
ライトのボディカラーは黄色。左肩の発光装置BLDライトバルブショルダーから放つ強力な光によって敵の視界を奪う。また、雷鳴を轟かせることで、相手を追い払う。
- 電球やサーチライトなど様々なライトをデザインに入れ込んでいる。

フェニックスロボフォーム
フェニックスフルボトルとロボットフルボトルを用いて変身。
専用音声は「不死身の兵器！フェニックスロボ！」。
フェニックスのボディカラーは赤。右腕の燃焼攻撃ユニットフレイムリヴァイバーによって特殊な炎を発生させる。また、背中の燃焼飛行ユニットエンバイリアルウィングによって炎の翼を展開させて飛翔する。
ロボットのボディカラーはメタリックグレー。左腕のロボットアームデモリションワンはあらゆるものを破壊し、必殺技時には巨大なエネルギーアームを展開させる。
- テレビシリーズに先駆けて『仮面ライダー平成ジェネレーションズ FINAL ビルド&エグゼイドwithレジェンドライダー』に登場。映画で初登場するフォームのため、大きなロボの腕やフェニックスの尾羽根を模したマントなど、派手なシルエットにしている。フェニックスは真紅を表現するため、従来とは違ってソリッドカラーの赤を採用している。ロボは北都のフォームのため、グリスに寄せたデザインになっている。

スマホウルフフォーム
ウルフフルボトルとスマホフルボトルを用いて変身。
専用音声は「繋がる一匹狼！スマホウルフ！」。
ウルフのボディカラーは白。右腕部の爪状の攻撃装置ウルフェイタルクローによる格闘攻撃を繰り出す。
スマホのボディカラーは青。左腕のスマホ型の強化液晶シールドビルドパッドシールドのグラフィックや機能は、変形機構を除けばビルドフォンと同じであり、強いダメージを受けてもすぐに自動修復される。
- 右複眼のデザインモチーフはスマホのアイコンの黒電話。LINEのメッセージのようなディテールを肩や胸に入れている。

ローズコプターフォーム
ローズフルボトルとヘリコプターフルボトルを用いて変身。
専用音声は「情熱の扇風機！ローズコプター！」。
ローズのボディカラーは赤。右腕イバラッシュアームに巻き付いた伸縮自在の黒いムチによって捕縛や攻撃をする。
ヘリコプターのボディカラーは緑。背面の高強度ブレードバトローターブレードによって飛行が可能なほか、近接武器として使用が可能。
- ヘリコプターは当初、左腕にローターがつく予定だったが、『快盗戦隊ルパンレンジャーVS警察戦隊パトレンジャー』のサイクロンダイヤルファイターとデザインが被るため、背中に付けることとなった。

トラユーフォーフォーム
トラフルボトルとUFOフルボトルを用いて変身。
専用音声は「未確認ジャングルハンター！トラユーフォー！」。
トラのボディカラーは黄。右肩部BLDタイガーヘッドショルダーのトラ型攻撃ユニットを拳BLDトラファイトグローブに装着することで鋭利な爪を纏い、光の爪刃を発生させる。
ユーフォーのボディカラーはピンク。ピンクの未知の発光体やUFOを呼び寄せ、それに乗って攻撃する。また敵を吸収し、バラバラに分解することも出来る。
- 鉤爪は他のフォームで使用しているため、指先に爪を付けることとなった。左肩の帯アブダクションビーマーのデザインモチーフはトラクタービーム。帯は、着彩した透明塩ビシート製である。

クジラジェットフォーム
クジラフルボトルとジェットフルボトルを用いて変身。
専用音声は「天駆けるビッグウェーブ！クジラジェット！」。
初めて登場した同系色のベストマッチである。
クジラのボディカラーは紺。右肩部BLDホエールショルダーと右腕BLDスパウトグローブから海水などを攻撃水流ビックウェイブや水球として噴出する。
ジェットのボディカラーは水色。左胸部スクランブルチェストアーマーから戦闘機型ドローンを複数飛ばし、敵を攻撃する。また、背部のエイセスウィングで飛行も可能。
- 背中の翼の付け根は、ホークガトリングのデザインが流用されている。

キリンサイクロンフォーム
キリンフルボトルと扇風機フルボトルを用いて変身。
専用音声は「嵐を呼ぶ巨塔！キリンサイクロン！」。
キリンのボディカラーは黄色。キリンの首を模した右腕のキリン型攻撃装置キリネックブリーカーの伸縮自在の先端の首の部分で、敵に高速打撃を加える。左足裏にあるキックを強化する蹄型の攻撃装置で攻撃する。
扇風機のボディカラーは水色。左腕の送風攻撃ユニットサイクストーマーで飛行しながら、5枚のプロペラファンによって強風を発生させ、敵を吹き飛ばす。
- 右腕のキリンは金色のシートでウレタン注型の基材を覆っている。左袖口に扇風機を付け、その中央から腕を出したデザインになっている。

スペック
| 名称                           | 身長     | 体重     | パンチ力                          | キック力                          | ジャンプ力 （ひと跳び） | 走力 （100 m） | 初登場                                 |
| ------------------------------ | -------- | -------- | --------------------------------- | --------------------------------- | ----------------------- | -------------- | -------------------------------------- |
| ラビットタンクフォーム         | 196.0 cm | 99.0 kg  | - 9.9 t（右腕） - 17.0 t（左腕）  | - 23.7 t（右脚） - 17.8 t（左脚） | 55.0 m                  | 2.9秒          | - 劇場版エグゼイド - 第1話             |
| ゴリラモンドフォーム           | 189.0 cm | 112.0 kg | - 25.9 t（右腕） - 15.8 t（左腕） | - 17.3 t（右脚） - 16.5 t（左脚） | 32.5 m                  | 8.4秒          | - 劇場版エグゼイド - 第2話             |
| ホークガトリングフォーム       | 193.0 cm | 107.0 kg | - 9.7 t（右腕） - 10.0 t（左腕）  | - 13.5 t（右脚） - 14.2 t（左脚） | 41.7 m                  | 5.8秒          | 第3話                                  |
| ニンニンコミックフォーム       | 194.0 cm | 90.5 kg  | - 11.1 t（右腕） - 8.8 t（左腕）  | - 10.1 t（右脚） - 22.2 t（左脚） | 45.4 m                  | 4.2秒          | 第5話                                  |
| ロケットパンダフォーム         | 189.0 cm | 114.0 kg | - 18.8 t（右腕） - 14.5 t（左腕） | - 16.9 t（右脚） - 15.4 t（左脚） | 43.6 m                  | 8.5秒          | 第7話                                  |
| ファイヤーヘッジホッグフォーム | 190.0 cm | 103.7 kg | - 13.7 t（右腕） - 11.9 t（左腕） | - 14.7 t（右脚） - 14.0 t（左脚） | 36.5 m                  | 6.4秒          | 第8話                                  |
| ライオンクリーナーフォーム     | 189.0 cm | 104.3 kg | - 17.4 t（右腕） - 7.1 t（左腕）  | - 12.0 t（右脚） - 21.3 t（左脚） | 39.0 m                  | 3.6秒          | 第9話                                  |
| キードラゴンフォーム           | 196.0 cm | 108.0 kg | - 19.7 t（右腕） - 16.9 t（左腕） | - 17.6 t（右脚） - 24.1 t（左脚） | 47.4 m                  | 5.1秒          | 第10話                                 |
| 海賊レッシャーフォーム         | 189.0 cm | 95.8 kg  | - 12.0 t（右腕） - 12.7 t（左腕） | - 15.0 t（右脚） - 13.8 t（左脚） | 39.4 m                  | 2.5秒          | 第12話                                 |
| オクトパスライトフォーム       | 193.5 cm | 96.5 kg  | - 4.4 t（右腕） - 4.8 t（左腕）   | - 8.6 t（右脚） - 8.0 t（左脚）   | 42.1 m                  | 6.5秒          | 第13話                                 |
| フェニックスロボフォーム       | 191.0 cm | 112.3 kg | - 15.7 t（右腕） - 28.8 t（左腕） | - 23.4 t（右脚） - 16.8 t（左脚） | 43.6 m                  | 6.4秒          | - 平成ジェネレーションズFINAL - 第18話 |
| スマホウルフフォーム           | 189.0 cm | 91.6 kg  | - 16.6 t（右腕） - 5.2 t（左腕）  | - 10.4 t（右脚） - 20.8 t（左脚） | 41.6 m                  | 5.1秒          | 第18話                                 |
| ローズコプターフォーム         | 190.0 cm | 94.2 kg  | - 6.3 t（右腕） - 12.9 t（左腕）  | - 14.4 t（右脚） - 10.6 t（左脚） | 42.8 m                  | 5.6秒          | 第21話                                 |
| トラユーフォーフォーム         | 189.0 cm | 100.5 kg | - 17.8 t（右腕） - 5.1 t（左腕）  | - 8.7 t（右脚） - 21.2 t（左脚）  | 46.5 m                  | 3.9秒          | 第22話                                 |
| クジラジェットフォーム         | 189.5 cm | 116.5 kg | - 18.0 t（右腕） - 13,5 t（左腕） | - 23.0 t（右脚） - 25.5 t（左脚） | 46.2 m                  | 6.9秒          | 第22話                                 |
| キリンサイクロンフォーム       | 190.0 cm | 109.0 kg | - 20.1 t（右腕） - 5.3 t（左腕）  | - 8.8 t（右脚） - 23.2 t（左脚）  | 39.0 m                  | 5.6秒          | 第22話                                 |

ツール
ドリルクラッシャー
ビルドの主要専用可変型武器。ドリル刃ドリスパイラルブレードを前後に組み替えて装着することで、ブレードモードとガンモードの2形態に変形する。柄のボルテックメーターの針が触れるほど攻撃力が上がる。フルボトルスロットにフルボトルを装填し、トリガーを引くことで必殺技が発動する。変身前でも用いられ、龍我が使用することもある。
- 「混ぜる」や「螺旋」といったビルドの要素からの連想でドリルがモチーフに選ばれ、以後のビルドの武器も工具が主となった。スイッチや計器が付く予定だったが、トランスチームシステムの武器に流用された。
- 撮影用プロップはアップ用とアクション用が存在する。アップ用には実際にバッテリーが内蔵されており、スイッチによってメーターが可動するようになっている。アップ用は劇中と同様にドリルを換装して変形を再現しているが、ブレードモードとガンモードでドリル部は別造形となっており、大きさも異なる。

ブレードモード
メインとなる剣形態。高速回転するドリスパイラルブレードで渦巻く光刃を纏った攻撃を繰り出す。
ガンモード
ドリルパーツを取り外し、180度回転させて先端側を横のジョイントに換装することで完成する銃形態。ガンスパイラルマズルから高速回転する加速光弾スピニングビュレットを発射する。また、爆発力や連射速度が調整可能である。

ホークガトリンガー
戦兎がガトリングフルボトルの成分を分析して開発し、タカフルボトルの特性を加えたガトリングガン型のベストマッチウェポンで変身前でも用いられる。
元々はガトリングハーフボディ専用として開発されたもので、ベストマッチの発見に伴い鷹の意匠が加えられた。ホークガトリングフォームではタカ型の銃弾を発射する。
リボルマガジンを回転させることで1回につき10発ずつ、最大100発まで弾丸が装填される。100発の装填が完了すると「ワンハンドレットフルバレット！」と装填完了を知らせる音声が鳴り、その後にトリガーを引くことで必殺技を繰り出す。発動時には球状の特殊フィールドを展開し、照準対象のみを隔離することで周囲への被害を防ぐ。
- 撮影用プロップはアップ用とアクション用が存在する。アップ用はリボルバー部分が手動で可動する構造となっている。横のサイトサードアイホークもスライドで色が変化するようになっている。

4コマ忍法刀
戦兎が忍者フルボトルとコミックフルボトルの力を応用して開発した忍者刀型のベストマッチウェポン。ベストマッチの発見に伴い、忍者と漫画から4コマ漫画とGペンの意匠が加わっている。忍者ハーフボディとコミックハーフボディ専用として使用される。
ペン型の剣先リアライズペンエッジは描いたものを実体化させる。刀身セイバイエッジには4コマ状の忍法作動装置が存在し、グリップ部のトリガーを引く回数によって対応する忍法が発動する。
- 撮影用プロップはアップ用のプロップが制作された。

一のコマ・分身
トリガーを1回引くことで分身の術が発動し、自らの分身を複数体出現させる。
二のコマ・火遁
トリガーを2回引くことで火遁の術が発動し、炎を纏った伸ばした刀身で斬撃の火炎斬りを繰り出す。
三のコマ・風遁
トリガーを3回引くことで風遁の術が発動し、竜巻を纏った斬撃の竜巻斬りを繰り出す。
四のコマ・隠れ身
トリガーを4回引くことで隠れ身の術が発動し、刀身から濃い煙幕を噴出させ、姿を消す。

カイゾクハッシャー
戦兎が海賊フルボトルと電車フルボトルの力を応用して開発した弓型のベストマッチウェポン。海賊ハーフボディと電車ハーフボディ専用として使用される。
電車型攻撃ユニットビルドアロー号を後部のユニットに引き戻し、手を離すことでエネルギー体となったビルドアロー号が射出される。ビルドアロー号を引き戻す時間によって各駅電車・急行電車・快速電車・海賊電車の4段階のチャージレベルによるエネルギー供給を行い、フルチャージとなる海賊電車の状態でビルドアロー号を操作すると、先端の海賊船型攻撃ユニットビルドオーシャン号が共に発射される。射撃の他、両端の刃で刀のようにも用いられる。
- デザインモチーフは船の錨と鉄道のトンネル。

ビルドフォン
スマートフォン型の可変アイテム。通常のスマートフォンとしても使用できるほか、後部のフルボトルスロットにフルボトルを装填することでマシンビルダーに変形することが可能で、主にライオンフルボトルが使用される。

必殺技
ボルテックフィニッシュ
ベストマッチフォーム時にビルドドライバーのレバーを再度回すことで、「Ready go!」の音声と共に発動する。各フォーム毎に、以下の通り異なる攻撃を繰り出す。
ラビットタンクフォーム
助走を付けて左脚で跳躍し、グラフを模したエネルギーの滑走路に沿って、右脚でキックを放ち、無限軌道装置で敵の装甲を削り取る。グラフのX軸で相手を拘束するパターンもある。
- グラフの性質上、第1話などでは左起点から右に蹴る珍しいライダーキックとなっている。

ゴリラモンドフォーム
変換した無数のダイヤモンドを右腕で砕いて、相手に礫を浴びせる。また攻撃だけでなく拘束に用いられる場合もある。
ロケットパンダフォーム
グラフを模したエネルギーの滑走路に沿って旋回して、パワークローで連続して攻撃を加える。
ファイヤーヘッジホッグフォーム
左腕のラダーを相手に刺し、水を注入し、巨大化させた右拳の球状グローブの棘を打ち込み、これを破裂させる。
ライオンクリーナーフォーム
左腕の強化掃除機で敵を吸いあげ動きを封じ、右腕のガントレットによるライオン型のエネルギー波を放つ。
キードラゴンフォーム
左腕から鎖を飛ばして敵を拘束し、右手から蒼炎を纏ったパンチを放つ。
オクトパスライトフォーム
墨を噴射して相手の視界を封じた後、右手から伸ばした触腕で拘束し引き寄せ、電撃を帯びたパンチを浴びせる。
フェニックスロボフォーム
特殊な炎を纏って空中に飛び上がり、体当たり攻撃を繰り出す。パワーアームで捕縛してから体当たりを繰り出す場合もある。
スマホウルフフォーム
自分の周囲に映写したアイコンから狼型のエネルギー波を出現させ、敵にけしかける。
ローズコプターフォーム
左腕に持った高強度ブレードに茨のついたムチを纏わせて回転させ、敵を切り裂く。または飛行しながらムチで敵を拘束してブレードで攻撃する。
キリンサイクロンフォーム
扇風機で空へと飛行し、キリンの首を模したエネルギーを生成後、敵に叩きつける。
トラユーフォーフォーム
UFOに乗り、敵を吸収して分解したりする。
クジラジェットフォーム
敵を海水で包み、ミサイルの爆風で飛ばした敵に、鯨型のエネルギー体が噴射する潮に乗って浮上し、空中でジェット噴射によるキックを放つ。
クマテレビフォーム
蜂蜜を飛ばした後、「クマ出没注意」の警告標識型の巨大化ゲートを通り抜けて一時的に巨大化し、クローでアッパーカットを決め込む。その際、敵の背後に巨大なサケのエネルギー体が水飛沫とともに跳ね上がる。
サメバイクフォーム
マシンビルダーに搭乗して赤いエネルギーを纏いながら、サメのエネルギー体と共に体当たりする。
ボルテックブレイク
ドリルクラッシャーの場合はスロットにフルボトルを装填することで「Ready go!」の音声と共に、ベストマッチウェポンの場合はスロットがないため、特定の動作を行うことで発動する。武器やモード、それに装填するフルボトルの違いで以下の通り異なる攻撃を繰り出す。
ドリルクラッシャー
ブレードモード
ラビットフルボトル
高速回転させたドリル刃で敵を斬る。
海賊フルボトル
水の刀から水流を飛ばす。
忍者フルボトル
分身させた刀を飛ばす。
ロケットフルボトル
ドリル部分にエネルギーを纏わせ、敵に向けて発射する。
ゴリラフルボトル
炸裂パワーユニット型のエネルギーで、相手を殴りつける。
ユニコーンフルボトル
ドリル部分にユニコーンの角型エネルギーを纏わせて回転させ、敵を刺し貫く。
カブトムシフルボトル
ドリル部分にカブトムシの角状のエネルギーを纏わせ、敵を殴りつける。
ガンモード
ハリネズミフルボトル
鋭い針を連続発射する。
潜水艦フルボトル
小型魚雷を連続発射する。
ローズフルボトル
花びらと茨型のエネルギー弾を連続発射する。
ホークガトリンガー
リボルマガジンを10回分動かし「ワンハンドレットフルバレット！」の音声と共に発動する。球状の特殊フィールドに敵を隔離し、100発のタカ型の銃弾を撃ち込む。
カイゾクハッシャー
ビルドアロー号を引きフルチャージさせることで発動する。各駅、急行、快速、海賊電車の力を一気に放出し、ビルドアロー号型のエネルギーを放つ。

マシン

マシンビルダー
ビルドの専用バイク。ビルドフォンにライオンフルボトルを装填することで、「ビルドチェンジ！」の音声と共に巨大化・変形する。変身前にも使用が可能。
BU1-LDエンジンが動力源で、フルボトルの成分を稼動エネルギーとして利用する。
通話システムやレーダーマップを搭載しているほか、液晶コンソールを操作することにより、ヘルメットを取り出せる。前輪にエネルギーをまとって突進するほか、フロント部の歯車型のパーツフロントギアライトに回転光刃をまとって体当たりすることで物体を切断するという機能も備えている。
- シリーズ初の通信アイテムから変形するバイクである。デザインは、歯車やパイプなどビルドドライバーの要素を踏襲している。

#### トライアルフォーム
ベストマッチフォーム以外の組み合わせの形態。各フォームの呼称は「トライアルフォーム（○○〈フォーム名〉）」となっている。
ボトル装填時には、「ベストマッチ！」の音声は鳴らず、ハーフボディのみが現れ戦兎（またはビルド）に装着される。
必殺技は、ボルテックフィニッシュは使用不可能。
バリエーション
ハリネズミタンク
ハリネズミフルボトルとタンクフルボトルを用いて変身。
- 基本的に各フォームはベストマッチフォームでデザインされたが、ハリネズミタンクとラビット掃除機はトライアルフォームの説明のためにデザインが起こされた。

ラビット掃除機
ラビットフルボトルと掃除機フルボトルを用いて変身。
ゴリラ掃除機
ゴリラフルボトルと掃除機フルボトルを用いて変身。
ラビットガトリング
ラビットフルボトルとガトリングフルボトルを用いて変身。
忍者タンク
忍者フルボトルとタンクフルボトルを用いて変身。
パンダガトリング
パンダフルボトルとガトリングフルボトルを用いて変身。
ゴリラロケット
ゴリラフルボトルとロケットフルボトルを用いて変身。
ライオンコミック
ライオンフルボトルとコミックフルボトルを用いて変身。
海賊ガトリング
海賊フルボトルとガトリングフルボトルを用いて変身。
フェニックス掃除機
フェニックスフルボトルと掃除機フルボトルを用いて変身。
ローズ掃除機
ローズフルボトルと掃除機フルボトルを用いて変身。
クジラ消防車
クジラフルボトルと消防車フルボトルを用いて変身。
ローズ消防車
ローズフルボトルと消防車フルボトルを用いて変身。
ラビットドラゴン
ゴールドラビットフルボトルとシルバードラゴンフルボトルを用いて変身する特別な形態。
ベストマッチ以上の強力な戦闘力を秘めており、エボルトとの最終決戦では止めを刺した。
通常とは違い、有機物同士の組み合わせで、本来はトライアルフォームだが、戦兎の想いにビルドドライバーが応えたことで、ベストマッチとなり、唯一、変身後に「ベストマッチ！」の音声が鳴る。
- デザイン画は存在するが、スーツは制作できなかったため、フルCGでの登場となった。

スペック
| 名称               | 身長     | 体重     | パンチ力                          | キック力                          | ジャンプ力 （ひと跳び） | 走力 （100 m） | 初登場 |
| ------------------ | -------- | -------- | --------------------------------- | --------------------------------- | ----------------------- | -------------- | ------ |
| ハリネズミタンク   | 194.0 cm | 102.7 kg | - 11.0 t（右腕） - 13.6 t（左腕） | - 19.0 t（右脚） - 11.2 t（左脚） | 28.4 m                  | 7.0秒          | 第1話  |
| ラビット掃除機     | 196.0 cm | 93.7 kg  | - 7.9 t（右腕） - 5.7 t（左腕）   | - 9.6 t（右脚） - 14.2 t（左脚）  | 38.4 m                  | 3.9秒          | 第2話  |
| ゴリラ掃除機       | 189.0 cm | 111.7 kg | - 20.7 t（右腕） - 5.7 t（左腕）  | - 9.6 t（右脚） - 13.2 t（左脚）  | 26.5 m                  | 6.2秒          | 第3話  |
| ラビットガトリング | 196.0 cm | 95.0 kg  | - 7.9 t（右腕） - 8.0 t（左腕）   | - 10.8 t（右脚） - 14.2 t（左脚） | 37.7 m                  | 6.2秒          | 第4話  |
| 忍者タンク         | 194.0 cm | 101.1 kg | - 8.9 t（右腕） - 13.6 t（左腕）  | - 19.0 t（右脚） - 17.8 t（左脚） | 32.3 m                  | 2.3秒          | 第6話  |
| パンダガトリング   | 189.0 cm | 112.0 kg | - 15.0 t（右腕） - 8.0 t（左腕）  | - 10.8 t（右脚） - 12.3 t（左脚） | 26.6 m                  | 8.6秒          | 第7話  |
| ゴリラロケット     | 189.0 cm | 115.0 kg | - 20.7 t（右腕） - 11.6 t（左腕） | - 13.5 t（右脚） - 13.2 t（左脚） | 32.5 m                  | 9.1秒          | 第8話  |
| ライオンコミック   | 194.0 cm | 99.0 kg  | - 13.9 t（右腕） - 7.0 t（左腕）  | - 8.1 t（右脚） - 17.0 t（左脚）  | 32.8 m                  | 5.6秒          | 第15話 |
| 海賊ガトリング     | 189.0 cm | 98.1 kg  | - 9.6 t（右腕） - 8.0 t（左腕）   | - 10.8 t（右脚） - 11.0 t（左脚） | 33.1 m                  | 6.7秒          | 第16話 |
| フェニックス掃除機 | 191.0 cm | 98.0 kg  | - 12.6 t（右腕） - 5.7 t（左腕）  | - 9.6 t（右脚） - 13.4 t（左脚）  | 37.9 m                  | 3.8秒          | 第19話 |
| ローズ掃除機       | 190.0 cm | 93.2 kg  | - 5.0 t（右腕） - 5.7 t（左腕）   | - 9.6 t（右脚） - 8.5 t（左脚）   | 31.8 m                  | 5.7秒          | 第21話 |
| クジラ消防車       | 189.5 cm | 120.0 kg | - 14.4 t（右腕） - 9.5 t（左腕）  | - 11.8 t（右脚） - 20.4 t（左脚） | 28.8 m                  | 7.0秒          | 第25話 |
| ローズ消防車       | 190.0 cm | 99.5 kg  | - 5.0 t（右腕） - 9.5 t（左腕）   | - 11.8 t（右脚） - 8.5 t（左脚）  | 30.1 m                  | 5.0秒          | 第25話 |
| ラビットドラゴン   | 196.0 cm | 93.1 kg  | - 47.8 t（右腕） - 55.8 t（左腕） | - 61.3 t（右脚） - 54.5 t（左脚） | 79.8 m                  | 1.1秒          | 第49話 |

必殺技
ボルテックアタック
ラビットドラゴン
ラビットタンクのボルテックフィニッシュのようにグラフ型の滑走路を作り、それに沿って敵にキックを叩き込む。

#### ラビットタンクスパークリングフォーム
第14話から登場。ラビットタンクスパークリングを用いて変身するビルドの強化形態。
ラビットタンクスパークリングを振り中身を活性化させた後、ボトル上部のシールディングタブを引き起こして起動した後にビルドドライバーに装填することで「ラビットタンクスパークリング！」の音声が流れ、レバーを回すことでビルドマーク型のスナップライドビルダーが前後に形成され、「変身！」の掛け声と共に結合されて変身が完了する。
専用音声は「シュワッと弾ける！ラビットタンクスパークリング！イエイ！イエーイ！」。
そのスペックは、ラビットタンクフォームの約1.5倍で、ドリルクラッシャーのほか、各ベストマッチウェポンなどを使用することも出来る。また、両腕にあるスパークリングブレードで敵を切り裂く。小粒の泡ラビットバブルを発生させ、運動速度を引き上げ、残像が発生するほどの高速移動を可能とする。破裂時に衝撃波が発生する泡インパクトバブルを発生させ、衝撃波を伴う格闘攻撃を放つ。
テレビシリーズに先駆けて『平成ジェネレーションズFINAL』に登場。
- ディテールは全体的に鋭角化しており、従来のハーフボディとは交わらない形状となっている[106]。右複眼ライトアイタンクSPは砲弾を発射する戦車、左複眼レフトアイラビットSPは炭酸を飲んだウサギの形状をそれぞれ模している[106][170]。
- デザインは炭酸飲料で刺激的なエネルギーが弾けるイメージから鋭角的なトゲの多いものとなっている[出典 9]。当初は黒をベースに赤と青を差し色で入れるというものも検討されていた[98]が、ラビットタンクの赤と青に差し色を白にすることで、トゲや泡感を表現している[170]。アンテナ部の裏を黒ではなく白くすることでトリコロールにし、さらに鋭角的な意匠にすることによってパワーアップを表現している[171]。
- FRP製のマスク[171]はアップ・アクション兼用で、場面に応じて目のパーツを換装している[106]。アップ・アクション兼用のスーツは、白い成形色にすることで差し色の白をベースに赤と青を塗装し、スーツの○部分をヌキにしている。ブーツとグローブはラビットタンクのものと兼用だが、上半身と腕のタイツは新たに作り起こされている[170]。

ツール
ラビットタンクスパークリング
戦兎が開発した缶形の強化アイテム。パンドラボックスの残留物質を利用した発泡増強剤ベストマッチリキッドとラビットとタンクの2つのフルボトルの成分が内蔵されている。
- モチーフは炭酸飲料の缶で、玩具ではメッキ処理を施すことでリアルな缶らしさを表現している。
- アップ用プロップはプルタブの可動ギミックを有しているが、電飾は施されていない。

必殺技
スパークリングフィニッシュ
ドライバーのレバーを再度回すことで、「Ready go!」の音声と共に発動する。下記のようにいくつかのパターンが存在する。
- 右脚でカウンターの上段蹴りを衝撃波を伴う泡と共に叩き込む。
- 右脚で衝撃波を伴う泡と共に跳び蹴りを叩き込む。
- 空間を自在に歪める泡によるワームホールを発生させ、右脚でキックを放つと共に相手をワームホールへと送り込み、衝撃波を伴う泡を周囲に散布させることで広範囲の敵にも攻撃を繰り出す。
- ドリルクラッシャーで発動する技を強化する。

#### ハザードフォーム
ハザードトリガーと、ベストマッチとなる2本のフルボトルを用いて変身するベストマッチの強化形態でビルドの強化形態。
ハザードトリガーの保護カバーを開けてハザードスイッチを押すと「ハザードオン！」の音声が発され、ビルドドライバーのBLDライドポートに挿し込み接続した状態でドライバーにベストマッチとなるボトルを装填すると「スーパーベストマッチ！」の音声が流れ、レバーを回すことで「ドンテンカン！ドンテンカン！ガタガタゴットン！ズッタンズタン！」の音声と共に、鋳型を模したハザードライドビルダーが前後に形成され、「変身！」の掛け声と共に結合されて変身が完了する。
専用音声は「アンコントロールスイッチ！ブラックハザード！ヤベーイ！」。
いずれの形態も複眼部以外が黒く染まり、頭部や肩アーマーHZヴァイオレントショルダーに新たに装甲が形成される。さらには共通してスマッシュなどにダメージを与える黒い気体を放出する。
再度ハザードスイッチを押し、「マックスハザードオン！」の音声が鳴った後にレバーを回すと「ガタガタゴットン！ズッタンズタン！Ready go!オーバーフロー！ヤベーイ！」の音声が流れるとともに、内蔵された強化システムによってオーバーフローモードへと移行し、一時的にハザードレベルを上昇させることで敵味方を圧倒する戦闘力を発揮する。
- 元々はネットムービー用のフォームとして予定されていたものがテレビシリーズにも登場することとなったものの、直後に当初より予定されていた強化形態の登場が予定されていたため、そこへ至るための暴走形態として位置づけられた[178]。
- デザインコンセプトは、「禍々しいビルド」[176]で、博士を題材にしたコントで爆発によりチリチリになった髪型をモチーフとしており、ヨレヨレとしたトゲを四方八方不規則に生えさせ、禍々しさや不規則さを出すことでラビットタンクスパークリングと差別化しており[178]、「混ぜてはいけないものを混ぜて生まれたヤバいものが出てきた」ことをイメージしているが、向きや形が左右非対称であると怪人然となってしまうため、それを避けてデザインされた[179]。当初は複眼も黒くデザインされていたが、ラビットタンクの複眼を用いることが提案され、トライアルフォーム用のパーツを換装することで他のフォームにも対応する形態となった[178][176]。黒の艶消しシールをマスクと眼の間に貼って隙間が出来ないようにしている[176]。
- アクション・アップ用の兼用のスーツ一着が制作され、FRP製のマスクで、肩パッドや胸プロテクターは高硬度のウレタン注型となっており、ディテールを分かりやすくするため、薄いシルバーをエッジ部分にグラデーション吹きしている[105]。詰め襟やベーススーツなどをマット処理して黒一色にならないように考慮された[176]。

バリエーション
ラビットタンクハザードフォーム
ハザードトリガーとラビットフルボトル、タンクフルボトルを用いて変身。
第26話では暴走した際に美空のバングルの力によって右側の複眼もラビットに変化しており、それにより戦兎は自我を取り戻している。また、このことがフルフルラビットタンクボトルを開発するきっかけになっている。
ホークガトリングハザードフォーム
ハザードトリガーとタカフルボトル、ガトリングフルボトルを用いて変身。
海賊レッシャーハザードフォーム
ハザードトリガーと海賊フルボトル、電車フルボトルを用いて変身。
キードラゴンハザードフォーム
ハザードトリガーとドラゴンフルボトル、ロックフルボトルを用いて変身。
スペック
| 名称                             | 身長     | 体重     | パンチ力                          | キック力                          | ジャンプ力 （ひと跳び） | 走力 （100 m） | 初登場 |
| -------------------------------- | -------- | -------- | --------------------------------- | --------------------------------- | ----------------------- | -------------- | ------ |
| ラビットタンクハザードフォーム   | 197.5 cm | 101.0 kg | - 19.8 t（右腕） - 34.0 t（左腕） | - 47.4 t（右脚） - 35.6 t（左脚） | 77.0 m                  | 1.4秒          | 第20話 |
| ホークガトリングハザードフォーム | 197.5 cm | 101.0 kg | - 19.4 t（右腕） - 20.0 t（左腕） | - 27.4 t（右脚） - 28.0 t（左脚） | 58.4 m                  | 2.9秒          | 第22話 |
| 海賊レッシャーハザードフォーム   | 197.5 cm | 101.0 kg | - 24.0 t（右腕） - 25.4 t（左腕） | - 30.0 t（右脚） - 27.6 t（左脚） | 55.2 m                  | 1.3秒          | 第24話 |
| キードラゴンハザードフォーム     | 197.5 cm | 101.0 kg | - 39.4 t（右腕） - 33.8 t（左腕） | - 35.2 t（右脚） - 48.2 t（左脚） | 66.4 m                  | 2.5秒          | 第35話 |

ツール
ハザードトリガー
巧が開発したビルドドライバー用の機能拡張デバイス。ハザードフォームなどへの変身に使用する。
ビルドドライバーに挿し込むことで、ネビュラガスを利用した万能強化剤プログレスヴェイパーにより破壊衝動やビルドのハザードレベルを高めさせることで攻撃の威力を上昇させ、スクラッシュドライバーを使用するライダーやハザードスマッシュをも圧倒するほど戦闘力を飛躍的に向上させることができるが、プログレスヴェイパーの浸透レベルが危険域に達すると脳が刺激に耐えかねなくなり、そのまま変身し続けると理性を喪い、自我が消滅し、目に映るもの全てを破壊しようとする暴走状態に陥る危険性を持つ。暴走状態の時に変身を解除するには、第三者がハザードトリガーを外すか、変身解除に追い込むダメージをビルドに与えるしか方法はないが、ハザードトリガー装着時にハザードトリガーを破壊されると装着者は消滅する。
その危険性から巧は禁断のアイテムとして封印しており、当初は惣一が所持していたが、暴走する龍我を止めさせるために戦兎に渡された。
実際は忍がロストフルボトルを浄化するために設計・開発したもの。
- デザインモチーフは工場の緊急ボタン。当初は銃をモチーフとしていたが、同時期に発売される『快盗戦隊ルパンレンジャーVS警察戦隊パトレンジャー』のトリガーマシンとコンセプトが被るため変更された。
- いずれ使用するために空けていたビルドドライバーの穴を活用するためにそこに合体することとなった。
- 単体でのアップ用プロップが制作されたが、ドライバーと一体化されたプロップは制作されていない。アップ用プロップは、バッテリーが内蔵されており、実際にメーターフォースライドメーターが可動する。

必殺技
ハザードアタック
通常必殺技。作中では未使用。
ハザードフィニッシュ
オーバーフローモード状態での必殺技。ドライバーのレバーを再度回すことで、「ガタガタゴットン！ズッタンズタン！Ready go！」の音声と共に発動する。フォーム毎に以下の通り異なる攻撃を繰り出す。
ラビットタンクハザードフォーム
黒い煙を右脚に纏わせてキックを叩き込む。
ホークガトリングハザードフォーム
上空に蹴り上げた相手を黒い煙で拘束し、そこにホークガトリンガーで銃弾を撃ち込む。

#### ラビットラビットフォーム / タンクタンクフォーム
ハザードトリガーとフルフルラビットタンクボトルを用いて変身するビルドの強化形態。
ハザードトリガーの起動スイッチを2回押して「マックスハザードオン！」の音声が鳴った後、ビルドドライバーのBLDライドポートにハザードトリガーを挿し込み、フルフルラビットタンクボトルを2つに折り曲げてドライバーに装填すると「ラビット&ラビット！」（ラビットラビットフォーム時）または「タンク&タンク！」（タンクタンクフォーム時）の音声が発され、その状態でレバーを回すことで「ドンテンカン！ドンテンカン！ガタガタゴットン！ズッタンズタン！」の音声と共にハザードライドビルダーが前後に形成されて結合し、「オーバーフロー！」の音声と共にラビットタンクハザードフォームになった後、各専用ユニットが出現・変形して強化アーマーとなり、ビルドが装着することで変身が完了する。また、各形態から別形態へと変身する際にもラビットタンクハザードフォームを経ている。
フルフルラビットタンクボトル内部に充填された同じ成分同士が干渉を起こすことで生まれる万能調整剤スタビライザヴェイパーによってプログレスヴェイパーが抑制され、トリガーの出力を最大にすると共に、常時自我を保ったままオーバーフローモードと同等の状態での戦闘が可能となる。
- ハザードフォームが「悪い力」によって生まれた暴走態であったため、その解決策として設定された[184]。企画段階ではウサギと戦車以外のモチーフを用いることも検討されたが、東映プロデューサーの大森はウサギがビルドを象徴するモチーフになりえているとの考えから、引き続きこの2つがモチーフとなった[185]。デザインは左右対称だが、マスク中央部のパーツをはみ出させることでビルドの特徴である斜めの意匠を際立たせている[185]。また背部にマント状のパーツを設けることでパワーアップ感を強調しているが[185]、布のマントではなく、ウサギの耳や無限軌道を模したマントとなっている[91]。

ラビットラビットフォーム
赤い兎型ユニットが変形した強化アーマーラビットラビットアーマーを装着した形態。
専用音声は「紅のスピーディージャンパー！ラビットラビット！ヤベーイ！ハエーイ！」。
高速で攻撃を叩き込む戦法を得意としている。また、手足を伸縮自在にすることが可能。フルボトルホルダーは有機物系のフルボトルで統一されている。
- デザインコンセプトは、「とにかく速い人」。ラビットハーフボディの左足に存在したスプリング状の意匠を両手足と両肩にも配し、能力を抽象化している。
- アクション・アップ用の兼用のマスク・スーツ一着が制作され、場面に応じて目のパーツを換装している。背中にあるウレタン注型の厚さ20ミリの耳部分マフラビットアクセラレーターは、アクションの際に脚に当たるため、八の字型に拡げて装着し、その点に留意し、アクションが行われる。

タンクタンクフォーム
7輌の青い戦車編隊型ユニットの強化アーマータンクタンクアーマーを装着した形態。
専用音声は「鋼鉄のブルーウォーリア！タンクタンク！ヤベーイ！ツエーイ！」。
強力なパワーと装甲を利用した戦法を得意としている。フルボトルホルダーは無機物系のフルボトルで統一されている。また、必殺技の際には両脚部の高速無限軌道装置によって戦車のように行動でき、肩の装甲ユニットは散弾や榴弾を発射し、自律戦闘機能も搭載している。
- デザインコンセプトは、「とにかく強い人」で、タンクでは付かなかった砲塔を付けている。
- 正座して戦車形態になるというアイデアは『エグゼイド』で仮面ライダースナイプ シミュレーションゲーマーの初期案として考えられていたものである。当初は、下半身全体をキャタピラにする予定だったが、正座するとそう見えるようにデザインされた。
- アクション・アップ用の兼用のマスク・スーツ一着が制作されているが、肩から背中に生えた履帯キャタタンクマニューバーは、2種類が制作されている。

スペック
| 名称                     | 身長     | 体重     | パンチ力 | キック力 | ジャンプ力 （ひと跳び） | 走力 （100 m） | 初登場 |
| ------------------------ | -------- | -------- | -------- | -------- | ----------------------- | -------------- | ------ |
| ラビットラビットフォーム | 197.5 cm | 106.2 kg | 39.9 t   | 47.8 t   | 88.0 m                  | 1.2秒          | 第27話 |
| タンクタンクフォーム     | 197.5 cm | 145.3 kg | 47.0 t   | 53.7 t   | 58.3 m                  | 1.1秒          | 第28話 |

ツール
フルボトルバスター
戦兎がフルフルラビットタンクボトルと共に開発した可変型武器。ラビットラビットフォーム・タンクタンクフォーム・ジーニアスフォーム時に使用される。
刀身のスロットに最大4本のフルボトルを装填でき、ラビットラビットフォーム時では有機物系のフルボトル、タンクタンクフォーム時では無機物系のフルボトルを装填する。
- デザインは、工具箱や十徳ナイフのイメージから鋸・カッターナイフ・万力・メジャー・丸ノコ・モンキーレンチ・水平器・ドリル・電動サンダー・ペンチ・六角レンチ・ハンマーなど様々な工具の要素が散りばめられている。フルボトルの装填ギミックはロケット鉛筆をイメージしている。
- 各モード兼用ではなく、各モードそれぞれのプロップを制作している。下部には刃が付いているため、上部にグリップを付けることとなった。

バスターブレードモード
フルボトルバスターの大剣型モード。
バスターキャノンモード
フルボトルバスターの大砲型モード。
フルフルラビットタンクボトル
戦兎が開発した強化アイテムで自我を失うことなくオーバーフローモードを制御するための装置。上下に振り、セレクティングキャップを回すことでリボルインジケーターに表示される絵柄が赤い兎ならラビットラビットフォーム状態、青い戦車ならタンクタンクフォーム状態、緑の無地ならニュートラル状態となる。
ラビットフルボトルと美空が生み出したローラビットフルボトルを組み合わせたことで有機物同士および無機物同士だと同成分が強い干渉を起こして全ての成分が一つの状態に凝縮して万能調整剤を生み出すことに気づき、これが開発のヒントとなった。
- デザインモチーフはポリエチレン詰清涼飲料で、暴走形態であるハザードフォームを沈静化させるアイテムであることから、熱を冷却するという連想からアイスが選ばれた。ギミックはフルボトルの振るというアクションが好評であったことから、それを活用する形で考案された。当初は全体を金色にする予定だったが、2本に折れる機能を分かりやすくするために金色と銀色になった。

必殺技
ハザードフィニッシュ
ドライバーのレバーを再度回すことで、「ガタガタゴットンズッタンズタン！Ready go！」の音声と共に発動する。フォーム毎に以下の通り異なる攻撃を繰り出す。
ラビットラビットフォーム
「ハザードフィニッシュ！ラビットラビットフィニッシュ！」の音声の後、高く飛んで敵の目前まで右脚を長く伸ばし、敵へキックを叩き込む。
タンクタンクフォーム
「ハザードフィニッシュ！タンクタンクフィニッシュ！」の音声の後、発動する。
フルボトルブレイク
フルボトルバスターにフルボトルを1本装填し、トリガーを引くことで発動する必殺技。
ラビットフルボトル
フルボトルバスター バスターキャノンモードで赤いエネルギー弾を放つ。
マグネットフルボトル
青い磁力光線を放ち、磁力で敵を押し潰す。
スパイダーフルボトル
紫色のクモの巣を放ち、敵を捕縛する。
ドライヤーフルボトル
強力な熱風を浴びせる。
ジャストマッチブレイク
フルボトルバスターにフルボトルを2本装填し、「ジャストマッチでーす！」の音声の後、トリガーを引くことで発動する必殺技。
ラビットフルボトル+パンダフルボトル
フルボトルバスター バスターキャノンモードでフルボトルブレイクよりも強力なエネルギー光弾を放つ。
ロケットフルボトル+ジェットフルボトル
フルボトルバスター バスターキャノンモードでフルボトルブレイクよりも強力なエネルギー光弾を放つ。
ゴールドラビットフルボトル+シルバードラゴンフルボトル
フルボトルバスター バスターブレードモードに金色のエネルギーを纏わせて、敵を斬り裂く。
ミラクルマッチブレイク
フルボトルバスターにフルボトルを3本装填し、「ミラクルマッチでーす！」の音声の後、トリガーを引くことで発動する必殺技。
ラビットフルボトル+パンダフルボトル+タカフルボトル
フルボトルバスター バスターキャノンモードでジャストマッチブレイクよりも強力なエネルギー光弾を放つ。
アルティメットマッチブレイク
フルボトルバスターにフルボトルを4本装填し、「アルティメットマッチでーす！」の音声の後、トリガーを引くことで発動する必殺技。
タンクフルボトル+ジェットフルボトル+ガトリングボトル+ロケットフルボトル
フルボトルバスター バスターキャノンモードでミラクルマッチブレイクよりも強力なエネルギー光弾を放つ。
フルフルマッチブレイク
フルボトルバスターにフルフルラビットタンクボトルを装填し、「フルフルマッチでーす！」の音声の後、トリガーを引くことで発動する必殺技。
ラビットラビットフォーム
フルボトルバスター バスターブレードモードに赤い球体状のエネルギーを纏わせて、敵を斬り裂く。
タンクタンクフォーム
自身の下半身をタンクのように変形させ、肩の大砲とフルボトルバスター バスターキャノンモードの火力を敵に浴びせる。フルボトルバスターからのエネルギー光弾だけを放つこともある。

#### ジーニアスフォーム
第39話から登場。ジーニアスフルボトルを用いて変身するビルドの最強形態。
起動スイッチを押し、「グレート！オールイエイ！」の音声が鳴った後、ビルドドライバーに装填すると「ジーニアス！」の音声が発され、その状態でレバーを回すことで「イェイ！イェイ！イェイ！イェイ！」の音声と共に特殊加工設備プラントライドビルダーGNが足元から形成され、周囲に60本のエンプティボトルが展開された後「変身！」の掛け声で白いボディを形成すると同時にエンプティボトルに成分が注入され、プラントライドビルダーGNから射出された60本のフルボトルが全身に装着されることで変身が完了する。
専用音声は「完全無欠のボトルヤロー！ビルドジーニアス！スゲーイ！モノスゲーイ！」。
ジーニアスフォームの固有能力として、各フルボトルの能力を発動させることや瞬間的に加速することも可能。また、ネビュラガスを中和する粒子を放つことができる。これにより、ロストスマッシュとなった人物も消滅させることなく元の姿に戻すことが可能。また、ハザードトリガーを用いることでロストフルボトルを浄化させることも可能。
- 全身のフルボトルの色は暖色系が有機物を、寒色系が無機物をそれぞれ表しているが、各フルボトルの配置は明確になっていない[200][201]。怒っているイメージからビルドドライバーを模した額の歯車を付け[202]、全身のパイプはスナップライドビルダーをイメージしている[201]。胸部アイディアルチャストアーマー[203]はパイプから流れ込んだエネルギーを混ぜ合わせているイメージである[202]。初期案では、従来の強化形態と同様にウサギと戦車をメインにしたものや、大きなボトルが目に刺さったものなど、様々なものが検討されていたがいずれも決め手にはならず、60本のフルボトルと同サイズのボトルをすべてつけるというストレートなものになった[55]が、すべての色を再現するとうるさくなるため、ボトルの色はオリジナルと大別している[203][204]。本体にボトルから這ったパイプが力を流し込んでいるというデザインになった[204]。
- スーツ・マスクともにアップ用とアクション用の2着が制作された[200]。アップ・アクション共にベーススーツは白銀であるため、新規に1着ずつ制作された[203]。アップ用マスクは目元の隙間が覗き穴になっているが、アクション用マスクは目元の材質が異なっており、裏地のメッシュ越しに視界を確保している[200]。アップ用の胸プロテクターは、通常は発光パターンをプリントしたものが貼られているが、オープニングカットや初変身時にはLEDを用いた電飾を内蔵したものを使用している[200]。円周にシート状のLEDを配して上下にハーフミラーを介することで奥行き感を表現している[203]。デイシーンでは、シートに模様をプリントしたものを内部に封入したものを使用している[203]。

ツール
ジーニアスフルボトル
巧としての記憶を取り戻した戦兎がエボルトと龍我を倒すため、パンドラパネルを忍の研究データを元に再構築し、フルボトル60本の成分を注入して完成させた小箱型の強化アイテムを、変換装置にかけることで完成した強化アイテム。内部の空間圧縮コンテナには60本のフルボトルの成分のほか、強化アイテムの粒子も内包されている。使用するには誰かの力になりたい、誰かを守りたいという特定の閾値を超える強い意志が必要で、戦兎としての意志を失った巧（戦兎）はこれが欠如していたため変身システムを起動することができなかった。
ラストパンドラパネルホワイトの力を発動させる際、ジーニアスフルボトルの成分を使い切ったため、消滅したが、『クローズ』では復活しており、キルバスの毒を解毒した。
- モチーフは大きなフルボトルそのもので、ベルトの構造の都合からラビットタンクスパークリングと同様の形状となった。
- 撮影用プロップは、通常の撮影ではシートの換装で表示の切り替えを表現しているが、アップ用では電飾を用いたものも存在する。

必殺技
ハザードフィニッシュ
ドライバーのレバーを再度回すことで、「ガタガタゴットンズッタンズタン！Ready go！」の音声と共に発動する。「ハザードフィニッシュ！ジーニアスフィニッシュ！」の音声の後、相手にパンチを叩き込む。ロストボトルを浄化する特殊効果を持つ。
フルフルマッチブレイク
フルボトルバスターにフルフルラビットタンクボトルを装填し、「フルフルマッチでーす！」の音声の後、トリガーを引くことで発動する必殺技。
- フルボトルバスター バスターブレードモードで虹色の斬撃を放つ。
- また、フルボトルバスター バスターキャノンモードで虹色のエネルギー弾を放つ。

ジーニアスアタック
ドライバーのレバーを1回回して発動する、有機物系フルボトルの必殺技。
発動時の音声は「ワンサイド！」。
ジーニアスブレイク
レバーを2回回して発動する、無機物系フルボトルの必殺技。
発動時の音声は「逆サイド！」。
ジーニアスフィニッシュ
レバーを3回以上回して発動する、全フルボトルの必殺技。
発動時の音声は「オールサイド！」。
ラビットタンクのボルテックフィニッシュのようにグラフ型の滑走路を作り、それに沿って敵にキックを叩き込む。この技にはネビュラガスを中和する効果があるため、ロストスマッシュに変えられた人を助け出すことができる。

#### 仮面ライダービルド〈プロトタイプ〉
葛城忍が変身する仮面ライダービルド。そもそもビルドのシステムは忍を変身者として想定して設計されているため、驚異的な戦闘能力を発揮する。劇中では、基本のベストマッチフォームで戦兎ビルドの強化フォームや他の仮面ライダーたちと互角以上に渡り合っていた。
- 最強のジーニアスフォームの力を手にした戦兎が打ち当たる「精神的な壁」として要請されたキャラクターであり、当初の忍は第2のブラッドスタークとして登場する予定だったが、より驚きを生む構図になるように台本制作段階で2人のビルドが対峙する展開に改められた[55]。

スペック
| 名称                     | 身長                 | 体重                 | パンチ力                          | キック力                          | ジャンプ力 （ひと跳び） | 走力 （100 m）       | 初登場               |
| ベストマッチフォーム     | ベストマッチフォーム | ベストマッチフォーム | ベストマッチフォーム              | ベストマッチフォーム              | ベストマッチフォーム    | ベストマッチフォーム | ベストマッチフォーム |
| ------------------------ | -------------------- | -------------------- | --------------------------------- | --------------------------------- | ----------------------- | -------------------- | -------------------- |
| ラビットタンクフォーム   | 196.0 cm             | 99.0 kg              | - 14.7 t（右腕） - 25.2 t（左腕） | - 35.1 t（右脚） - 26.3 t（左脚） | 71.5 m                  | 1.9秒                | 第42話               |
| ホークガトリングフォーム | 193.0 cm             | 107.0 kg             | - 14.4 t（右腕） - 14.8 t（左腕） | - 20.0 t（右脚） - 21.0 t（左脚） | 54.2 m                  | 3.9秒                | 第43話               |
| ニンニンコミックフォーム | 194.0 cm             | 90.5 kg              | - 16.4 t（右腕） - 13.0 t（左腕） | - 14.9 t（右脚） - 32.9 t（左脚） | 59.0 m                  | 2.8秒                | 第43話               |
| 海賊レッシャーフォーム   | 189.0 cm             | 95.8 kg              | - 17.8 t（右腕） - 18.8 t（左腕） | - 22.2 t（右脚） - 20.4 t（左脚） | 51.2 m                  | 1.7秒                | 第43話               |
| トライアルフォーム       |                      |                      |                                   |                                   |                         |                      |                      |
| フェニックスタンク       | 設定未公開           | 設定未公開           | 設定未公開                        | 設定未公開                        | 設定未公開              | 設定未公開           | 第42話               |

#### テレビシリーズ以外の作品に登場する仮面ライダービルド
クマテレビフォーム
『誕生！クマテレビ!! VS仮面ライダーグリス』に登場。クマフルボトルとテレビフルボトルを用いて変身。
専用音声は「ハチミツハイビジョン！クマテレビ！」。
クマのボディカラーは黄色。右腕ジャイアントハニーアームの爪ジャイアントデスクラッチャーが武器で、一時的に巨大化することが可能なほか、蜂蜜に似た甘い液体を飛ばす攻撃も可能。
テレビのボディカラーは黒。左拳BLDリポートグローブで接触した敵の情報によって、左肩部の特殊装置BLDハイビジョンショルダーからてれびさんがモニターに映りその時に必要な情報を伝えてくれる解説映像を流す。
- クマはパンダの色替えで、右胸に「クマ出没注意」の標識を付けている。テレビの右複眼のデザインモチーフは古いテレビ。

サメバイクフォーム
『ハザードレベルを上げる 7つのベストマッチ』に登場。サメフルボトルとバイクフルボトルを用いて変身。
専用音声は「独走ハンター！サメバイク！」。
サメのボディカラーは紺。頭部の索敵装置ロレンチーニフェイスモジュールを使って微細な電位の変化を感知して隠れた敵を捕捉し、右腕のヒレ状の刃メガロフィンレイザーをカッターのようにして攻撃する。
バイクのボディカラーは赤。左腕のホイールデストロスピナーを盾として使えるほか、左肩にあるギアから複数のマシンビルダー型のエネルギー体を実体化・召喚することができる。
- バイクのデザインモチーフはマシンビルダー。

スマホウルフハザードフォーム
『ハザードレベルを上げる 7つのベストマッチ』に登場。ハザードトリガーとウルフフルボトル、スマホフルボトルを用いて変身。
クローズビルドフォーム
『Be The One』に登場。クローズビルド缶を用いて変身する特殊形態。詳細は劇場版 仮面ライダービルド Be The One#仮面ライダービルド クローズビルドフォームを参照。
仮面ライダーメタルビルド
『グリス』に登場。浦賀啓示ががビルドドライバーにハザードトリガーとメタルタンクタンクフルボトルを装填して変身したビルド。詳細はビルド NEW WORLD#仮面ライダーメタルビルドを参照。

ガンバライジング・商品展開のみに登場するベストマッチフォーム（いずれも劇中未登場）
- 玩具化されないことから自由にデザインされた。

ユニレイサーフォーム
ユニコーンフルボトルと消しゴムフルボトルを用いて変身。
専用音声は「一角消去！ユニレイサー！」。
タートルウォッチフォーム
タートルフルボトルとウォッチフルボトルを用いて変身。
専用音声は「時をかける甲冑！タートルウォッチ！」。
ビートルカメラフォーム
カブトムシフルボトルとカメラフルボトルを用いて変身。
専用音声は「密林のスクープキング！ビートルカメラ！」。
ドッグマイクフォーム
ドッグフルボトルとマイクフルボトルを用いて変身。
専用音声は「癒しの大爆音！ドッグマイク！」。
メリークリスマスフォーム
サンタクロースフルボトルとケーキフルボトルを用いて変身。
専用音声は「聖なる使者！メリークリスマス！」。
シカミッドフォーム
シカフルボトルとピラミッドフルボトルを用いて変身。
専用音声は「王家の守り神！シカミッド！」。
ペンギンスケーターフォーム
ペンギンフルボトルとスケボーフルボトルを用いて変身。
専用音声は「氷のすべり芸！ペンギンスケーター！」。
マグゴーストフォーム
おばけフルボトルとマグネットフルボトルを用いて変身。
専用音声は「彷徨える超引力！マグゴースト！」。
スパイダークーラーフォーム
スパイダーフルボトルと冷蔵庫フルボトルを用いて変身。
専用音声は「冷却のトラップマスター！スパイダークーラー！」。
バットエンジンフォーム
バットフルボトルとエンジンフルボトルを用いて変身。
専用音声は「暗黒の起動王！バットエンジン！」。
ハチマリンフォーム
ハチフルボトルと潜水艦フルボトルを用いて変身。
専用音声は「深海の仕事人！ハチマリン！」。
サイドライヤーフォーム
サイフルボトルとドライヤーフルボトルを用いて変身。
専用音声は「超熱大陸！サイドライヤー！」。

レジェンドライダーフォーム
ベストマッチの組み合わせとは異なるレジェンドミックスと呼ばれる組み合わせで変身する形態。
変身のプロセスはベストマッチフォームと同様だが、専用音声はレジェンドライダー名を発した後、そのレジェンドライダーの基本形態の変身音声と同様の音声が発せられる。変身時はスナップライドビルダーによって他のフォームと同様に、ビルド専用のハーフボディが形成されるが、実際の姿はそれとは異なりビルドドライバーを装着している以外はレジェンドライダーと全く同じ容姿となる。
エグゼイドフォーム
『平成ジェネレーションズFINAL』に登場。ドクターフルボトルとゲームフルボトルを用いて変身。詳細は仮面ライダー平成ジェネレーションズ FINAL ビルド&エグゼイドwithレジェンドライダー#仮面ライダービルド エグゼイドフォームを参照。
ガンバライジングのみに登場するレジェンドライダーフォーム（いずれも劇中未登場）
電王フォーム
モモタロスフルボトルと電車フルボトルを用いて変身。
専用音声は「電王！」。
ディケイドフォーム
ライダーカードフルボトルとカメラフルボトルを用いて変身。
専用音声は「ディケイド！」。
Wフォーム
探偵フルボトルとUSBフルボトルを用いて変身。
専用音声は「ダブル！」。
オーズフォーム
タカフルボトルとメダルフルボトルを用いて変身。
専用音声は「オーズ！タートーバ タ・ト・バ タ・ト・バ」。
フォーゼフォーム
友情フルボトルとロケットフルボトルを用いて変身。
専用音声は「フォーゼ！」。
ウィザードフォーム
魔法使いフルボトルとダイヤモンドフルボトルを用いて変身。
専用音声は「ウィザード！プリーズ！ヒーヒーヒーヒーヒー！」。
鎧武フォーム
オレンジフルボトルとロックフルボトルを用いて変身。
専用音声は「鎧武！オレンジアームズ 花道オンステージ！」。
ゴーストフォーム
おばけフルボトルとパーカフルボトルを用いて変身。
専用音声は「ゴースト！レッツゴー！覚悟！ゴ・ゴ・ゴ！ゴースト！」。
スペック
| 名称                         | 身長     | 体重     | パンチ力                          | キック力                          | ジャンプ力 （ひと跳び） | 走力 （100 m） | 初登場                                   |
| ---------------------------- | -------- | -------- | --------------------------------- | --------------------------------- | ----------------------- | -------------- | ---------------------------------------- |
| クマテレビフォーム           | 189.0 cm | 124.0 kg | - 25.7 t（右腕） - 14.7 t（左腕） | - 17.9 t（右脚） - 16.6 t（左脚） | 30.7 m                  | 6.8秒          | てれびくん超バトルDVD                    |
| サメバイクフォーム           | 194.0 cm | 110.5 kg | - 16.7 t（右腕） - 16.8 t（左腕） | - 22.4 t（右脚） - 20.7 t（左脚） | 41.2 m                  | 4.1秒          | ハザードレベルを上げる 7つのベストマッチ |
| スマホウルフハザードフォーム | 197.5 cm | 101.0 kg | - 33.2 t（右腕） - 10,4 t（左腕） | - 20.8 t（右脚） - 41.6 t（左脚） | 58.2 m                  | 2.5秒          | ハザードレベルを上げる 7つのベストマッチ |

### 仮面ライダークローズ
万丈龍我が変身する仮面ライダー。英語表記はKAMEN RIDER CROSS-Zで、開発者である戦兎によって名付けられた。
決め台詞は戦闘時の「負けてらんねぇ!」（クローズマグマ時は、「力がみなぎる……魂が燃える……俺のマグマがほとばしる！」）、必殺技発動時の「今の俺は、負ける気がしねぇ!」。
ドラゴンフルボトルを装填したクローズドラゴンを用いて変身する基本形態。
変身音声は「Wake up burning! Get CROSS-Z DRAGON! Yeah!」。
クローズドラゴンにドラゴンフルボトルを装填し、ガジェットモードへと変形させてからクローズドラゴンのボタンを押し、「ウェイクアップ！」の音声が鳴った後でビルドドライバーへセットし、ビルドドライバーへセットして「クローズドラゴン！」の音声と共にレバーを回すことでドライバーからスナップライドビルダーが展開された後、ドラゴンハーフボディを前後に生成、「Are you Ready?」の音声の後「変身！」の掛け声とともに龍我を挟み込むように結合され、その後追加ボディアーマードラゴライブレイザーとフレイムエヴォリューガーが上半身と頭部を覆うことで変身が完了する。
専用武器であるビートクローザーを使った剣術のほか、格闘家としての龍我のセンスを活かした肉弾戦を得意とする。また、ドラゴンフルボトルの成分が変換された蒼炎の龍状のエネルギー体であるクローズドラゴン・ブレイズを出現させ、短時間であれば共に戦うことも出来る。感情が高ぶることで蒼い炎を纏った攻撃を放つことも可能。
クローズドラゴンがグレートクローズドラゴンへ変化したことにより、この形態へは変身不可能となったが、『平成ジェネレーションズ FOREVER』や『クローズ』では変身している。
- ビルドの「混ぜる」に対し、クローズは「添加」が変身コンセプトとなっている[138]。左右非対称であったビルドに対して、クローズはシンメトリ構造となっている[216]。
- 企画段階から万丈龍我が仮面ライダーに変身することは決定しており、その名前からドラゴンがモチーフに選ばれた[出典 13]。
- ビルドでもドラゴンハーフボディを登場させることが決定していたため、デザインはビルド キードラゴンフォームが先に描かれ、ドラゴンハーフボディを左右対称にしマスク全体がドラゴンの顔に見えるようにディテールを加えられた[出典 14]。ドラゴンのように強力なモチーフであることから2つのモチーフであったビルドに対抗して1つのみのモチーフとなり、強く見せるためにトゲを大量に付けることとなった[157]。当初は、工場の建機のイメージから黄色い斜め線を入れる予定であったが、炎を使うライダーであったため、オレンジのファイヤーパターンをアクセントとして入れることとなった[157][217]。クローズという名前から折り畳んだ翼が覆い被さるようにデザインされた[172][217]。両腕はドラゴンの上顎と下顎をイメージしている[172][217]。
- 撮影用スーツは、アップ・アクション兼用の1着のみが制作され、アクション時は眼のパーツを換装している[216][106]。ベーススーツはビルドと同型である[106]。足裏はビルドのトライアルフォームと同型である[217]。後にグレートクローズに改造された[217]。

フォーム
仮面ライダークローズチャージ
スクラッシュドライバーにドラゴンスクラッシュゼリーを装填し、レンチを押し下げてゼリーを潰すことで変身するクローズの強化形態。英語表記はKAMEN RIDER CROSS-Z CHARGE。
変身音声は「潰れる！流れる！溢れ出る！ドラゴンインクローズチャージ！ブラァ！」。
全身各部からヴァリアブルゼリーを噴出させ、特殊攻撃や必殺技発動時に使用される。
龍我のハザードレベルに応じてスペックが向上する機能が搭載されている。通常形態から引き続きビートクローザーとクローズドラゴンも使用するほか、専用武器としてツインブレイカーを使用する。
ネビュラガスの影響をより強く受けるため、使用すればするほど闘争心を高めて好戦的な性格になるというデメリットがあるが、ハザードによって暴走する戦兎を止めたいという想いから龍我は力をコントロールすることに成功する。
第30話で惣一の攻撃を受けドラゴンスクラッシュゼリーが使用不能になってからは通常のクローズに変身するようになったが、『平成ジェネレーションズ FOREVER』や『クローズ』ではクローズチャージにも変身している。
- 基本デザインはグリスと同様で、目やマスクのシルエットをクローズに近づけている。素体状態のマスクは、ゼリー飲料のスクリューキャップ部分をモチーフとしている。ゼリー飲料で変身するため、クリアパーツを入れ、身体の至るところに噴出孔をつけている。ドラゴンの顔を模した胸部透明パーツCZCヴァリアブルチェストアーマーは、素体状態の胸の噴出孔がドラゴンの目に位置するようにデザインされている。
- 撮影用のスーツはアップ用とアクション用の2種類が制作された。アップ用のスーツはエポキシ樹脂やFRPで成形されているため重くなっており、可動域が限定されるスーツとなっている。アクション用のスーツは後ろ半分をストレッチ素材の生地にしている。撮影用のスーツの透明パーツはエポキシ樹脂製で、マスクは3重構造となるためスーツアクターは視覚・聴覚とも大きく制限されている。変身途中のマスクと胸部アーマーも製作されている。

クローズマグマ
ドラゴンマグマフルボトルを装填したクローズマグマナックルを用いて変身する最強形態。
変身音声は「極熱筋肉！クローズマグマ！アーチャチャチャチャチャ チャチャチャチャアチャー！」。
クローズマグマナックルにドラゴンマグマフルボトルを装填すると「ボトルバーン！」の音声が流れ、グリップを上げてビルドドライバーへセットすると打撃破壊ユニットドラグバーンナックラーが左右に開かれてボトルの発光と共に「クローズマグマ！」の音声が鳴る。レバーを回すと同時にナックルを模した特殊取鍋マグマライドビルダーが背後に出現。「Are you Ready?」の音声の後「変身！」の掛け声とともに取鍋がひっくり返って中にある流体装備ヴァリアブルマグマが龍我に浴びせ掛かり、龍型の溶岩を纏った装甲が形成され、溶岩を背後の取鍋が砕くことで変身が完了する。
ナックルを使った肉弾戦を得意とする。全身に装着された燃焼強化装置フレイムドラグライザーにはボトルの成分を紅蓮の炎に変換して全身に送る機能があり、各部位に紅炎を纏わせることで強化状態ボルケニックモードへと移行して性能を上昇させ、相手の装甲を融解させる熱を帯びた打撃攻撃を放つ。背中の燃焼飛行ユニットソレスタルパイロウイングで炎の翼での飛行が可能。また猛光火砕龍マグマライズドラゴンと呼ばれるドラゴンを召喚することも可能で、必殺技発動時は最大で8体のドラゴンが出現する。第48話ではハザードトリガーも使用した。
- デザインモチーフはヤマタノオロチと溶岩である。龍我が格闘家であるという設定から、腹筋を強調するディテールも加えられた。マグマのイメージからオレンジのカラーリングになっている。
- 撮影用スーツ・マスクは、アップ・アクション用の2着が制作され、全身の装甲は経年変化を考慮して、FRP製となっている。マットブラックで処理した全体に、額ストラングルエンハンサーのみクリアブラックに仕上げていることでディテールを引き立たせている。

グレートクローズ
グレートドラゴンエボルボトルを装填したグレートクローズドラゴンを用いて変身する形態。
変身音声は「Wake up CROSS-Z! Get GREAT DRAGON! Yeah!」。
グレートクローズドラゴンにグレートドラゴンエボルボトルを装填し、ガジェット形態へと変形させてからグレートクローズドラゴンのボタンを押し、「覚醒！」の音声が鳴った後でビルドドライバーへセットし、「グレートクローズドラゴン！」の音声と共にレバーを回すことでドライバーからスナップライドビルダーが展開された後、グレートクローズ専用のボディを前後に生成、「Are you Ready?」の音声の後「変身！」の掛け声とともに龍我を挟み込むように結合され、その後追加ボディアーマーGCZドラゴライブレイザーとグレートエヴォリューガーが上半身と頭部を覆うことで変身が完了する。
グレートドラゴンエボルボトルの成分が変換された蒼炎の龍状のエネルギー体であるグレートクローズドラゴン・ブレイズを出現させることも可能。
- 当初クローズマグマの後にクローズの新形態が登場する予定はなく、エボルトの遺伝子を失った龍我は気合で再び変身できるようになると展開であったが、東映プロデューサーの大森はこれに説得力を加えるため龍我がドラゴンエボルボトルを用いることを提案し、それに伴いエボルトの遺伝子を取り込んだ新たな形態として創作された。大森は、急遽差し込んだ形態であるため、スケジュールに大きな苦労があったことを述べている。
- デザインはクローズをエボル風に濃い青系にリペイントしたもので、ボディの形状はそのままである。撮影用マスクは仮面ライダークローズのものをリペイントしており、仮面ライダーエボル ドラゴンフォームとの共用となっている。

テレビシリーズ以外の作品に登場する仮面ライダークローズ
仮面ライダークローズエボル
『クローズ』に登場。マッスルギャラクシーフルボトルを用いて変身するクローズの形態。詳細はビルド NEW WORLD#仮面ライダークローズエボルを参照。

スペック
| 名称                         | 身長     | 体重     | パンチ力 | キック力 | ジャンプ力 （ひと跳び） | 走力 （100 m） | 初登場 |
| ---------------------------- | -------- | -------- | -------- | -------- | ----------------------- | -------------- | ------ |
| 仮面ライダークローズ         | 197.0 cm | 102.4 kg | 27.6 t   | 33.7 t   | 57.7 m                  | 3.2秒          | 第11話 |
| 仮面ライダークローズチャージ | 201.1 cm | 113.3 kg | 31.5 t   | 34.1 t   | 54.0 m                  | 2.5秒          | 第17話 |
| 仮面ライダークローズマグマ   | 201.1 cm | 116.3 kg | 56.1 t   | 61.7 t   | 73.2 m                  | 1.3秒          | 第31話 |
| 仮面ライダーグレートクローズ | 197.0 cm | 102.4 kg | 31.7 t   | 35.9 t   | 56.6 m                  | 2.4秒          | 第37話 |

ツール
クローズドラゴン
ドラゴン型自律行動ユニット。元々は戦兎が龍我の監視役として開発したもの。口から青色の炎クローズフレイムを発射する。
また、背中に装填するフルボトルを自ら取り替えることにより、後述の通り装填したフルボトルに対応した攻撃を繰り出すことも出来る。
龍我の大脳辺縁系と連動しているため、変身には前述した条件を満たした上で龍我が「誰かを助けたい」という強い思いが閾値を超え、クローズドラゴンをシンクロ状態へと移行させる必要がある。
- フルボトル1本で変身するため、ビルドと同様以上の強さを得ることの説得力を持たせるための装置であると同時に、龍我が正式に変身するまでのサポート役も兼ねて創作された。首や尾のディテールは、ビルドドライバーと同じ煙突の意匠である。
- 単体でも遊べるよう、生きたメカドラゴンというイメージのアイテムとなった。

ガトリングフルボトル
青い炎の弾丸を連射する。
ドラゴンフルボトル
強力な炎を吐き出す。
ロケットフルボトル
ロケット状のエネルギー弾を発射する。
グレートクローズドラゴン
クローズドラゴンにグレートドラゴンエボルボトルを装填したことにより、グレートドラゴンエボルボトルの成分を取り込んでクローズドラゴンから変化したドラゴン型自律行動ユニット。
テレビシリーズ終了後に元のクローズドラゴンに戻った。
- クローズドラゴンをエボルのアンティーク調のカラーリングに色替えしている。

ビートクローザー
戦兎によって開発された、クローズが使用する剣型武器。
グリップエンドエンドブレイグリップを引くと「ヒッパレー!」の音声が流れ、回数に応じて技の特性や威力が変化する。また、グリップエンドを引いた後トリガーを引く、もしくはフルボトルスロットにフルボトルを装填し、「スペシャルチューン!」の音声の後、前述の動作を行うことで6つの段階に応じて必殺技が発動する。
- グリップエンドを引くギミックは、チェーンソーなどのリコイルスターターがモチーフである。ドリルクラッシャーがアナログメーターのディテールであったため、それに対して刀身にはデジタルメーターをデザインしている。
- FRP製のアップ用プロップは、LEDによる発光やレバーの伸縮などのギミックが可能となっている。

ツインブレイカー
戦兎が開発したガントレット型のパイルバンカー式の可変武器。クローズチャージが使用し、主にアタックモードを使用する。状況に応じて2種類のモードを切り替えることが可能。
後方にはツインブレイクスロットが装備されており、フルボトル2本のほか、ドラゴンスクラッシュゼリーやクローズドラゴンを装填することが可能。
- デザインモチーフはスクリュードライバーと配電盤である。銃や剣、弓などの武器はビルドが使用していたため、ガントレット型の武器となった。カラーリングはスクラッシュドライバーと同系色になっている。
- アップ用プロップは変形ギミックを仕込んでいる。

アタックモード
接近戦用モード。ビームモードの2門の砲撃装置レイジングビーマーを展開することで変形する。打撃装置レイジングパイルを高速回転させることで打撃攻撃を繰り出す。
ビームモード
射撃戦用モード。2門のレイジングビーマーからビームやエネルギー散弾を発射する。
クローズマグマナックル
戦兎によって開発されたブラスナックル型強化アイテム。
ナックルモードではドラゴンスクラッシュゼリーの成分が溶かし込まれた打撃破壊ユニットドラグバーンナックラーで高熱を帯びた打撃攻撃を放つほか、スロットに装填されたフルボトルに対応した攻撃を繰り出すことも出来る。
変身アイテムとしての機能も兼ね備えており、ドラゴンマグマフルボトルを装填してからグリップを上げた後、ビルドドライバーにセットすることでクローズマグマに変身する。
- デザインモチーフは溶鉱炉だが、それでは変身アイテムとして分かりづらいため、龍我が格闘家であるという設定からナックルの要素が加えられた。

ブリザードナックル
クローズマグマが使用するブラスナックル型武器。クローズマグマナックルと外見と機能はほぼ同じだが、カラーリングが青と白を基調とした寒色系となっており、前面が割れた流氷になっている。
エボルトに対抗するために戦兎によって開発され龍我に譲渡したが、身体に負担がかかったので変身アイテムではなく武器として使用することとなった。

必殺技
括弧内は使用フォーム。ビルドドライバーで発動した場合はレバーを再度回すことで、「Ready go!」の音声が流れる。
ドラゴニックフィニッシュ（通常形態）
ビルドドライバーのレバーを再度回すことで発動する。下記のようにいくつかのパターンが存在する。
- 背後にクローズドラゴン・ブレイズを出現させ、ドラゴンが放つ炎を纏って大きく飛び上がり、ボレーキックを打ち込む。
- 右腕に龍のエフェクトか、クローズドラゴン・ブレイズが放つ炎を纏わせて強烈なパンチを叩き込む。
- クローズマグマナックルを装備した状態で、青いエネルギーを纏わせてパンチを叩き込む。

スマッシュヒット
ビートクローザーのグリップエンドを1回引くことで発動する。青色の炎を刀身に纏わせて敵を切り裂く。
ミリオンヒット
ビートクローザーのグリップエンドを2回引くことで発動する。衝撃波を飛ばして攻撃を連続で当てる。
メガヒット
ビートクローザーのグリップエンドを3回引くことで発動する。
スマッシュスラッシュ
ビートクローザーにフルボトルを装填し、グリップエンドを1回引くことで発動する。
ドラゴンフルボトル
刀身に炎を纏わせて敵を斬り裂く。
ミリオンスラッシュ
ビートクローザーにフルボトルを装填し、グリップエンドを2回引くことで発動する。
ロックフルボトル
巨大な青色の火炎弾を放つ。または剣先からチェーンを射出して敵を拘束する。
メガスラッシュ
ビートクローザーにフルボトルを装填し、グリップエンドを3回引くことで発動する。
ロックフルボトル
刀身にエネルギーを纏わせて敵を切り裂く。または黄金の光球を放つ。
スクラップブレイク（クローズチャージ）
スクラッシュドライバーのレンチを押し下げて発動する。下記のようにいくつかのパターンが存在する。
- 脚部にドラゴンスクラッシュゼリーの成分を纏わせて飛び蹴りを叩き込む。
- 蒼炎を纏ったパンチを繰り出す。
- レッツブレイクを強化する。

チャージクラッシュ（クローズチャージ）
スクラッシュドライバーに有機物系のフルボトルを装填し、レンチを押し下げて発動する。
タカフルボトル
背部に翼を生成して空中を飛翔する。
シングルブレイク（クローズチャージ）
ツインブレイカー アタックモードにドラゴンフルボトルを装填し、レイジングパイルを敵に突き立てて衝撃を与える。
ツインブレイク（クローズチャージ）
ツインブレイカー アタックモードにドラゴンフルボトルとドラゴンスクラッシュゼリーを装填し、蒼い火炎弾を飛ばす。
レッツブレイク（クローズチャージ）
ツインブレイカー アタックモードにクローズドラゴンを装填して「Ready go!」の音声と共に発動する。下記のようにいくつかのパターンが存在する。
- クローズドラゴン・ブレイズと共に敵を突き刺す。
- ドラゴンの頭部を模した火炎弾を放つ。
- ロックフルボトルのメガスラッシュで放ったエネルギーを銜えたクローズドラゴン・ブレイズが敵に突撃する。

シングルフィニッシュ（クローズチャージ）
ツインブレイカー ビームモードにドラゴンスクラッシュゼリーを装填し、強力なエネルギー弾を発射する。
レッツフィニッシュ（クローズチャージ）
ツインブレイカー ビームモードにクローズドラゴンを装填して発動する。
ボルケニックナックル
クローズマグマナックルにフルボトルを装填し「ボトルバーン！」の音声が鳴った後、ボタンを押し込むことで発動する。
タカフルボトル（通常形態）
炎の翼を纏ったクローズマグマナックルでアッパーカットを決める。
ドラゴンマグマフルボトル（クローズマグマ）
クローズマグマナックルで敵を殴ると同時に龍型のマグマエネルギーをぶつける。
シルバードラゴンフルボトル（クローズマグマ）
銀色のエネルギーを纏ったクローズマグマナックルで敵を殴る。
ボルケニックアタック（クローズマグマ）
ビルドドライバーのレバーを再度回すことで発動する。8体のマグマライズドラゴンを召喚して共に上空に舞い上がり、急降下しながらマグマライズドラゴンを足に纏い敵にキックを叩き込む。
ボルケニックフィニッシュ（クローズマグマ）
ビルドドライバーのレバーを再度回すことで発動する。全身にマグマを纏った状態で敵にラッシュを打ち込む。
グレートドラゴニックフィニッシュ（グレートクローズ）
ビルドドライバーのレバーを再度回すことで発動する。右足に蒼いエネルギーを纏わせて飛び蹴りを叩き込む。
グレイシャルナックル
ブリザードナックルにフルボトルを装填し「ボトルキーン！」の音声が鳴った後、ボタンを押し込むことで発動する。
シルバードラゴンフルボトル（クローズマグマ）
冷気を纏ったブリザードナックルで敵を殴る。発動後は「カチカチカチカチカチーン！」の音声が鳴る。

### 仮面ライダーグリス
猿渡一海が変身する仮面ライダー。英語表記はKAMEN RIDER GREASE。
決め台詞は「心火を燃やしてぶっ潰す!」。
スクラッシュドライバーにロボットスクラッシュゼリーを装填し、レンチを押し下げてゼリーを潰すことで変身する基本形態。
変身音声は「潰れる！流れる！溢れ出る！ロボットイングリス！ブラァ！」。
基本的なスペックや性能はクローズチャージと同様だが、4.2のハザードレベルを持つ経験値の高い一海の覚悟によって高い性能を引き出している。
- 名称はグリース（液状潤滑油）に由来する[236]。
- デザインモチーフはロボットで、角や顎の形状などは平成風のロボットアニメを意識している[出典 22]。クローズチャージの銀に対して金が選ばれ、高価なゼリー飲料がデザインモチーフに選ばれた[134]。また、当初はクローズチャージの水色に対して赤が選ばれたが、赤いゼリーではイメージが湧かないことからコーヒーゼリーの黒が選ばれ[236]、赤は敵として登場することから複眼の色に流用された[151]。北都の仮面ライダーであるため、ビルドとクローズと異なるフォルムにしつつ、ベルトが共通であるクローズチャージとは、ディテールを共通にしている[237]。肩アーマーはゼリー飲料のパウチをモチーフとしており、二の腕や太もものマーキングもゼリー飲料の成分表示をイメージしているが、実際の文字ではなく幾何学模様で構成している[出典 23]。
- 撮影用スーツは、アップ・アクション兼用の1着のみで、マスクのみアップ用とアクション用が制作された[出典 24]。スーツの表側は金色の生地を使用し、背中側は近似色のストレッチ素材を使用している[238]。アップ用マスクの透明パーツはクローズチャージと同様にエポキシ樹脂製だが、胸部透明パーツはポリエチレン樹脂を着色と塗装によって透明感を表現している[106]。アクションを考慮して、胸プロテクターGヴァリアブルチェストアーマーは加熱したビニールシートを成形したものを金色に着色している[238]。アンダースーツは、グリスのスーツアクターの藤田が細身の体型であるため、太腿部にウレタンシートを巻くことでボリューム感を増している[238]。マスクは、アップ用はスモークカラーのエポキシ樹脂製だが、アクション用はフードクリアフェイステクターを薄手のアクリルの熱プレスにすることで視界を確保している[233]。クローズチャージ同様に変身途中にクロスアーマー装着前が登場するが、マスクと胸部アーマーはクローズチャージと共用で複眼のみ新規で製作・濃い赤の眼に換装し、体色は画像処理で着色している[106][233]。

形態
仮面ライダーグリス（パワーアップ）
北都に発つ前に龍我から餞別として渡されたドラゴンスクラッシュゼリーをドライバーに装填して変身した強化形態。
ツインブレイカーを両手に装備することが可能になった。

仮面ライダーグリスブリザード
ビルドドライバーにノースブリザードフルボトルを装填したグリスブリザードナックルを用いて変身する強化形態。
グリスブリザードナックルにノースブリザードフルボトルを装填すると「ボトルキーン！」の音声が流れ、グリップを上げてビルドドライバーへセットするとボトルの発光と共に「グリスブリザード！」の音声が鳴る。レバーを回すと同時にナックルを模した取鍋型の特殊凍結装置アイスライドビルダーが背後に出現。「Are you Ready?」の音声の後、取鍋がひっくり返って中にある氷晶装備ヴァリアブルアイスが一海に浴びせ掛かり、氷を纏った装甲が形成され、氷を背後の取鍋が砕くことで変身が完了する。
変身音声は「激凍心火！グリスブリザード！ガキガキガキガキ！ガキーン！」。
右肩にはグリス、左肩には北都三羽ガラスのマークが描かれている。三羽ガラスのスマッシュの装備のほか、凍結能力を持ち左腕のパワーアームGBZデモリションワンで敵を殴りつける。
- 当初グリスに新形態登場の予定はなく、スタッフ・キャストともパワーアップを望んでいたものの予算の都合などからツインブレイカーを2つ装備するのみに留まっていたが、終盤に制作の目処がつき、一海の死も決定していたことからそれに合わせる形で登場に至った。当初の構想では、早い段階から登場させる予定であったが、最期だけ登場させることで印象を強くさせるということとなり、大森は「死に装束」と喩えている。
- デザインはひび割れ崩れそうな流氷をイメージしており、流氷のイガイガペイントによって怒っている風の目つきにしている。グリスのベーススーツでは素材の都合からリペイントできないため、スーツはビルドのアクション用のスーツをベーススーツに使用している。左腕と太腿はフェニックスロボのパーツをリペイントしている。当初はそれ以外のパーツも流用を考えていたため、内部アーマーがデザインされていたが、新規造形によるものとなった。
- 撮影用のスーツは、アップ・アクション兼用の1着が制作された。スクラッシュドライバーによる変身ではないため、透明フードは無くなっているが、塗装とごく僅かにラインを彫り込むことで表現している。

テレビシリーズ以外の作品に登場する仮面ライダーグリス
仮面ライダーグリスパーフェクトキングダム
『グリス』に登場。ビルドドライバーにグリスフルボトルを装填したグリスパーフェクトキングダムを装填して変身したグリスの最終形態。詳細はビルド NEW WORLD#仮面ライダーグリス パーフェクトキングダムを参照。

スペック
| 名称                         | 身長     | 体重     | パンチ力                          | キック力 | ジャンプ力 （ひと跳び） | 走力 （100 m） | 初登場                                 |
| ---------------------------- | -------- | -------- | --------------------------------- | -------- | ----------------------- | -------------- | -------------------------------------- |
| 仮面ライダーグリス           | 203.0 cm | 118.3 kg | 31.3 t                            | 34.3 t   | 54.0 m                  | 2.5秒          | - 平成ジェネレーションズFINAL - 第16話 |
| 仮面ライダーグリスブリザード | 203.0 cm | 120.2 kg | - 50.7 t（右腕） - 61.7 t（左腕） | 59.9 t   | 64.9 m                  | 2.1秒          | 第46話                                 |

ツール
ツインブレイカー
ガントレット型のパイルバンカー式の可変武器。クローズチャージが使用する物と同型だが、グリスはクローズチャージとは違い、2モードを使い分ける。
後方にはスロットが2つ装備されており、フルボトル2本のほか、ロボットスクラッシュゼリーを装填することが可能。
グリスブリザードナックル
グリスブリザードが使用する武器兼変身アイテム。ブリザードナックルの正式仕様版で中央のボタンにはエンブレムロボティックイグナイターにはロボットマークが描かれている。
ブリザードナックルは元々グリス（一海）が使用することを前提に開発されたが、一海が二回もネビュラガスを投与されている点やハザードレベルが急激な上昇によって、人間の限界値を超えてしまい、変身に使用すると消滅する恐れがあるため戦兎は龍我に譲渡した。その後一海に懇願されたことで、戦兎は武器として使うことを条件に一海にノースブリザードフルボトルと共に託した。しかしエボルトの遺伝子が擬態した北都三羽ガラスとの戦闘において、忍の遺品であるビルドドライバーを使ってグリスブリザードへの変身を行った。
- デザインはクローズマグマナックルの流用で、寒い北都のイメージから流氷をイメージしており、ハザードトリガーの案であった「冷却」を流用している。
- グリスが使用することは決まっていたが、逆算の発想から最初に龍我の武器として出し、意表をつくためスクラッシュドライバーには入らない構造とすることとなった。
- プロップは新規造形。

必殺技
スクラップフィニッシュ
スクラッシュドライバーのレンチを押し下げて発動する。下記のようにいくつかのパターンが存在する。
- 変型させた両肩部のマシンパックショルダーから後方に黒煙のようにヴァリアブルゼリーを噴出し、その勢いで相手にキックを叩き込む。また、パンチを放つ場合もある。
- ツインブレイカーで発動する技を強化する。
- ゼリーをロボットアーム状に生成後、強烈なパンチを叩き込む。
- 後ろ回し蹴りを放つ。
- ロボットスクラッシュゼリー+ロボットフルボトルのツインフィニッシュでヴァリアブルゼリーを過剰に噴射させ、その勢いで相手にキックを叩き込む。

チャージクラッシュ
スクラッシュドライバーに有機物系のフルボトルを装填し、レンチを押し下げて発動する。
クマフルボトル
両腕にクマの手のエネルギー体を生成し、敵を挟み潰す。
ディスチャージクラッシュ
スクラッシュドライバーに無機物系のフルボトルを装填し、レンチを押し下げて発動する。
ヘリコプターフルボトル
腕にゼリーをローター型に発生させ、上空を飛行する。
消しゴムフルボトル
消しゴム型のエネルギー体で、自身の姿を消す。
ロックフルボトル
ゼリーを鎖型に生成し、敵を拘束する。
キャッスルフルボトル
以下のパターンがある。
- クワガタ+フクロウのツインブレイクとともに赤いエネルギーを纏って放つ。
- ゼリーをエネルギーシールド型に生成して敵の攻撃を防ぐ。
- クワガタ+フクロウのツインブレイクで三色のエネルギーを纏ったツインブレイカーでX字に斬りつけた後に、後ろ回し蹴りを放ち、敵をツインブレイカーで突き刺す。ただし、途中で戦兎に憑依したエボルトに阻止された。

ツインブレイク
ツインブレイカー アタックモードにフルボトルとスクラッシュゼリーをいずれか2個装填して発動する。
ロボットフルボトル+ロボットスクラッシュゼリー
ツインブレイカーにエネルギーを纏い、敵を突き刺す。スクラップフィニッシュで強化することが可能で、一海はそれを「一撃必殺」と呼んでいる。
クワガタフルボトル+フクロウフルボトル
ツインブレイカーに青と黄色のエネルギーを纏い、敵を突き刺す。
ロックフルボトル+ローズフルボトル
鎖と蔓を飛ばして敵を拘束する。
シングルフィニッシュ
ツインブレイカー ビームモードにフルボトルやスクラッシュゼリーをいずれか1個装填して発動する。
ロボットスクラッシュゼリー
ツインブレイカーからビームを連射するか、強力なビームを発射する。
ガトリングフルボトル
ツインブレイカーからエネルギー弾を連射する。
ツインフィニッシュ
ツインブレイカー ビームモードにフルボトルとスクラッシュゼリーをいずれか2個装填して発動する。
ヘリコプターフルボトル+ロボットスクラッシュゼリー
ツインブレイカーから回転翼型のエネルギー弾を発射する。
スマホフルボトル+テレビフルボトル
ゼリーでテレビ画面を生成し、映ったスマホからアイコンが飛び散る。
ガトリングフルボトル+消防車フルボトル
水の弾丸を連射する。
グレイシャルアタック（グリスブリザード）
ビルドドライバーのレバーを再度回すことで、「シングルアイス！」の音声と共に発動する。巨大化した左腕のエネルギーアームで敵を捕まえ、壁に叩き潰す。
グレイシャルフィニッシュ（グリスブリザード）
ビルドドライバーのレバーを再度回すことで、「ツインアイス！」の音声と共に発動する。冷気を纏った右足でキックを叩き込み、直撃した敵を細胞レベルで凍結・粉砕する。発動後は「バキバキバキバキ！バキーン！」という音声が鳴る。

### 仮面ライダーローグ
氷室幻徳が変身する仮面ライダー。英語表記はKAMEN RIDER ROGUE。
決め台詞は「大義の為の犠牲となれ！」。
スクラッシュドライバーにクロコダイルクラックフルボトルを装填し、レンチを押し下げてボトルを割ることで変身する基本形態。グリスやハザードフォーム以上の戦闘能力を持つ。
変身音声は「割れる！食われる！砕け散る！クロコダイルインローグ！オーラァ！」。
クロコダイルクラックフルボトルのキャップを回すと「デンジャー！」の音声が流れ、ボトルから待機音が鳴る。その状態でボトルをドライバーのスロットに装填し、「クロコダイル！」の音声がドライバーから流れた後、レンチ型レバーを押し下げて左右のプレスパーツでボトルを割るとボトルの成分がゼリータンクにチャージされる。その後ケミカライドビルダーが展開され、その中がボトルの成分が入ったヴァリアブルゼリーで満たされると、左右から巨大な吻が現れケミカライドビルダーを噛み砕き、その衝撃でゼリーが飛び散ると同時にクロコダイラタンアーマーが形成され、頭部をワニの顎型の装甲が噛み砕きひび割れが入るようにマスクを形成することで変身が完了する。
腕と脚の超硬質クロークランチャーエッジによる攻撃を得意とする。武器はネビュラスチームガンとスチームブレードを使用する。
- デザインモチーフはワニである[92][104]。幻徳が変身することは当初から決定していたが、ナイトローグと同じコウモリをモチーフにするとデザインだけで正体がわかってしまうため、コウモリよりも強そうなものが選ばれた[92][104]。頭部はワニの顎セルフェイスクラッシャーに噛みつかれた形状となっており、右頬に位置するワニの目RRシグナルは仮面ライダー1号のOシグナルをイメージしている[92][253]。胸から腹部にかけては上から見たワニの頭を模しており、ひび割れ状の模様がワニの顔と胸筋・腹筋を象っている[92][104]。
- ビルド・クローズ・グリスとはマスクの設計者が異なるため、3ライダーとは異なる造形となっている[105]。スーツは、「ワニが噛み砕きヒビが入った」という意匠のため、後頭部には「ワレモノ注意」のグラフィックがある[105][253]。アクション・アップ用のマスク・スーツ2着が制作されているが[253]、部位によっては硬度の異なるウレタンによって成形されている[105][254]。

テレビシリーズ以外の作品に登場する仮面ライダーローグ
仮面ライダープライムローグ
『仮面ライダープライムローグ』『グリス』に登場。ビルドドライバーにプライムローグフルボトルを装填することで変身する強化形態。
プライムローグフルボトルを2つに2度折り曲げることで「プライムローグ！」の音声が流れ、ドライバーに装填し、レバーを回す度に「ガブッ」という音声とともに周囲に黄金のエングレービング状の特殊加工筒プライムライドビルダーが伸び、「Are you ready?」の音声とともに左右から巨大な吻が現れ、エングレービングが小型ファクトリー状に形成され、それを吻が噛み砕くことで変身が完了する。
変身音声は「大義晩成！プライムローグ！ドリャドリャドリャドリャ！ドリャー！」。
背中に白いマントプライムセイバーマントを纏い、各所のヒビが黄金のエングレービングに変化しているほか、胸元にローグのライダーズクレストが追加され、全身のワニの顎の部分が白く変化している。
その戦闘力はエボルと互角である。

スペック
| 名称                       | 身長     | 体重     | パンチ力 | キック力 | ジャンプ力 （ひと跳び） | 走力 （100 m） | 初登場                     |
| -------------------------- | -------- | -------- | -------- | -------- | ----------------------- | -------------- | -------------------------- |
| 仮面ライダーローグ         | 194.0 cm | 110.8 kg | 32.7 t   | 37.5 t   | 57.2 m                  | 2.3秒          | 第22話                     |
| 仮面ライダープライムローグ | 194.0 cm | 111.8 kg | 52.3 t   | 60.0 t   | 74.4 m                  | 1.3秒          | 仮面ライダープライムローグ |

ツール
プライムローグフルボトル
戦兎が開発したローグ用の強化アイテム。
本来はビルドドライバーに対応する強化アイテムであったため、幻徳は戦兎のビルドドライバーを借りている。
後にスクラッシュドライバーにも対応できるよう変換されるはずだったが、エボルの攻撃を受け破損し、1ヵ月を要する修理が必要になったため、最終決戦では使用されなかった。

必殺技
クラックアップフィニッシュ
スクラッシュドライバーのレンチを押し下げて発動する。下記のようにいくつかのパターンが存在する。
- 両脚のクランチャーエッジからを鰐の吻のようなエネルギーの牙クランチャーファングを展開して覆い敵を挟み、その状態でデスロールのように回転しながら敵を噛み砕く。
- 右腕にエネルギーの牙を纏わせてパンチを叩き込んで粉砕する。
- 右脚にエネルギーを纏わせてサマーソルトキック、あるいは飛び蹴りを繰り出す。
- 鰐の吻のようなエネルギーで敵を切り裂く。

チャージクラッシュ
スクラッシュドライバーに有機物系のフルボトルを装填し、レンチを押し下げて発動する。
フェニックスフルボトル
炎を纏って火の鳥となって飛行する。
サメフルボトル
サメ型のエネルギーを召喚する。
ディスチャージクラッシュ
スクラッシュドライバーに無機物系のフルボトルを装填し、レンチを押し下げて発動する。
ダイヤモンドフルボトル
紫色の無数のダイヤモンドを飛ばす。またはダイヤモンド型の盾を展開する。
ファンキーブレイク
クロコダイルクラックフルボトルをネビュラスチームガンに装填し、強力な紫のエネルギー弾を撃つ。
ファンキーショット
ネビュラスチームライフルにフルボトルを装填し、トリガーを引いて発動する。使用アイテムによって効果が変化する。
クロコダイルクラックフルボトル
鰐の吻を模した紫のエネルギーを発射する。
フルボトル
エネルギー弾を発射する。
ファンキーアタック
ネビュラスチームガンにフルボトルを装填し、トリガーを引いて発動する。
フェニックスフルボトル
炎を纏って火の鳥となって飛行する。
プライムスクラップブレイク（プライムローグ）
ビルドドライバーのレバーを再度回すことで、「Ready go!」の音声と共に発動する。両脚を鰐の吻のような金色のエネルギーの牙グランダイルエッジで覆い、挟み蹴りを何度も繰り出して噛み砕く。

### 仮面ライダーエボル
エボルトが変身する仮面ライダー。パンドラボックスのエネルギーを最大限に使える姿であるとされる。エボルドライバーにエボルボトルを装填し、レバーを回すことで変身する。
エボルトは肉体を失っていたため、彼が人間（石動惣一〈コブラフォーム〉・万丈龍我〈ドラゴンフォーム〉・桐生戦兎〈ラビットフォーム〉）に憑依して変身を行っていたが、完全体になった後は惣一に擬態するようになった。
エボルの変身には段階＝フェーズが存在し、全てのフェーズが完了することで、真の能力を発揮する。
変身時にはエボルドライバーから伸びたパイプによって3つの金色の環状の高速ファクトリーEVライドビルダーが変身者の周りに構成された後、エボルボトル内の物質がそのパイプ内を移動し、変身者の前後にハーフボディ（右側に装填したボトルのハーフボディが前、左側に装填したボトルのハーフボディが後ろ）として生成され、「Are you Ready?」の音声の後「変身！」の掛け声とともに変身者を挟み込むように結合し、天球儀のように回転しながら「○○（各専用音声） フッハッハッハッハッハ!」という音声が流れて変身が完了する。
- 東映プロデューサーの大森は、仮面ライダーと怪人が並んだ際に仮面ライダーの方が強そうに見えると感じたことから、前作『エグゼイド』の仮面ライダークロノスに引き続きラスボスを仮面ライダーとした[95]。
- デザインモチーフは、コブラと宇宙[104]。
- 撮影用スーツはアップ・アクション兼用の一着のみで、各パーツの換装によりフォームチェンジを表現している[200][258]。
- 変身ポーズは、前川の提案によりエボルトが宇宙を支配するイメージとして身振りを大きくしている[46]。

形態
コブラフォーム（フェーズ1）
コブラエボルボトルとライダーエボルボトルを用いて変身する基本形態。
専用音声は「コブラ！コブラ！エボルコブラ！」。
武器はトランスチームガンとスチームブレードを使用する。その力は本来の2パーセントほどしか発揮できないが、毒や火球を操るなどビルドたちを圧倒するほどの力を持つ。
- ブラッドスタークの仮面ライダー版がデザインコンセプトで、ビルドドライバーと似たエボルドライバーで変身するためビルドにも似せたシルエットとなっている。また、天球儀やアンティークの星座盤など宇宙の要素も用いられており、物理学のライダーであるビルドに対し、天文学のライダーと位置づけられている。
- 複眼のデザインモチーフは、向かい合い睨み合っている口を開けたコブラ。最終形態にパワーアップするため、小さい腰布を貼り付けるだけに留められた。
- アップ・アクション兼用のマスクが1個制作された。

ドラゴンフォーム（フェーズ2）
ドラゴンエボルボトルとライダーエボルボトルを用いて変身する形態。
専用音声は「ドラゴン！ドラゴン！エボルドラゴン！」。
- 頭部と両肩がクローズに似たものとなり、胸部ゼノチェストアーマーのコブラの意匠のパーツが一部存在しないことを除けば、基本的な外観はフェーズ1に準じる。コブラフォーム以上の力を持ち、龍我の体内にある自らの遺伝子の一部を取り戻すため、彼に憑依した。ビートクローザーを武器とする。
- 撮影用のマスクはクローズのものの黒い部分をネイビーにリペイントしており、グレートクローズとの共用となっている。当初は、マスクのみを交換するものだったが、印象に変化を出すため、両肩はクローズの物を使用しており、コブラの意匠のパーツを取り去った胸部を換装している。

ラビットフォーム（フェーズ3）
ラビットエボルボトルとライダーエボルボトルを用いて変身する形態。
専用音声は「ラビット！ラビット！エボルラビット！」。
頭部がビルドのラビットハーフボディを2つ合わせたような形状となり、両肩がビルドに似たものとなっていること以外は、外観はフェーズ2に準じる。跳躍力とスピードに長けている。
- 撮影用マスクは、ビルドのトライアルフォームのアクション用マスクを改造したもので、右眼のパーツは新規に造形され、マスクの黒い部分をネイビーにリペイントしている。肩パーツもラビットタンクフォームのアクション用スーツのものを改造している。当初は、マスクのみを交換するものだったが、印象に変化を出すため、両肩はビルドの物を使用している。

ブラックホールフォーム（フェーズ4：完全体）
エボルトリガーとコブラエボルボトル、ライダーエボルボトルを用いて変身する最強形態。エボルの本来の姿でもあり、エボルト本来の力を最大限に発揮する。
専用音声は「ブラックホール！ブラックホール！ブラックホール！レボリューション！」。
エボルトリガーの起動スイッチを押すと「オーバー ザ エボリューション！」の音声が発され、エボルドライバー右上部のEVライドポートに挿し込み接続した状態でドライバーにコブラエボルボトルとライダーエボルボトルを装填すると「レボリューション！」の音声が流れる。その後レバーを回すことで変身者の周囲に3つの銀色の環状の特殊加工装置EV-BHライドビルダーが出現し、回転しながら頭上・ベルト付近・足元に留まると同時に、無数のキューブが出現。「Are you Ready?」の音声の後「変身！」の掛け声とともに無数のキューブが変身者を覆うように組み合わさりひとつの直方体を形成。直方体は回転しながら縮小・消滅し、直方体が存在していた場所に白いエネルギーとともにフェーズ4が出現するという形で変身が完了する。
基本的な外観はフェーズ1に準じるが赤と金を基調としたフェーズ1とは異なり、白と黒を基調としており、腰部にはローブEVOベクターローブが追加されている。瞬間移動やブラックホール型のエネルギーを投げ飛ばして敵を押し潰したりすることができるなど、3人のライダーを相手にしてもその攻撃を受け止めるなど桁違いの戦闘能力を発揮し、地球を滅ぼせるほどの力を持つが、さらなる力を得るために、ロストフルボトル生成のために暗躍する。
- デザインモチーフはブラックホールで、物理学が通用しない存在として選ばれた。黒一色では同じくトリガーを用いて変身するハザードフォームと被るため、黒と白のモノクロとなった。重力の利いていない四肢はそのままの星が生きているというデザインになっている。頭部や胸部にあったリベットを全てなくして、重力で歪んだ空間というイメージから角を湾曲させている。胸のマークのイメージは最近のブラックホール。
- コブラフォームのスーツのパーツを換装し、胸部の羅針盤と腰当てを取り外して、新たにローブを取り付けている。

エボルト（怪人態）
エボル ブラックホールフォームが完成したラストパンドラパネルブラックを取り込んで力を解放し、さらに進化した姿。
変身音声は「オーバーオーバーザレボリューション！」。
ブラックホールフォームよりも強い力を持ち、ビルドたち4人のライダーを軽々とあしらった。
ワームホールによる惑星間のワープのほか、ブラックホールによって吸収した惑星のエネルギーによって新たな力を得ることも可能。
- 大森はエボルトに実体がないことに違和感を感じ、本来の姿を登場させることとした。
- デザインイメージは、『宇宙戦争』のウォーマシンで、それをコブラのような人型に添削してデザインされた。当初は目や口がどこにあるか分からないような顔だったが、顔っぽく見えるように修正された。全身に黒いパンドラパネルのようなアーマーを配置している。

エボルト（究極態）
エボルト（怪人態）が、月と地球の一部を吸収することで超進化した姿。怪人態以上に強化されている。自発的に攻防を繰り出す両肩部の進化生命体エボルティヴォイダーや手甲エボルティグラスパーが発生・固着している。
- デザインは素の状態が元々強いことから、ガラリと変えてしまうとそれを否定してしまうことになるため、少しだけパーツを増やして少しだけ強く見えるように抑えた。また、パンドラパネルのようなアーマーと生体のようなものの両方を加えることでバランスを取っている。

テレビシリーズ以外の作品に登場する仮面ライダーエボル
仮面ライダーエボルX
『仮面ライダーアウトサイダーズep.5 創世の女神と第三のシンギュラリティ』に登場。エボルドライバーにエボルエックスフルボトルを装填することで変身する強化形態。
変身音声は「蛟竜毒蛇のコブラヤロー! エボルエックス! コエーイ! 超コエーイ!」。

スペック
| 名称                                | 身長     | 体重     | パンチ力 | キック力 | ジャンプ力 （ひと跳び） | 走力 （100 m） | 初登場 |
| ----------------------------------- | -------- | -------- | -------- | -------- | ----------------------- | -------------- | ------ |
| コブラフォーム（フェーズ1）         | 195.0 cm | 108.0 kg | 58.0 t   | 63.0 t   | 76.7 m                  | 1.1秒          | 第33話 |
| ドラゴンフォーム（フェーズ2）       | 197.0 cm | 106.8 kg | 60.9 t   | 65.8 t   | 83.2 m                  | 1.2秒          | 第34話 |
| ラビットフォーム（フェーズ3）       | 196.0 cm | 105.5 kg | 55.9 t   | 64.1 t   | 89.0 m                  | 1.0秒          | 第36話 |
| ブラックホールフォーム（フェーズ4） | 196.5 cm | 118.8 kg | 68.1 t   | 74.6 t   | 91.7 m                  | 0.7秒          | 第37話 |

ツール
エボルトリガー
開かれたパンドラボックスの光の粒子から生成されたエボルドライバー用の機能拡張デバイス。ハザードトリガーの原型でもある。起動させるには、ハザードレベル6.0以上の力が必要で、パンドラボックスの真の力を引き出すことでエボル（エボルト）を完全体へと変える。ブラックホールフォーム（フェーズ4）への変身に使用する。
トリガーをエボルドライバーに挿し込むことでパンドラボックスを利用した万能強化剤パンドライザヴェイパーによりエボルを完全体に変える機能を持っている。ブラックホールによって吸収した惑星のエネルギーをコントロールしている。
当初は強化したビルドの力を使って完成させようとしたが、戦兎の作戦によって失敗に終わる。その後クローズマグマ・グリス・ローグが放ったライダーキックを稼動エネルギーとして吸収することで完成に至った。
- エボルドライバーがビルドドライバーと同型であるためハザードトリガー用のアタッチメントも存在しており、エボルの強化アイテムもこれを活用するものとなった。トゲなどの意匠はブラックホールフォームのものを反映している。中央のマークのイメージは最近のブラックホール。
- ハザードトリガー同様、アップ用のプロップは、バッテリーが内蔵されており、メータートランセンデンスメーターが可動する。

エボルエックスフルボトル

必殺技
エボルテックフィニッシュ
ドライバーのレバーを再度回すことで「Ready go!」の音声と共に発動する。各フォーム毎に、以下の通りいくつかのパターンが存在する。
コブラフォーム（フェーズ1）
- 右足の裏から生み出した星座早見盤のようなエネルギーを右脚に蓄積させ、敵に蹴りを叩き込む。
- 爆炎を右の拳に纏わせ、敵を殴る。

ドラゴンフォーム（フェーズ2）
- 蒼炎を右の拳に纏わせ、敵を殴る。

ラビットフォーム（フェーズ3）
- 上空に飛ばし、落下してきた敵に赤いエネルギーを纏った右脚で、キックを放つ。
- 敵を念力で宙に固定し、赤いエネルギーを纏った拳でパンチを放つ。

スチームショット
コブラフォーム（フェーズ1）時に使用。トランスチームライフルにコブラエボルボトルを装填し、トリガーを引いて発動。蛇行する光弾を発射する。劇中ではエレキスチームで電気を纏わせた。
スチームアタック
ブラックホールフォーム（フェーズ4）時に使用。トランスチームライフルにラビットエボルボトルを装填し、トリガーを引いて発動。高速移動しながらエネルギー弾を連射する。
ボルテックブレイク
ガトリングフルボトルを使用してホークガトリンガーのリボルマガジンを10回分動かし「ワンハンドレットフルバレット！」の音声と共に、最大で100発の銃弾を撃ち込む。ボトルを装填すると「機関砲！」の音声が流れる。
スマッシュヒット
ドラゴンフォーム（フェーズ2）時に使用。ビートクローザーのグリップエンドを1回引くことで発動する。青色の炎を刀身に纏わせて敵を切り裂く。
スマッシュスラッシュ
ドラゴンフォーム（フェーズ2）時に使用。ビートクローザーにエボルボトルを装填し、グリップエンドを1回引くことで発動する。
ドラゴンエボルボトル
青色の炎を刀身に纏わせて敵を斬り裂く。
ブラックホールフィニッシュ
ブラックホールフォーム（フェーズ4）時にドライバーのレバーを再度回すことで「Ready go!」の音声と共に発動する。
- 空中で縦に回転しながら体当たりをする。飛ばされた敵はブラックホール型のエネルギーに押し潰される。
- エネルギーを拳や右脚に纏わせて、パンチや回し蹴りを叩き込む。
- 生成した小型のブラックホールを空に放つ。

ブラックホールブレイク
エボルト（怪人態）時にドライバーのレバーを再度回すことで「Ready go!」の音声と共に発動する。生成したブラックホールを空に放ち、惑星を吸収する。
エボルエックスナイトメア

エボルエックスブレイク

エボルエックスフィナーレ

### 仮面ライダーマッドローグ
第38話から登場。内海成彰が変身する仮面ライダー。エボルドライバー（マッドローグVer.）にバットフルボトルとエンジンフルボトルを装填し、レバーを回すことで変身する。
変身時にはエボルドライバーから動脈と静脈に似たパイプペインライドビルダーが伸び、「Are you Ready?」の音声の後「変身！」の掛け声とともに変身者を包み込み、装甲を構成しながら「バットエンジン！フッハハハハハハハハハハ！」という音声が流れて変身が完了する。
頭部の形状とカラーリングが異なる以外は、外観はナイトローグに似たものとなっている。ネビュラスチームガンとスチームブレードを武器として、背面装甲に装備された爆撃飛行ユニットマッドナイトフライヤーを展開して自在に空を飛び回りながら敵を翻弄する戦法を取る。
変身者の敵意や憎悪に比例して、攻撃力が上昇する機能も併せ持つ他、ドライバーに蓄積したエボルの戦闘データを解析してフェーズ4まで自身の力を強化できる。
- デザインコンセプトはナイトローグの仮面ライダー版で、複眼の形状や触覚、クラッシャーなど仮面ライダーらしさを強調している[280][262]。胸部にはバットとエンジンの意匠、ローグの名を冠していることから紫や、今まで入れなかった戦闘機などのモザイク迷彩を取り入れている[260]。変身に使用するバットとエンジンのフルボトルは、幻徳が変身したナイトローグ、内海が開発したエンジンブロスからきている[280]。企画段階では、再び逃亡者となった戦兎と龍我を追うキャラクターと位置づけられており、また変身者の内海も含め幻徳/ローグと対峙する存在でもあった[280]。最後はローグと対決する展開となる予定であったが[280]、武藤の要望によりダブルローグで共闘する展開となった[31]。
- 撮影用スーツは、アップ・アクション兼用の1着のみで、マスクと胸プロテクターサイバットアーマーはナイトローグのものを、ベーススーツはエンジンブロスとリモコンブロスのダメージが少ないものをそれぞれ改造している[出典 31]。ナイトローグの眼が見えないようにバイザーマッドシーカーアイを濃く重ねて塗装している[278]。足裏はビルドのトライアルフォームやクローズと共通となっている[217]。

必殺技
エボルテックアタック
ドライバーのレバーを再度回すことで「Ready go!」の音声と共に発動する。下記のようにいくつかのパターンが存在するが、これは内海を演じる越智の特技がサッカーであるためである。
- 背中の爆撃飛行ユニットを展開して飛行しながら突進したり、飛び蹴りを叩き込む。
- ネビュラスチームライフルから斬撃を発射する。
- スチームブレードを振るって斬撃を飛ばす。
- バットとバイクのフルボトルを装填した状態で前輪が巨大化したマシンビルダー型のエネルギー体を召喚する。

パイレーツフィニッシュ
海賊フルボトルを使用してカイゾクハッシャーのビルドアロー号を引き、各駅、急行、快速、海賊電車の力を一気に放出する。ボトルを装填すると「パイレーツ！」の音声が流れる。

### トランスチームシステム
ナイトローグとブラッドスタークは共通してトランスチームガンをメインとするトランスチームシステムを用いて変身を行う。ライダーシステムと同等の力を持つ。一定のハザードレベルが必要なのはライダーシステムと同じだが人体実験を行わないため、戦闘や感情によってハザードレベルが上昇するライダーシステムとは異なり、ハザードレベルが変化することはない。
変身の際に各フルボトルを挿し込んで「○○（装填したフルボトル名）！」の音声が鳴った後、「蒸血」の掛け声と共にトリガーを引くことで、黒煙に覆われながら「ミストマッチ！ ○○（各専用音声） ファイヤー！」という音声が流れて変身が完了し、全身から火花が散る。
- 『仮面ライダードライブ』の魔進チェイサーや『仮面ライダーエグゼイド』の仮面ライダーゲンムなど敵側キャラクターの商品化が成功していたことを受け、多人数ライダーであった前作『エグゼイド』からコンセプトを変えつつ商品点数を維持するため、商品化キャラクターとして創作[73]。変身アイテムだけでなく武器も商品化したことはメーカー側として挑戦であったという[73]。
- マスクやベーススーツのデザインは、カイザーシステムやマッドローグも含め同型である[283][73]。デザインはバイザーを付けるなどして一見ヒーローにも見える方向性が意識され[83][284]、ライダー側では取り入れなかったチューブや煙突、スチームパンクなどの工場のディテールが取り入れられている[出典 32]。

スペック
| 名称             | 身長     | 体重     | パンチ力 | キック力 | ジャンプ力 （ひと跳び） | 走力 （100 m） | 初登場 |
| ---------------- | -------- | -------- | -------- | -------- | ----------------------- | -------------- | ------ |
| ナイトローグ     | 197.5 cm | 103.0 kg | 17.2 t   | 20.5 t   | 49.0 m                  | 4.1秒          | 第1話  |
| ブラッドスターク | 201.5 cm | 102.0 kg | 19.0 t   | 22.7 t   | 40.0 m                  | 4.7秒          | 第4話  |

#### ナイトローグ
氷室幻徳がバットフルボトルで変身するファウストのリーダー格。英語表記はNIGHT ROGUE。戦兎の記憶の中にある「黒づくめのコウモリ男」の正体であり、顔や胸部に蝙蝠の意匠を持つ。作中で正体が判明するまでは声に強いエフェクトが掛かっていた。
ナイトローグのトランスチームガンには幻徳の他に内海成彰のデータも組み込まれており、ファウスト壊滅作戦時と戦兎の戦闘訓練の際には、彼が変身した。
変身音声は「バット…バッ・バット…」。
コウモリのように天井や木の表面などに張り付いたり、自在に宙に飛び交いながら敵を翻弄する戦法を取る。額の煙突型ユニットセントラルチムニーからは、特殊弾を発射したり、毒性のある気体を散布し、また上半身の煙突状の意匠からミストを吹き出し、瞬時に自分自身や専用武器を出現させることも出来る。また、背中から巨大な翼を展開して飛んだり、空中に舞い上がり翼で自身の体をドリル状に包み急降下して敵を攻撃することも可能。
- 敵っぽく判りやすいモチーフとしてコウモリが選ばれた[100]。
- 各部のディテールは上向きにデザインされている[73]。撮影用スーツはアップ・アクション兼用の1着のみで、その後仮面ライダーマッドローグに改造された[283][287]。レザー製のアップ用のスーツが制作された後、タイツ製のアクション用スーツが制作され、アップ用もタイツ生地を関節に挟んで改良された[289]。

必殺技
スチームブレイク
トランスチームガンにバットフルボトルを装填し、トリガーを引いて発動する。
スチームショット
トランスチームライフルにバットフルボトルを装填し、トリガーを引いて発動。高速の光弾を発射する。
アイススチーム
スチームブレードのバルブを回し、冷気を伴ったミストを刀身に纏った氷の刃で、連続斬りを放つ。
エレキスチーム
スチームブレードのバルブを回すことで発動する。電撃を纏った攻撃を繰り出す。モードによって以下の通り異なる効果を発揮する。
スチームブレード
電撃を伴ったミストを噴射し、感電させる。
トランスチームライフル
強力な電撃の特殊光弾を発射する。またはエネルギー弾に電気を纏わせる。
デビルスチーム
スチームブレードのバルブを3回回すことで発動する。人間に対してネビュラガスを注入する。モードによって以下の通り異なる効果を発揮する。
スチームブレード
ネビュラガスを投与し、人体実験を介さずに人間を直接スマッシュへと変貌させる。
トランスチームライフル
ネビュラガスが内包された特殊ガスを散布し、撃ち込んだスマッシュを巨大化させる。

#### ブラッドスターク
石動惣一（エボルト）がコブラフルボトルで変身するファウストの幹部格。英語表記はBLOOD STALK。顔や胸部にコブラの意匠を持つ。
変身音声は「コブラ…コッ・コブラ…」。
ハザードレベルを上げる最強のライバルとして開発され、ナイトローグと同様煙突型ユニットセントラルスタークを持ち、腕に蛇のように伸縮する伸縮ニードルスティングヴァイパーを有する他、水色のコブラ型エネルギー体を操る能力も備えており、火球を放つことも可能。主にトランスチームライフルを使用して射撃・近接戦闘を仕掛ける。また、他人のハザードレベルを計測したり、自身の声色を変える機能が備わっている。
- 各部のディテールは下向きにデザインされている[73][292]。首元はコブラが巻き付いたイメージである[73][292]。宇宙服のようにも見える形状となっているが、石動惣一の設定を意識したものではなく偶然の一致であったという[73][292]。ナイトローグと同様のパーツを多く使用しているが、アンテナBSサイドブレードを左側頭部に生やしたほか、頭部の煙突を骨組みが見えるようにしたり、バイザーの色や形を大きく変えることで左右非対称にして差別化している[出典 33]。

必殺技
スチームブレイク
トランスチームガンにコブラフルボトルを装填し、トリガーを引いて発動。紫色のコブラ型のエネルギーを発射する。
スチームショット
トランスチームライフルにコブラフルボトルを装填し、トリガーを引いて発動。紫色のコブラ型のエネルギーを発射する。
スチームアタック
トランスチームライフルにロケットフルボトルを装填し、トリガーを引いて発動。追尾するロケット弾を発射する。
アイススチーム
スチームブレードのバルブを回し、冷気を伴ったミストを刀身に纏った氷の刃で、連続斬りを放つ。噴射されたミストで敵を凍らせることも可能。
エレキスチーム
スチームブレードのバルブを回すことで発動する。電撃を纏った攻撃を繰り出す。モードによって以下の通り異なる効果を発揮する。
スチームブレード
電撃を伴ったミストを噴射し、感電させる。またはミストを刀身に纏わせて敵を斬り裂く。
トランスチームライフル
強力な電撃の特殊光弾を発射する。またはエネルギー弾に電気を纏わせる。
デビルスチーム
スチームブレードのバルブを3回回すことで発動する。人間に対してネビュラガスを注入する。モードによって以下の通り異なる効果を発揮する。
スチームブレード
ネビュラガスを浴びせ、人体実験を介さずに人間を直接スマッシュへと変貌させる。
トランスチームライフル
ネビュラガスが内包された特殊ガスを散布し、撃ち込んだスマッシュを巨大化させる。

### カイザーシステム
最上魁星によって開発されたネビュラスチームガンで変身するシステムで、内海によって継承・強化された。
変身者の鷲尾兄弟は2人で1丁のネビュラスチームガンを共有しており、リモコンブロスおよびエンジンブロスへの変身の際に各ギアを挿し込むと「ギア○○（装填したギア名）！」の音声が流れ、トリガーを引くことで「ファンキー！」の音声とともに黒煙に覆われ、「潤動」の掛け声で全身がそれぞれの色の歯車型のエネルギー体に包まれ、各専用音声が発されて変身が完了する。
- デザインは劇場版のカイザーシステムを流用している[195]。ローグと共に登場するため、ローグの差し色に使用していたターコイズなどの色をメインカラーにしている[262]。

リモコンブロス
鷲尾風がギアリモコンを用いて変身する西都の戦士。英語表記はREMOCON BRO'S。容姿はカイザーに酷似しているが、クロスアーマーはエメラルドグリーンを基調としている。
変身音声は「リモートコントロールギア！」。
ネビュラスチームガンおよびネビュラスチームライフルを用いた射撃戦を得意とする。歯車型のエネルギーを肩から放つ。
リモコンブロスからギアエンジンを使用してヘルブロスに変身できる。
『ROGUE』では高橋が変身している。
エンジンブロス
鷲尾雷がギアエンジンを用いて変身する西都の戦士。英語表記はENGINE BRO'S。容姿はカイザーリバースに酷似しているが、クロスアーマーはホワイトを基調としている。
変身音声は「エンジンランニングギア！」。
スチームブレードを用いた近接戦闘を得意とする。
『ROGUE』では松井が変身している。
ヘルブロス
鷲尾風がギアエンジンとギアリモコンを用いて変身する西都の戦士。英語表記はHELL BRO'S。カイザーシステムの最終形態である。容姿はバイカイザーに酷似しているが、クロスアーマーは白と緑を基調としている。
2つのギアを順に挿し込むと「ファンキーマッチ！」、トリガーを引いた際には「フィーバー！」の音声が発され、全身が黒煙と白と緑の歯車型のエネルギー体に包まれ、「パーフェクト！」の音声と共に変身が完了する。変身前から変身するパターンとリモコンブロスから変身するパターンがある。
ただし、風がヘルブロスに変身するとエンジンブロス（雷）は変身解除されてしまう。
『ハザードレベルを上げる 7つのベストマッチ』では合体実験のために内海成彰が変身。

ネビュラヘルブロス
『ハザードレベルを上げる 7つのベストマッチ』に登場。東都と北都によるライダーの代表戦前の実験中に突如東都のフルボトル保管場所を襲撃した。
戦兎は当初最上魁星が変身したバイカイザーだと思っていたが、その正体は難波重工によってヘルブロスのデータ収集のために差し向けられた実験体で、人体実験された被験者の男がギアリモコンとギアエンジン、ネビュラスチームガンで変身していたネビュラヘルブロスであった。武器はネビュラスチームガンを使用する。
- クロスアーマーが無く黒一色のシンプルな容姿となっている。マスクはトランスチームシステムやカイザーシステムのものをガンメタに彩色している。

クローンヘルブロス
『ハザードレベルを上げる 7つのベストマッチ』完結編に登場。クローン素体が変身したヘルブロスの試作体。クローンスマッシュ同様、人体を必要としないクローンであり、感情が排除されている。武器はネビュラスチームガン。

スペック
| 名称           | 身長     | 体重     | パンチ力 | キック力 | ジャンプ力 （ひと跳び） | 走力 （100 m） | 初登場 |
| -------------- | -------- | -------- | -------- | -------- | ----------------------- | -------------- | ------ |
| リモコンブロス | 202.0 cm | 103.5 kg | 30.5 t   | 37.2 t   | 48.6 m                  | 1.7秒          | 第23話 |
| エンジンブロス | 202.0 cm | 103.5 kg | 30.5 t   | 37.2 t   | 48.6 m                  | 1.7秒          | 第23話 |
| ヘルブロス     | 202.0 cm | 108.0 kg | 41.6 t   | 50.6 t   | 65.8 m                  | 1.4秒          | 第26話 |

必殺技
ファンキードライブ
ネビュラスチームガンにギアエンジンまたはギアリモコンを装填し、トリガーを引いて発動する。
リモコンブロス
ギアリモコン
緑色の歯車型エネルギー弾を発射する。劇中ではエンジンブロスがスチームブレードを振るって放った斬撃と共に発射した。
クローンヘルブロス
ギアリモコン
自身の姿を消す。
ファンキーショット
ネビュラスチームライフルにギアエンジン・ギアリモコン・フルボトルのいずれかを装填し、トリガーを引いて発動する。使用者・使用アイテムによって効果が変化する。
リモコンブロス
ギアエンジン
エレキスチームで電気を纏わせたエネルギー弾を発射する。
エンジンブロス
ギアエンジン
エンジンの部品状のエネルギー弾を発射する。
ヘルブロス
バットフルボトル
強力な光弾を発射する。
ファンキーアタック
ネビュラスチームガンにフルボトルを装填し、トリガーを引いて発動する。
クローンヘルブロス
コブラフルボトル
コブラ型のエネルギー弾と歯車型エネルギー弾を発射する。ボトルを装填すると「ロストマッチ！」の音声が流れる。

### ガーディアン
難波重工が開発した機械兵で、各地域の政府やファウストが所有する。自律性は低い。複数の機体が合体することで巨大なロボット形態になることも可能。本来は犯罪抑止のための処刑マシンとして開発されたものであり、特定の信号を受けることでファウストVer.へと変貌するように細工されている。
- 感情移入しなくて済むという機械兵士ということから、『スター・ウォーズ』のバトルドロイドのようなスタンスで逆三角形を顔の真ん中に置くことで人格を意識させないようにしている[272]。衣裳に合わせる都合から国家別のカラーリングは現場処理となった[272]。当初は体を折り畳んでトランクのような運搬形態になるギミックも考えられていた[299][272]。

ガーディアン（東都Ver.）
東都政府の特殊部隊に所属するガーディアン。セーフティパネルの色は緑。通常は治安維持に用いられている。ロケットランチャーを装備することもある。
スカイウォールの惨劇から5年後に採用された。

ガーディアン（北都Ver.）
北都政府の特殊部隊に所属するガーディアン。セーフティパネルの色は青であることを除いては、東都Ver.と同様。視認した映像を送信することも可能。
治安維持を担当するガーディアンは制服を着用し、東都に進軍したガーディアンは戦闘モードであるため、制服を着用していない。

ガーディアン（西都Ver.）
西都政府の特殊部隊に所属するガーディアン。セーフティパネルの色は赤であることを除いては、東都Ver.と同様。
ハードガーディアンが投入されてからは前線を譲っている。

ガーディアン（ファウストVer.）
ファウストの指揮下にあるガーディアン。頭部と胸部のセーフティパネルが解除されている、それに自爆装置が搭載されている点を除き、性能は各地域の政府が所有するものに準じる。
スタークなどのファウストは各政府が所有するガーディアンを操って、ファウストVer.にすることで指揮下に置くことも可能である。黒い制服を着用している。

ハードガーディアン
難波重工が新たに開発した重装仕様ガーディアン。西都のみが配備している。全身に重装甲・重武装化が施され、シールドクローやガトリングガン、ミサイルポッドなどが装備されている。増設された戦闘AIユニットによって戦闘に特化しており、戦闘能力は単体でもライダーたちに匹敵する。通常のガーディアン同様、複数の機体が合体することで巨大なロボット形態になることも可能。
- 強さを出すため、ガーディアンの顔にある三角形を3個配置して3人分で3倍強くなったようにしている。当初は、パワーローダー型の強化パーツを装備する予定だったが、諸般の事情から完全な新型かつ量産のため上半身のみの新造となった。

Xガーディアン
『平成ジェネレーションズFINAL』に登場。財団Xの配下にあるガーディアン。セーフティパネルに「X」のマークがついている。

ガーディアン（合体状態）
数十体のガーディアンが変形・合体した拠点防衛メカ。制服を着用している場合は、脱いでから合体する。武器として多数のライフルを搭載しており、複数のターゲットを狙い撃つ。ブラッドスタークが融合した赤い機体も存在する。
- デザインイメージはブロブ状に融合したガーディアン。だが、ナノテクのような表現ではなく、ガーディアンが身体を折り曲げて組体操のように積み上がって、抜けのあるフレーム状の構造体になるものとなった。当初は10体くらいで合体する予定だったが、要望に従ってどんどんと巨大化していったため、手描きではなく簡易な3DCGでデザインが起こされた。

ハードガーディアン（合体状態）
数十体のハードガーディアンが変形・合体した大型ロボット形態。従来のガーディアン（合体状態）の1.5倍の総合性能を持ち、武器としてミサイルポッドや機銃などを搭載しており、高い火力・機動力・防御力も持ち合わせている。

スペック
| 名称                           | 身長     | 体重     | 初登場 |
| ------------------------------ | -------- | -------- | ------ |
| ガーディアン（東都Ver.）       | 188.0 cm | 103.0 kg | 第1話  |
| ガーディアン（北都Ver.）       | 188.0 cm | 103.0 kg | 第16話 |
| ガーディアン（西都Ver.）       | 188.0 cm | 103.0 kg | 第22話 |
| ガーディアン（ファウストVer.） | 188.0 cm | 102.6 kg | 第5話  |
| ハードガーディアン             | 204.8 cm | 239.5 kg | 第28話 |
| ガーディアン（合体状態）       | 7.44 m   | 14.5 t   | 第2話  |
| ハードガーディアン（合体状態） | 7.44 m   | 33.7 t   | 第30話 |

ツール
セーフガードライフル
銃剣型の武器。

マシン
キャピタルローダー
ガーディアンの専用バイク。

## スマッシュ
本作品における敵怪人で、主に東都を中心に出現する怪人。
本来人間の技術では生み出すのは不可能だが、後述のネビュラガスを人間に注入することで細胞分裂作用を起こし、これを可能としている。ガスの注入には通常ファウストの実験施設での人体実験を要するが、デビルスチームやスマッシュボトルを使うことにより、人体実験を経ないスマッシュ化も可能である。限界値を超えるガスを注入されると膨張・破裂し、爆発する恐れがある。体内の成分を抽出することで元の姿に戻せるが、抽出された成分を再び戻すか、再度ネビュラガスを注入されることで再びスマッシュに変化させることも可能で、さらにスチームブレードでガスが注入されることで巨大化する場合もある。その一方、戦兎や龍我のように、ネビュラガスを注入されてもスマッシュに変化しない特殊なケースも確認されている。
スマッシュと化している間は人間の自我が失われるため意思の疎通は原則的に不可能であり、元の姿に戻った場合でも変身前後のたった数時間の一部の記憶は喪失している上に、ダメージの度合いによっては、後遺症によってすべての記憶を喪失することがある。またスマッシュ化の影響は記憶のみならず肉体にもおよび、子供の場合は身体が未発達であるため、成分を取り除いても多少のダメージは残ってしまう。身体が虚弱な人間に至ってはネビュラガスを注入した時点で死に至り、成分を抜き取った時点で肉体と魂も消滅してしまうため、ビルドの能力をもってしても一時的に分離させるのが限界である。
こうしたネビュラガスに対する人体のスマッシュへと変性する耐性やライダーの変身のレベルを数値化したものはハザードレベルと呼称されており、前述したガスを注入した時点で死に至る状態を1.0、怪人化する状態を2.0として、投与被験者の感情の高まりに比例して0.1刻みで数値が上昇、必殺技の威力などを高めることが示唆されている。また、戦兎の推測からハザードレベルが2.0を超えると怪人化せずに人間の姿を保つことができ、3.0以上になると仮面ライダーに変身できるようになることが判明しており、限界値である5.0に達するとエボルトとの融合が可能になり、7.0に達するとフルボトルが強化される。レベルを急速に上昇させると消滅する恐れがある。
- デザインは、意外性を出すため浄化後のボトルのモチーフを直接入れず、「モチーフを隠す」ことを意識している[299][272]。

ハードスマッシュ
北都政府によって造られたスマッシュの強化型で、赤羽は「究極の進化系」と呼んでいる。通常のスマッシュと異なり、人間時の意識を保ったままの変身・行動が可能である。北都三羽ガラスがそれぞれのフルボトルの成分を体内に取り込むことで変身する。共通して下半身が水色となっており、腰部中央には北都の紋章があり、フルボトルは左腕に埋められている。

スマッシュハザード
スマッシュの強化型。ハザードレベルの増加によって強化されていると推測されている。全身が黒を基調とした体色となり、各特殊能力が強化されている。
- デザインは、黒く塗り潰すのではなく、一部をメタリックにすることでディテールを損なわないようにしている。ストロング・フライング・プレスは篠原が色変えを指定しているが、それ以降は現場処理によるものだが、後で個別で現場で変えられた配色に合わせたデザイン画が用意された。

ハザードスマッシュ
ハザードトリガーで特殊強化された三羽ガラスのハードスマッシュ。上半身が黒を基調とした体色となり、各特殊能力が強化されている。ハザードトリガーを介してスマッシュの成分を直接注入してハザードレベルを急激に上昇させているため、倒されると肉体そのものが消滅する。

クローンスマッシュ
難波重工のクローン技術によって生み出された実態を伴わない特殊なスマッシュ。元となる人間がいないのが特徴。同型でも下半身が異なるものが存在する。ハザードスマッシュと同様に黒を基調とした体色だが、ボディフレームの強化によって各スペックはハザードスマッシュ4体分相当に強化されている。また、痛覚を除いているため様々な状況でも戦闘を継続できる特徴を持つ。

ロストスマッシュ
スマッシュの最終形態。黒を基調とした体の一部に金色の装飾のような模様が入っている。人間がロストフルボトルの成分を体内に取り込み、2体のクローンスマッシュと融合することで変身する。仮面ライダーとほぼ同等の高い戦闘力を持ち、人間時の意識も保ってはいるが、ロストボトルの使用と高濃度のネビュラガスが注入された影響により凶暴化している上、倒されるとハザードスマッシュと同様に肉体が消滅するリスクも存在する。倒されることで黒色化したロストフルボトルが排出され、後のブラックロストフルボトルとなる。
忍曰く変身には特定の閾値の獲得が必要だが、ジーニアスフォームが適応しなかったことから、ライダーの変身者をロストスマッシュにすることは確実とは言えないという。

キャッスルハードスマッシュ
赤羽がキャッスルフルボトルの成分を取り込むことで変身した姿。頭部の砲撃ユニットカタブルタキャノンからの波動砲で攻撃し、両肩部の可動防壁グランドランパートで防御する。
- デザインイメージは「プロテクト」。鈍い動きにはなるが、巨大なシールドを両肩に付けている。ハードスマッシュとなったことでボトルの浄化というプロセスがなくなったが、この時点ではまだそれを知らされていなかったため、「モチーフを隠す」通常のスマッシュと同様に考えられている。

キャッスルハザードスマッシュ
キャッスルハードスマッシュの強化タイプ。

スタッグハードスマッシュ
青羽がクワガタフルボトルの成分を取り込むことで変身した姿。全身を分厚い甲冑で装甲し、2本の刀ラプチャーシザースによる高速切断技を繰り出す。
- デザインイメージは「スラッシュ」。キャッスル同様、通常のスマッシュとして考えられていたもので、クワガタの要素ではなく刃物、特にハサミのイメージで構成している。当初は前に頭部両脇のハサミの部分を突き出して無骨な感じでまとまっていたが、三羽ガラスの中でもヒーロー然としたデザインにするため、正反対に向けて角のようにデザインされた。

スタッグハザードスマッシュ
スタッグハードスマッシュの強化タイプ。

オウルハードスマッシュ
黄羽がフクロウフルボトルの成分を取り込むことで変身した姿。両腕にある球体ドローンフォレストシーカーで広範囲による索敵を行い、体内に内蔵されたフローターユニットで飛行・浮遊し、空中からの高速突撃を繰り出す。
- デザインイメージは夜目が利くことから夜を意味する「ナイト」で、プラネタリウムの照射装置や遠隔操作モジュールをデザインしている。

オウルハザードスマッシュ
オウルハードスマッシュの強化タイプ。

## キーアイテム

### フルボトル
戦士への変身などに用いられるボトル型アイテム。ボトルの外装は各フルボトルの性質を表した形状となっている。中の成分はスカイウォールから噴出しているネビュラガスをベースに作られており、巧によって開発されているといわれていたが、実際はいずれもエボルトが惣一の記憶から精製したものであり、ボトルにエボルトが目標とした星にまつわるエレメントを吸収させてパンドラボックスに60本のボトルを収めることでパンドラボックスを解放し、パンドラタワーを形成させる。
ドライバーや武器・アイテムにセットする際には、ボトルを上下に振ることで中の物質に刺激を与え、その成分を増殖・活性化させる。振った後に上部のキャップを回してセットすることで特殊能力を使用者や武器やアイテムに対して発動させる。ツールにセットしなくても、ハザードレベルの高い人間は生身でもボトルを振るだけで成分が活性化されるため、龍我はクローズに変身可能になるまでは、ドラゴンフルボトルを握り締めた状態で、ガーディアンやスマッシュと戦闘を行っていた。あらゆる物質の質量を変えることが可能とされる。
スマッシュの持つ成分をエンプティボトルの中に採集した後、秘密基地にある変換装置の中に入れ、美空による成分の分解・浄化のプロセスを経ることで完成する。
通常のフルボトルは東都、北都、西都に各20種類ずつ、全部で60種類存在する。東都製のものはフルボトルを保護する外装クリアパーツクリアモールドボトルの全体に色が付いているが、北都製、西都製のものは中央部分にのみ色が付いており周囲は透明となっている。東都の所有していたフルボトルは成分が抜かれていたものが多かったが、戦兎たちによって再度成分が補填された。北都と西都は成分が抜かれていない浄化済みの状態で20本を所有していた。
- デザインモチーフはペットボトルで、実験に用いる成分を入れる容器という点では試験管にも見立てられている[71][114]。企画段階では、知育玩具のように玩具の中身を液体にすることも検討されていたが、品質管理の問題などから実現には至らず、成分に見立てた固形物が入れられることとなった[70][114]。また、液体がなくなるというギミック案もあったが、液体がボコボコするイメージから上下運動するギミックとなった[114]。振って音がなるという要素はこのことから副次的に生まれたものであったが、プロデューサーの大森が打ち合わせなどで試作サンプルを無意識に振っていたことから、「振る」という動作が劇中にも取り入れられた[70][114]。
- 撮影用プロップはエポキシ樹脂製のアップ用、軟質樹脂製のアクション用が存在する[84][75]。アップ用には内部にブロックが封入されている[75]。どちらも劇中と同様に振ると内部のパーツが動く構造となっている[84]。ただし、役者用の小さなもののみが制作されたボトルもある[75]。

| マーク                                   | 名称                        | 色               | 使用者                                                 | 成分元になった スマッシュや対象 | 備考 |
| ---------------------------------------- | --------------------------- | ---------------- | ------------------------------------------------------ | ------------------------------- | --- |
| なし                                     | エンプティボトル            | 無色             | ビルド（戦兎）                                         | なし                            | スマッシュの成分を採取する際に用いられる空のボトル。 成分を採取することで後述のスマッシュボトルへと変化する。                                                                         |
| なし                                     | スマッシュボトル            | [ 注釈 40 ]      | ビルド（戦兎）                                         | 各種スマッシュ                  | ボトルが膨張した形状となり、棘のような模様が円を描くように浮かび上がっている。 中に入っているネビュラガスを振り掛けることで、人体実験を経ないスマッシュ化や対象者の消滅が可能となる。 |
| 東都製フルボトル                         |                             |                  |                                                        |                                 | |
| R/T                                      | ラビット                    | 赤               | ビルド（戦兎）                                         |                                 | 変身前ではジャンプ力を発揮させる。 |
| R/T                                      | タンク                      | 青               | ビルド（戦兎）                                         |                                 | |
| [ 注釈 41 ]                              | ローラビット                | 薄紅             | ビルド（戦兎）                                         |                                 | ラビットフルボトルと同様の成分が少量入っている。ラビットフルボトルと共にドライバーに装填後ベストマッチとなるが、ハザードトリガーを介したことで割れてしまう。                          |
| G/D                                      | ゴリラ                      | 茶               | ビルド（戦兎）                                         | ストロングスマッシュ            | 変身前ではパンチ力を増強させる。 |
| G/D                                      | ダイヤモンド                | 水色             | - ビルド（戦兎） - ローグ（幻徳）                      |                                 | |
| T/G                                      | タカ                        | オレンジ         | - ビルド（戦兎） - クローズチャージ（龍我）            | フライングスマッシュ            | |
| T/G                                      | ガトリング                  | メタリックグレー | - ビルド（戦兎） - エボル（エボルト） - グリス（一海） |                                 | |
| N/C                                      | 忍者                        | 紫               | ビルド（戦兎）                                         | ミラージュスマッシュ            | |
| N/C                                      | コミック                    | 黄色             | ビルド（戦兎）                                         | スクエアスマッシュ              | |
| P/R                                      | パンダ                      | 白               | ビルド（戦兎）                                         | プレススマッシュ                | |
| P/R                                      | ロケット                    | 水色             | - ビルド（戦兎） - ブラッドスターク（惣一）            |                                 | |
| H/S                                      | ハリネズミ                  | 白               | ビルド（戦兎）                                         | ニードルスマッシュ              | |
| H/S                                      | 消防車                      | 赤               | - ビルド（戦兎） - グリス（一海）                      | アイススマッシュ                | |
| L/S                                      | ライオン                    | 黄色             | ビルド（戦兎）                                         |                                 | |
| L/S                                      | 掃除機                      | 青緑             | ビルド（戦兎）                                         |                                 | |
| K/D                                      | 海賊                        | 青               | - ビルド（戦兎） - マッドローグ（内海）                |                                 | |
| K/D                                      | 電車                        | 緑               | ビルド（戦兎）                                         |                                 | |
| D/L                                      | ドラゴン                    | 紺               | - ビルド（戦兎） - クローズ（龍我）                    | バーンスマッシュ                | 香澄の形見でもあり、龍我と高くシンクロしたことで化学変化を起こしその身体能力を向上させる。                                                                                            |
| D/L                                      | ロック                      | 金色             | - ビルド（戦兎） - クローズ（龍我） - グリス（一海）   | ストロングスマッシュハザード    | 当初は戦兎がキードラゴンフォームへの変身のために使用していたが、ドラゴンフルボトルを戦兎がコントロールできなかったため、龍我がビートクローザーに装填する形で使われるようになった。    |
| O/L                                      | オクトパス                  | ピンク           | ビルド（戦兎）                                         | ストレッチスマッシュ            | |
| O/L                                      | ライト                      | 黄色             | ビルド（戦兎）                                         |                                 | |
| 北都製フルボトル                         |                             |                  |                                                        |                                 | |
| P/R                                      | フェニックス                | 赤               | - ビルド（戦兎） - ローグ（幻徳）                      |                                 | 元々は北都のボトルであったが、惣一から戦兎に託された。 |
| P/R                                      | ロボット                    | メタリックグレー | - ビルド（戦兎） - グリス（一海）                      |                                 | |
| W/S                                      | ウルフ                      | 白               | ビルド（戦兎）                                         |                                 | |
| W/S                                      | スマホ                      | 青               | - ビルド（戦兎） - グリス（一海）                      |                                 | |
| U/K                                      | ユニコーン                  | 青               | ビルド（戦兎）                                         |                                 | |
| U/K                                      | 消しゴム                    | 白               | グリス（一海）                                         |                                 | |
| R/H                                      | ローズ                      | 赤               | - ビルド（戦兎） - グリス（一海）                      |                                 | |
| R/H                                      | ヘリコプター                | 緑               | - ビルド（戦兎） - グリス（一海）                      |                                 | 変身前ではパンチ力を増強させる。 |
| T/W                                      | タートル                    | 緑               | ビルド（戦兎）                                         |                                 | |
| T/W                                      | ウォッチ                    | 銀               | ビルド（戦兎）                                         |                                 | |
| K/T                                      | クマ                        | 黄色             | - ビルド（戦兎） - グリス（一海）                      |                                 | 『超バトルDVD』に付属。 |
| K/T                                      | テレビ                      | 白               | - ビルド（戦兎） - グリス（一海）                      |                                 | 『てれびくん』2017年2月号に付属。 |
| K/C                                      | カブトムシ                  | 黄色             | ビルド（戦兎）                                         |                                 | 『データカードダス 仮面ライダーバトル ガンバライジングDXビートルカメラフルボトル＆バインダーセット』に付属。                                                                          |
| K/C                                      | カメラ                      | 青               | ---                                                    |                                 | 『データカードダス 仮面ライダーバトル ガンバライジングDXビートルカメラフルボトル＆バインダーセット』に付属。 『7つのベストマッチ』に登場。                                            |
| S/R                                      | スパイダー                  | 紫               | ビルド（戦兎）                                         |                                 | DXパンドラパネルブルーに付属。 |
| S/R                                      | 冷蔵庫                      | 白               | ---                                                    |                                 | DXパンドラパネルレッドに付属。 |
| S/C                                      | サンタクロース              | スカーレット     | ---                                                    |                                 | キャラデコクリスマスの特典として付属。 |
| S/C                                      | ケーキ                      | 薄ピンク         | ---                                                    |                                 | 上記キャラデコクリスマスの早期予約特典（100名限定）。 食玩・ガシャポンにもラインナップされる。                                                                                        |
| D/M                                      | ドッグ                      | 茶               | ---                                                    |                                 | 主題歌CD「Be The One」数量限定版付属のDXドッグマイクフルボトルセットとして商品化。 『7つのベストマッチ』に登場。                                                                      |
| D/M                                      | マイク                      | 銀               | ---                                                    |                                 | 主題歌CD「Be The One」数量限定版付属のDXドッグマイクフルボトルセットとして商品化。 『7つのベストマッチ』に登場。                                                                      |
| 西都製フルボトル                         |                             |                  |                                                        |                                 | |
| T/U                                      | トラ                        | 黄色             | ビルド（戦兎）                                         |                                 | |
| T/U                                      | UFO                         | ピンク           | ビルド（戦兎）                                         |                                 | |
| K/J                                      | クジラ                      | 紺               | ビルド（戦兎）                                         |                                 | |
| K/J                                      | ジェット                    | 水色             | ビルド（戦兎）                                         |                                 | |
| K/S                                      | キリン                      | 黄色             | ビルド（戦兎）                                         |                                 | |
| K/S                                      | 扇風機                      | 水色             | ビルド（戦兎）                                         |                                 | |
| B/E                                      | バット                      | 紫               | マッドローグ（内海）                                   |                                 | |
| B/E                                      | エンジン                    | 赤               | マッドローグ（内海）                                   |                                 | |
| S/D                                      | サイ                        | 黒               | ---                                                    |                                 | 『7つのベストマッチ』に登場。 |
| S/D                                      | ドライヤー                  | 赤               | ビルド（戦兎）                                         |                                 | 『7つのベストマッチ』に登場。 |
| S/P                                      | シカ                        | 青               | ---                                                    |                                 | 『7つのベストマッチ』に登場。 |
| S/P                                      | ピラミッド                  | 黄色             | ---                                                    |                                 | 『7つのベストマッチ』に登場。 |
| P/S                                      | ペンギン                    | 銀               | ---                                                    |                                 | 『7つのベストマッチ』に登場。 |
| P/S                                      | スケボー                    | 緑               | ---                                                    |                                 | 『7つのベストマッチ』に登場。 |
| H/S                                      | ハチ                        | 黄色             | ---                                                    |                                 | 『7つのベストマッチ』に登場。 |
| H/S                                      | 潜水艦                      | 青               | ---                                                    |                                 | 『7つのベストマッチ』に登場。 |
| S/B                                      | サメ                        | 紺               | - ビルド（戦兎） - ローグ（幻徳）                      |                                 | 『7つのベストマッチ』に登場。 |
| S/B                                      | バイク                      | 赤               | - ビルド（戦兎） - マッドローグ（内海）                |                                 | 『7つのベストマッチ』に登場。 |
| O/M                                      | おばけ                      | 白               |                                                        |                                 | 仮面ライダースウェットセットとして発売。 『7つのベストマッチ』に登場。 |
| O/M                                      | マグネット                  | 青               | ビルド（戦兎）                                         |                                 | 『7つのベストマッチ』に登場。 |
| テレビシリーズ以外の作品・商品展開に登場 |                             |                  |                                                        |                                 | |
| E                                        | エグゼイド                  | ピンク           | ビルド（戦兎）                                         | エグゼイド                      | 劇場版エグゼイド、および『平成ジェネレーションズFINAL』に登場。 冬映画プレミアムセット前売り券に付属。                                                                                |
| M/D                                      | モモタロス                  | 赤               |                                                        |                                 | 『てれびくん』2018年1月号付録。 |
| T/U                                      | 探偵                        | 紫               |                                                        |                                 | DX仮面ライダーWフルボトルセットとして発売。 |
| T/U                                      | USBメモリ                   | 緑               |                                                        |                                 | DX仮面ライダーWフルボトルセットとして発売。 |
| T/M                                      | メダル                      | 金               |                                                        |                                 | DXメダル&友情フルボトルセットとして発売。 |
| Y/R                                      | 友情                        | 赤               |                                                        |                                 | DXメダル&友情フルボトルセットとして発売。 |
| M/D                                      | 魔法使い                    | 赤               |                                                        |                                 | DX魔法使い&オレンジフルボトルセットとして発売。 |
| O/L                                      | オレンジ                    | オレンジ         |                                                        |                                 | DX魔法使い&オレンジフルボトルセットとして発売。 |
| O/P                                      | パーカ                      | 橙               |                                                        |                                 | 仮面ライダースウェットセットとして発売。 |
| C/C                                      | ライダーカード              | 蒼               |                                                        |                                 | ガンバライジングのキャンペーン品。 |
| D/G                                      | ドクター                    | 白               |                                                        |                                 | 『平成ジェネレーションズFINAL』に登場。 DX仮面ライダーエグゼイドフルボトルセットとして発売。                                                                                          |
| D/G                                      | ゲーム                      | ピンク           |                                                        |                                 | 『平成ジェネレーションズFINAL』に登場。 DX仮面ライダーエグゼイドフルボトルセットとして発売。                                                                                          |
| S/K                                      | スーパー戦隊                | 赤               |                                                        |                                 | 『てれびくん』2018年9月号付録。 |
| S/K                                      | 仮面ライダー                | 青               |                                                        |                                 | 『スーパーてれびくん ジオウ&ビルド 夏じっけん』付録。 |
| B/G                                      | 仮面ライダー ブットバソウル | 赤               |                                                        |                                 | プレミアムバンダイにて「仮面ライダー ブットバソウル プレミアムセット」として販売。 |
| B/G                                      | ガンバライジング            | 水色             |                                                        |                                 | 『ガンバライジング ボトルマッチファンブック with ブットバソウル プレミアム』付録。 |
| F                                        | フォーゼ                    | 白               |                                                        |                                 | DX5大レジェンドライダーフルボトルセットとして発売。 |
| W                                        | ウィザード                  | 灰               |                                                        |                                 | DX5大レジェンドライダーフルボトルセットとして発売。 |
| G                                        | 鎧武                        | 青               |                                                        |                                 | DX5大レジェンドライダーフルボトルセットとして発売。 |
| D                                        | ドライブ                    | 赤               |                                                        |                                 | DX5大レジェンドライダーフルボトルセットとして発売。 |
| G                                        | ゴースト                    | オレンジ         |                                                        |                                 | DX5大レジェンドライダーフルボトルセットとして発売。 |

#### クロコダイルクラックフルボトル
ローグが使用する新型フルボトル。従来のものとは異なり、振らずに使用できる。また、単体でスクラッシュドライバーの同様の音声や女性の金切り声のような音を発するほか、キャップを捻るたびに中央部にクラックが入る。スクラッシュドライバーに装填した後に、レンチを押し下げてボトルを割ることでローグへと変身する。
- デザインモチーフは瓶である[92][104]。
- 撮影用プロップはノーマルとクラックが入ったものの2種類が制作された[105][101]。

| 名称         | 色 | 使用者         |
| ------------ | -- | -------------- |
| クロコダイル | 紫 | ローグ（幻徳） |

#### ドラゴンマグマフルボトル
ドラゴンを模したフルボトル。ドラゴンスクラッシュゼリーが惣一の火球で変質し、黒塊化するが、龍我が触れたことで黒いボトル状の物体に変化し、龍我が浴びたパンドラボックスのエネルギーを吸収したことで誕生した。
クローズマグマナックルに装填してから、ナックルをビルドドライバーにセットすることでクローズマグマに変身する。
- デザインモチーフは、岩石[188]で、クローズマグマ同様、8体の龍が彫り込まれている[195][229]。

| 名称     | 色       | 使用者           |
| -------- | -------- | ---------------- |
| ドラゴン | オレンジ | クローズ（龍我） |

#### ロストフルボトル
葛城忍が中心となって作り出した人工のフルボトル。トランスチームシステム、ハードスマッシュの変身に用いられ、通常のものと異なりベストマッチの組み合わせは存在せず、フルボトルを保護するマテリアルアブゾーバーが茶色く、クリアモールドボトルが中央が銀、周囲が紫で統一されている。
ラストパンドラパネルブラックに装填することでブラックロストフルボトルに変化し、これを使用した者はより好戦的な気質になる。葛城巧はこれらのボトルを「悪魔のボトル」と呼んでいる。10本のロストフルボトルを装填したラストパンドラパネルブラックをエボルトが体内に取り込むことで惑星間のワープ能力を得る。
ブラックロストフルボトルのうち、最初の4本（バット、コブラ、ハサミ、シマウマ）は、人体実験中に生まれた偶然の産物であることが『クローズ』で明らかとなった。
- 当初よりバットとコブラが60本のフルボトルとは別に存在していたため、その理由付けとして三羽ガラスの変身アイテムも兼ねて設定された[90]。いずれも敵が使うボトルのため、刺々しいデザインとなっており、60本のフルボトルの差別化のため、ディテールを増したレリーフにしている[98]。

| マーク | 名称       | 色   | 使用者 | 備考                                     |
| ------ | ---------- | ---- | --- | ---------------------------------------- |
| B      | バット     | 浅紫 | - ナイトローグ（幻徳） - ナイトローグ（内海） - ヘルブロス（風）                                                            |                                          |
| C      | コブラ     | 浅紫 | - ブラッドスターク（惣一） - ブラッド（伊能） - クローンヘルブロス                                                          |                                          |
| C      | キャッスル | 浅紫 | - キャッスルハードスマッシュ（赤羽） - キャッスルハザードスマッシュ（赤羽） - グリス（一海）                                |                                          |
| K      | クワガタ   | 浅紫 | - スタッグハードスマッシュ（青羽） - スタッグハザードスマッシュ（青羽） - スタッグロストスマッシュ（志水） - グリス（一海） |                                          |
| F      | フクロウ   | 浅紫 | - オウルハードスマッシュ（黄羽） - オウルハザードスマッシュ（黄羽） - オウルロストスマッシュ（多治見） - グリス（一海）     |                                          |
| H      | ハンマー   | 浅紫 | --- | 食玩・ガシャポン限定。                   |
| S      | シマウマ   | 浅紫 | ゼブラロストスマッシュ（郷原）                                                                                              | 食玩・ガシャポン限定。夏の劇場版に登場。 |
| H      | ハサミ     | 浅紫 | シザーズロストスマッシュ（才賀）                                                                                            | 夏の劇場版に登場。                       |
| C      | CD         | 浅紫 | CDロストスマッシュ（美空）                                                                                                  | パンドラボックス型CDボックスセット付属。 |
| S      | スパナ     | 浅紫 | --- |                                          |

#### ノースブリザードフルボトル
冷気を内蔵したフルボトル。戦兎が北都三羽ガラスの戦闘データやロストフルボトルから抽出した成分も取り込んで開発した。変身に使用すると急激にハザードレベルが上昇し、最悪の場合、消滅する危険性がある。
グリスブリザードナックルに装填してから、ナックルをビルドドライバーにセットすることでグリスブリザードに変身する。
| 名称             | 色   | 使用者                   |
| ---------------- | ---- | ------------------------ |
| ノースブリザード | 水色 | グリスブリザード（一海） |

### スクラッシュゼリー
プロジェクトビルドの集大成であるパウチ型のアイテム。ボトルの成分物質が特殊活性化ゲルと合成することでゲル状に変化したもので葛城曰く「最高傑作」。成分の特性や効果を最大限に発揮し、成分から生成される液化装備ヴァリアブルゼリーによって透明な装甲を形成する。上部のキャップを回してスクラッシュドライバーに装填し、レンチを押し下げてゼリーを揉み潰すことで各ライダーへと変身する。
パウチのラベルは各成分を表わしたデザインとなっている。
- モチーフはゼリー飲料である[236][91]。
- アップ用のプロップは、ウレタンスポンジにビニールレザーを貼り付けており、潰す描写が表現可能となっている[106][85]。

| 名称     | 色   | 使用者                                      | 備考 |
| -------- | ---- | ------------------------------------------- | --- |
| ロボット | 金   | グリス（一海）                              | ロボットフルボトルの成分をゼリー状に変換して収めたもの。惣一によって持ち込まれた設計データを基に内海が開発した。 |
| ドラゴン | 水色 | - クローズチャージ（龍我） - グリス（一海） | ドラゴンフルボトルの成分をゼリー状に変換して収めたもの。葛城が遺した未完成のデータから戦兎が完成させた。第30話で惣一の火球を受けたことで変質し、黒塊化するが、龍我が触れたことで中から新たなボトルが現れ後にドラゴンマグマフルボトルへと変化する。第40話では新たに造られ、龍我が一海に渡している。 |

### ギア
リモコンブロスやエンジンブロス、ヘルブロスへの変身に用いられるアイテム。中央部には歯車のデザインが描かれている。ネビュラスチームガンに装填することで、対応する姿に変身する。
- 歯車をモチーフとした怪人であるため、歯車を付け、『仮面ライダーアマゾンズ』でのアマゾンズドライバーのノウハウを生かして正面から歯車状のディテールを抜いている[262]。

| 名称     | 色 | 使用者               |
| -------- | -- | -------------------- |
| リモコン | 緑 | リモコンブロス（風） |
| エンジン | 白 | エンジンブロス（雷） |

### エボルボトル
エボルトが火星侵略以前から持っていた未知の物質が内蔵された新たなボトル。ボトル底のレリーフが上下するギミックが付いている。
- それまでのフルボトルではドライバーに入れたボトルの中身が動くギミックがあまり目立たなかったという玩具側の反省から、アップ用のプロップは外装が動くギミックに変更された[出典 40]。

| 名称             | 色       | 使用者                                      |
| ---------------- | -------- | ------------------------------------------- |
| ライダー         | 黒       | - エボル（エボルト） - マッドローグ（内海） |
| コブラ           | 臙脂     | エボル（エボルト）                          |
| ドラゴン         | 青       | エボル（エボルト）                          |
| ラビット         | 赤       | エボル（エボルト）                          |
| グレートドラゴン | ゴールド | クローズ（龍我）                            |

## 世界観
東都（）
本作品の舞台。スカイウォールによって分断された3国の1つ。首相は氷室泰山、首相補佐官は氷室幻徳。通貨単位はドルク。とうトリくんというマスコットがいる。ほかの2国に比べて世情は安定している。東都政府は平和主義を掲げているが、実際には政策を掲げず、特殊部隊を設けているのみであり、軍事に頼らずに平和を保つため、対話などによる路線をとっていた。
エボルの生成したブラックホールによって東都政府官邸が消滅したことで壊滅状態となり、西都に制圧されたことで新国家に組み込まれた。

北都（）
スカイウォールによって分断された3国の1つ。首相は多治見喜子。マークは福寿草。通貨単位はホルク。政府は社会福祉の充実を目指し、農業政策と子育て支援の推進政策を掲げている。スカイウォールの惨劇の後、土壌汚染が引き起こした不作による農業の弱体化、経済の荒廃などにより、社会全体が安定を失い、困窮した生活を強いられるようになってしまったため、軍による弾圧によって住民の不満を買い、他の地域への亡命者が後を絶たない。
経済的に逼迫している状況下であるにも関わらず、その国家予算の大部分を軍事開発に注ぎ込み、独自にガーディアンやスマッシュを生み出す。東都との代表戦終了後に多治見が拘束されたため、現在は西都に制圧され、彼らの占領下となっている。

西都（）
スカイウォールによって分断された3国の1つ。西日本にあたる。首相は御堂正邦。通貨単位はルルク。政府は優れた若者の育成に注力し、その技術力をもって経済の復興を目指す外向き志向の政策を掲げているが、その裏で軍備拡張によって北都に対抗している。治安は劣悪であり、街には至るところに監視カメラが設置されている。
東都と北都の代表戦の最中に難波重工と手を組み、新たにローグやブロスを生み出し、東都や北都に侵攻した。東都との代表戦以後は御堂が密かに暗殺され、難波が彼に成り代わり東都と北都への侵略を開始した。後にエボルトによって難波が殺害され、御堂に擬態したエボルトが新国家を樹立して国内の統一を宣言し、戦争を終結させた。

新世界（）
戦兎たちがいた世界Aの地球と、並行世界にあるエボルトがいない世界Bの地球を融合させることで、創造した新世界Cで、黒と白のパンドラパネルとエボルト自身のエネルギ—によって発生させたワームホールに現れる特異点を利用して創ったスカイウォールやエボルトが存在しない世界。「物理法則を超える現象」「物理法則を超えた救済」などと呼ばれている。
- 新たな世界の創造という展開はメインライターの武藤が構想したものだが、次番組が歴代仮面ライダーの登場する『仮面ライダージオウ』となったため、『仮面ライダー平成ジェネレーションズ FINAL ビルド&エグゼイドwithレジェンドライダー』で描写された『仮面ライダーエグゼイド』らの世界に繋がることとなった。元々は、新世界という設定はなく、様々な犠牲を出したが、もう一度世界を作り直していくというロングプロットの結末だったが、科学を悪用していた『平成ジェネレーションズ FINAL』とは対照的に科学を良い使い方で描くため、地球を救済させる発想となった。しかし、『ジオウ』ではまた別のパラレルワールドが描写されることとなったため、影響はなかった。

## 関連用語
ファウスト
ナイトローグ（幻徳）をリーダー格とする謎の秘密結社。究極の生命体をつくることを目論み、人体実験を繰り返しては次々とスマッシュを生み出している。戦兎や龍我もその被験者であった。後にその本来の目的はライダーシステムを軍事兵器として確立させ、戦争に勝つためであることが明示されている。
前述の通り、その創設に葛城巧が深く関わっていることが仄めかされており、彼が目指した究極の人間を創り出す計画ファイナル・ヒューマン・プロジェクト（通称F計画）に基づいて、幻徳が巧の研究の軍事転用で、難波重工のスポンサーの元、研究・実験を始め、彼の右腕となった惣一とともに創設された組織であったが、とある問題によって組織の存在が闇に葬られることとなった。だが、ファウストとへと姿を変えたことで非合法な人体実験を継続し、各国で暗躍を続けている。
かつては難波重工にアジトを置いていたが、後にガスの噴出地点にアジトを置くようになり、厳重な警備下の下噴出するネビュラガスを利用している。
東都政府による幻徳自身が指揮したファウスト壊滅作戦の際、難波の策で内海を首謀者に仕立て上げ、彼を始末することで東都政府と難波重工との繋がりを絶ち、壊滅したが、難波と惣一によって組織は引き継がれ、難波重工の発展のために戦争を起こすが、エボルトの捨て石となった。

nascita（）
石動惣一が経営するイタリア風のカフェ。住所は東都エリアC8 陽野209。地下には戦兎や美空が住む秘密基地があり、カウンター内に入口が設けられている。マスターの惣一は正体が戦兎たちに露見してからは失踪しているため、以降は開店休業状態となっている。
その後、エボルの襲撃を察知したベルナージュの力によって海沿いに移転させられた。

バーバー桐生
nascitaの近所にある理髪店。惣一の行きつけの店であり、戦兎の名字の由来にもなっている。北都軍侵攻後は北都の占領地となっていたため、一海と北都三羽ガラスのアジトになっており、店長も北都政府の息がかかった人間である。
- 店内の壁に貼られているタペストリーに「白髪BLAK RX」と書かれているが、スペルミスではなく敢えて一文字外している。

東都先端物質学研究所（Touto Institute of Advanced Matter Physics）
幻徳が所長を務める研究施設で、戦兎の勤め先でもある。パンドラボックスを保管し、研究しており、ロビーではパンドラボックスが一般に公開されている。表面上では研究施設として活動しているが、所員の中には前述したように葛城巧の思想に共鳴し、ファウストに加担する者も一部には存在する。難波重工総合科学研究所はこの研究所の前身である。

極プロジェクト
10年前、INSET（Institute of Space Engineering Technology）が行った火星に有人探査機「極」を派遣した日本の火星有人探査計画を指す。この計画により日本は初めて火星への着陸に成功し、繁栄したかつての火星文明の痕跡から火星文明の遺物であるパンドラボックスやバングルを持ち帰った。この時、宇宙飛行士として任務に当たっていたのが石動惣一であった。

パンドラボックス
10年前、火星にある遺跡で発見された謎の立方体。ある種の文明が作ったと思われるオブジェクトだが、今なおその詳細の解析には至っていない。その外装は二重構造となっており、内部には核エネルギー以上の強大なエネルギー物質が入っているとされる。
東都・北都・西都はこの強大なエネルギーを巡って対立しているため、スカイウォールの惨劇以降は本体が東都先端物質学研究所の保管庫で厳重に保管され、3国の首相が持つカードキーを同時に通さないと開放されないようになっていた。後に地域間の対立を煽らんとする難波の策略で、ファウストによって奪われ、各国の都間の緊張はさらに高まった。その後もスタークや戦兎たちの間で争奪が続くなど、その所在は依然として定まらない状態にある。
第一層は全部で6枚のパンドラパネルで構成されており、10本のフルボトルを装填したパンドラパネルが6枚揃うことで内部のボックスが開かれ莫大なエネルギーが得られるとされている。
美空に憑依したベルナージュによると、エボルトと呼ばれる謎の存在によってパンドラボックスの力で火星が滅ぼされたという。
元々はエボルトが惑星侵略に使っていた兵器。
パンドラパネルによる再構築も可能で、新世界で再起動されると人体実験を受けた者は旧世界の記憶も取り戻す。一定のエネルギーがあれば再生が可能。
- 変身アイテムとして予定されていたフルボトルをまとめるアイテムとして設定された。
- アップ用とアクション用の2種類のプロップが制作された。

パンドラパネル
最大10本のフルボトルを挿入可能なスロットを備えたパネル。装填した2本のフルボトルの組み合わせがベストマッチだった場合、中心部分が発光し反応する特性を持つため、戦兎はこの機能を使ってベストマッチを判別していた。
東都のパネルは元々はパンドラボックスの第一層を構成していた6面のうちの2枚であり、10年前のスカイウォールの惨劇の際に緑色に発光した部分が分離した結果、現在の形となった。3年前の時点でボックス本体と共に東都政府に保管されていたが、後にファウストによって2枚とも盗み出された。このうちの1枚は盗難の手引きを行った惣一が、美空を救出する際に共に持ち去っており、nascitaの秘密基地にて保管されている。一時はフルボトルと共にナイトローグに奪われていたが、後に難波重工総合科学研究所への潜入の際に奪還しており、それまでファウストの元にあったもう1枚のパネルとボトルも併せて回収された。
上記の2枚以外のパンドラパネルは北都と西都がそれぞれ2枚ずつ所有しており、北都は青、西都は赤となっている。また浄化された状態のフルボトルも20本ずつに分割され、各都が所有することとなった。
ラストパンドラパネルブラック
エボルトがエボルトリガーのエネルギーで創った黒い特殊パネル。パネルに10本のロストボトルが揃うと、既知の物理法則を超えるワームホールを生み出す力を持ち、忍は発生したワームホールによって並行世界の地球を融合させることでエボルトのいない世界を創造しようとしていた。
ラストパンドラパネルホワイト
龍我がエボルトの遺伝子とハザードトリガーを利用して創った白い特殊パネル。このパネルの力を使ってエボルトが存在しない並行世界の融合を行うことができる。

スカイウォール
パンドラボックスから放たれた光により、地面が隆起して出現した巨大な壁。壁の上空は相当の高さまでバリヤが伸びており、これに触れたものを破壊する。
パンドラボックスの光はスカイウォールを形成するのみに留まらず、現在の各国の首脳をはじめとする帰還セレモニーに出席して浴びていた人々に対しても、好戦的な気質をむき出しにさせるかのような作用を及ぼしており、これが3国の再統一を阻む一因ともなっているが、人体実験でネビュラガスを注入されて仮面ライダーになった者は光の影響を受けなくなり、幻徳のように先に光を浴びた者でも元の性格に戻る。また、光以外にもネビュラガスと呼ばれる特殊な黄色いガスが噴出しており、これがスマッシュの成分としても用いられている。
出現した際には各国のライフラインや交通網をも分断されたが、現在は復旧して別国との郵便などの連絡も可能であるが、バリヤによって飛行機など航空による交通手段も封じられている。
各国間の往来には公式に設けられた検問所を始め、壁や光の伸びていない海上を迂回してのコース、それに壁の穴や隙間に通じる道「スカイロード」など、様々なルートが存在する。ただし、検問所の通過には書類などが必要であり、また海上は船舶による航路は三都で確立されているが、渡航許可を得ることが難しいため密航が横行している状態で、スカイロードも闇ブローカーに抑えられているため通行の際に高額な通行料を必要とするなど、どのルートも容易に往来が出来るわけではない。
本来はボックスの力によって地球も火星のように滅ぼされるはずだったが、思ったようにボックスが開かずに放出された歪な光によってできたものがスカイウォールであり、本来はパンドラタワーのパーツである。戦車や戦艦など通常の兵器では破壊できない。
- デザインイメージは縄文文化で、モチーフは火焔土器。『ビルド』の世界を象徴するものであるため、遠景や立ち回りの際にもスカイウォールを入れ込んだり、作中にも出てこない話があるため、タイトルバックにもスカイウォールを見る後ろ姿のビルドのカットを入れるなどの考慮がされ、やがて崩壊するものとしてオープニングでもそれを示唆する描写を入れている。

スカイウォールの惨劇
物語開始の10年前に発生した現象。極プロジェクトの成果報告を兼ねた火星探査機の帰還セレモニーの最中、宇宙飛行士の石動惣一は火星の影響により変調を来して警備員の制止を振り切り、展示されていたパンドラボックスに接触する。その結果謎の光が解放され、その場にいた多数の民間人を巻き込みながらスカイウォールを隆起させ、日本を3つの国に分断した。それ以来、諸外国は今がチャンスとばかりに各国の首都を取り込もうと目論んでいる。
パンドラタワー
10本のフルボトルが挿入されたパンドラパネルをパンドラボックスにはめ込むことで一部のエネルギーが放出され、スカイウォールの交点部分が地殻変動を起こして変形し、形成された基部が現れた塔。スターク曰く、塔が完成すれば地球が火星と同じ運命を辿るといい、ベルナージュは「破滅の塔」と呼んでいる。パンドラボックスによって自在に内部を変形させることも可能。
エボル（エボルト）によって60本全てのボトルが挿入されたパネルがはめられたことでボックスが開き、タワーが形成された。完成されるとブラックホールが召喚され、塔が出現した惑星を滅ぼすが、地球ではエボルトリガーが起動していなかったため、エボルトたちの本拠となった。ボックスによってコントロールされ、部屋や通路を変形させる。
- デザインイメージは、洋風の古城。

難波重工（）
難波が会長を務める国内最大手の巨大企業。表面上はガーディアンを製造するなど優良企業であるが、秘密裏に武器の製造や密売を行っている死の商人としての面も持ち合わせており、ファウストのスポンサーとなっている。慈善事業として身寄りのない子供を養護施設で預かっているが、実際は難波の手先として働く科学者やスパイ、兵士として訓練させており、「難波チルドレン」と呼ばれている。

## キャスト

### レギュラー・準レギュラー
猿渡一海 / 仮面ライダーグリスを演じる武田航平は、2008年放送の『仮面ライダーキバ』の紅音也役以来、約10年ぶりの仮面ライダーシリーズ出演であり初の自身だけが変身する仮面ライダー役となる。
- 桐生戦兎 / 仮面ライダービルド、佐藤太郎（5,6,16）[注釈 47] - 犬飼貴丈（2役）[337]
- 万丈龍我 / 仮面ライダークローズ - 赤楚衛二[337]
- 石動美空 - 高田夏帆[337]
- 猿渡一海 / 仮面ライダーグリス - 武田航平（17 - 49）[337]
- 内海成彰 / 仮面ライダーマッドローグ - 越智友己[337]（1 - 12,18,19,23 - 47,49）
- 滝川紗羽 - 滝裕可里[337]
- 氷室幻徳 / ナイトローグ[注釈 48] / 仮面ライダーローグ - 水上剣星[337]（1 - 20,23 - 49）
- 石動惣一 / ブラッドスターク / 仮面ライダーエボル - 前川泰之[337] (1 - 9,12 - 16,18,20,21,25,30,33-35,38,40-44,47-49)
- 氷室泰山 - 山田明郷[337]（3,8 - 16,20 - 34,49）
- 多治見喜子 - 魏涼子[337]（3,8 - 11,16 - 22,40）
- 御堂正邦[注釈 49] - 冨家規政[337]（3,8 - 11,16,17,22 - 46）
- 葛城巧 - 木山廉彬（3,7 - 9,11,15,16,20,27,34,38 - 43,45,46,49）[注釈 50][337]
- 葛城忍 / 仮面ライダービルド - 小久保丈二（1,8,35,41 - 45）[337]
- 難波重三郎 - 浜田晃（9 - 14,23 - 38）[337]
- 赤羽 / キャッスルハードスマッシュ / キャッスルハザードスマッシュ / キャッスルロストスマッシュ（声） - 栄信（16 - 25,29,46,47,49）[337]
- 青羽 / スタッグハードスマッシュ / スタッグハザードスマッシュ / スタッグロストスマッシュ（声） - 芹澤興人（16 - 22,29,46,47,49）[337]
- 黄羽 / オウルハードスマッシュ / オウルハザードスマッシュ / オウルロストスマッシュ（声） - 吉村卓也（伊村製作所[注釈 51]）（16 - 23,29,46,47,49）[337]
- 鷲尾風 / リモコンブロス / ヘルブロス - 足立理（23 - 32,37,38）[337]
- 鷲尾雷 / エンジンブロス - 奈須田雄大（23 - 32,37,38）
- 石動美空（幼少期） - 森山のえる[337][337]
- 内海成彰（幼少期） - 大竹優青[337]
- 鷲尾風（幼少期） - 高岩芯泰[注釈 52][337]
- 鷲尾雷（幼少期） - 渡辺虎雅[注釈 53][337]

### 声の出演
- ナレーション - バッキー木場[337]
- エボルト / ブラッドスターク / 仮面ライダーエボル、エボルドライバー音声、エボルトリガー音声 - 金尾哲夫（4 - 49）[337]
- ベルナージュ[注釈 54] - 雨宮天（25,29,30,36,37,43,49）[337]
- ビルドドライバー音声、ネビュラスチームガン音声、ジーニアスフルボトル音声 - 小林克也[337]
- スクラッシュドライバー音声、クロコダイルクラックフルボトル音声、クローズマグマナックル音声、グレートクローズドラゴン音声、ジーニアスフルボトル音声、グリスブリザードナックル音声 - 若本規夫[337](17 ‐ 48)
- ガーディアン、スマッシュ - 小峰一己[338]

### ゲスト
- 河合栄多 - 本庄司[43]（1,2,7,9,10）
- 鍋島正弘 - 市オオミヤ（1,3,4,12,13）
- 志水恭一 - 山崎将平（1,41）
- 実験体[339][注釈 47] - 岡田和也[340]（1）
- アナウンサー[注釈 55] - 松木研也（1,2,17,18,21,30,33,34,42,45）
- 小倉香澄 - 伊藤梨沙子（2,11,49）
- 特殊部隊隊長[注釈 47] - 新虎幸明（2）、崔哲浩（10）、神前元（10）、武智健二（12,20）
- 木根礼香 - 東風万智子（3,4,40）
- 木根光多 - 高橋琉晟（3）
- 五十嵐 - 南雲祐介（3,4）
- 学生[注釈 47] - 石田結々、守上慶人（3）
- 鍋島友恵 - 舟木幸（4）
- 鍋島遥 - 川北れん（4,28）
- 岸田立弥 - ピンボケたろう（ザ・パーフェクト）（5,6）
- 葛城京香 - 古村比呂（7,8）
- 桑田真吾 - 吉田亮（7,9）
- 雄彦 - 笹岡サスケ（7）
- 和夫 - 関仁平（7）
- 正人 - 田代輝（7）
- 北都民の父親[注釈 47] - 棚橋ナッツ（7）
- 案内人[注釈 47] - 石井淳（7）
- 北都政府軍の隊員[注釈 47] - 東将司（8）
- レポーター[注釈 47] - 髙松祥子（9）
- 報道関係者[注釈 47] - 長谷部成彦（12）
- みーたんのファン[注釈 47] - 南舘優雄斗（9）
- 警備員[注釈 47] - 和木亜央（11）
- 氷室泰山の秘書[注釈 47] - 石塚良博（12）、吉川勝雄（15,16）、篠田裕介（29）、神谷真士（29）
- 特殊部隊隊員[注釈 47] - 鮎河圭吾（15）
- 増沢 - 中谷太郎（16,19 - 21,25）
- 審判[注釈 47] - 原圭介（21,22）
- アナウンス（声） - 永井誠（26 - 28）
- 御堂正邦の秘書 - 岡野友紀（28,29）
- 万丈優里 - 羽里早紀子 (31)
- 生方直進 - 髙尾勇次 （32）
- 北都民[注釈 47] - 伊藤昌子、鈴木英治 （32）
- ピアニスト - 中村弥生（38）
- レポーター - 松島志歩（46）
- 市民[注釈 47] - 中村無何有、高山綾平、水嶋ミナ（48）
- 黛官房長官 - 内山森彦（49）

### スーツアクター
- 仮面ライダービルド（1 - 45）[341][80] - 高岩成二
- 仮面ライダークローズ[出典 41] / 仮面ライダークローズチャージ[37] / 仮面ライダークローズマグマ[342][341] - 永徳
- 仮面ライダーグリス[出典 42] / 仮面ライダーグリスブリザード[341]、ミラージュスマッシュ[341] - 藤田慧
- 仮面ライダーローグ[出典 43] / ナイトローグ[出典 44]、ナイトローグ（内海[289]） - 渡辺淳
- 仮面ライダーエボル[出典 45] / ブラッドスターク[出典 46] / エボルト（怪人態）[344]、仮面ライダービルド（葛城忍）[345] - 岡田和也
- 仮面ライダーマッドローグ[346][80]、リモコンブロス / ヘルブロス[出典 47]、キャッスルハードスマッシュ[346][348] / キャッスルハザードスマッシュ[348]、ガーディアン[346]、仮面ライダービルド（47 - 49）[346] - 中田裕士
- スタッグハードスマッシュ[349][350] / スタッグハザードスマッシュ[350]、キャッスルハザードスマッシュ（25）[65] - 鍜治洸太朗
- エンジンブロス[出典 48] - 東慶介
- オウルハードスマッシュ[352][353] / オウルハザードスマッシュ[353] - 神前元

## スタッフ
前作『仮面ライダーエグゼイド』より大森敬仁がメインプロデューサーとして続投。メインライターには『電車男』や『花ざかりの君たちへ〜イケメン♂パラダイス〜』などを執筆し、本作品がシリーズ初参加となる武藤将吾が担当する。劇伴は佐橋俊彦同様、長年にわたり幅広いジャンルの作品を手がけ、「ウルトラシリーズ」や「ガンダムシリーズ」にも参加した川井憲次が担当する。
一方、パイロット監督の田﨑竜太をはじめ、アクション監督の宮崎剛、特撮監督の佛田洋、それにクリーチャーデザインの篠原保など、武藤を除く主要なスタッフはシリーズの常連とも言える面々が中心となっている。篠原は『仮面ライダーキバ』以来10作品ぶりに単身でデザイナーを務める。田﨑の起用は大森からの指名によるもので、第2話の後はテレビドラマ『科捜研の女』に参加するため一時本作品を離れていたが、第27話から復帰した。
- 原作 - 石ノ森章太郎[337]
- 脚本 - 武藤将吾[337]
- 音楽 - 川井憲次[337]
- スーパーバイザー - 小野寺章[337]
- チーフプロデューサー - 佐々木基（テレビ朝日）[337]
- プロデューサー - 井上千尋（テレビ朝日）、大森敬仁・谷中寿成（30 - 49）（東映）、菅野あゆみ[337]
- 音楽プロデュース - 藤迫実、渡邉裕介（エイベックス・エンタテインメント）[337]
- 撮影 - 松村文雄、植竹篤史、倉田幸治[337]
- 照明 - 斗沢秀[337]、西田文彦、佐々木康雄
- 録音 - 遠藤和生[337]、三澤武徳、堀江二郎
- 美術 - 大嶋修一[337]
- 操演 - 髙木友善（ライズ）[337]
- カースタント&コーディネート - 西村信宏（武士レーシング）[337]
- アクション監督補 - おぐらとしひろ（46 - 49）[357] [358] [341] [注釈 56]、渡辺淳（49）[289]
- 助監督 - 小波津靖、大峯靖弘、茶谷和行、齊藤崇浩、林達也[337]、小川岳志、伊藤良一、座安雄輝、清水賢一、鹿野洋平、中村剛、作野良輔、平舘銀河、山口和真、関根佑介、竹内祐一、塩川純平
- 制作担当 - 中島嘉隆、吉川和也、板垣隆弘、石切山義貴[337]
- 編集 - 佐藤連[337]
- MA - 曽我薫[337]
- 絵コンテ - 伊藤そうあ[337]、武藤聖馬
- スケジュール - 塩川純平[337]
- クリーチャーデザイン - 篠原保[337]
- キャラクターデザイン - 田嶋秀樹（石森プロ）、PLEX[337]
- 美術デザイン - 酉澤安施[337][注釈 57]
- 衣裳デザイン - 伊津野妙子[337]
- 資料担当 - 山辺浩一、金子しん一（石森プロ）[337]
- 物理学アドバイザー - 白石直人[337]
- プロデューサー補 - 谷中寿成（東映 / 1 - 29）[337]、小出大樹（東映 / 34 - 47）
- ラインプロデューサー - 道木広志、下前明弘[337]、佐々木幸司
- 造型 - 浅野桂（ブレンドマスター / ブレンドワークス）[337]
- CG制作 - 特撮研究所、日本映像クリエイティブ[337]
- キャラクター造型製作 - ブレンドマスター / ブレンドワークス[337]
- 技術協力 - 東映ラボ・テック、テックス（VARICAM shot with V-Log）、UPSIDE、KYORITZ、GREAT INTERNATIONAL、あーと・夢、SAM（Quantel Rio）
- アクション監督 - 宮崎剛（ジャパンアクションエンタープライズ）[337]
- 特撮監督 - 佛田洋[337]
- 監督 - 田﨑竜太、上堀内佳寿也、諸田敏、中澤祥次郎、山口恭平、柴﨑貴行[337]
- 制作 - テレビ朝日、東映、ADK[337]

## 音楽
主題歌「Be The One」
作詞・作曲・編曲 - 小室哲哉・浅倉大介 / 歌 - PANDORA feat.Beverly
小室哲哉と浅倉大介のユニット「PANDORA」とBeverlyによる「PANDORA feat. Beverly」が主題歌を担当する。
放送開始前の2017年8月31日にYouTubeのエイベックス公式チャンネルにて、テレビサイズバージョンのMVが先行して公開された。
通常のオープニング映像は第2話より使用され、第29話よりオープニング映像が新規制作された他、劇中の展開に合わせ一部放送回において、映像の追加・変更が行われている。
第1・12・38・49話ではエンディングテーマ、第16・17話では挿入歌に相当する形で使用され、キャストクレジットはアバンタイトル中に、スタッフクレジットは本編ラストにそれぞれ表示された。
挿入歌
「Ready Go!!」（27・28）
作詞 - Mio Aoyama / 作曲・編曲 - ats-・清水武仁&渡辺徹 / 歌 - ats-・清水武仁&渡辺徹 feat.AXL21
仮面ライダービルド ラビットラビットフォーム / タンクタンクフォームのテーマソング。
「交響曲第9番」（29）
作曲 - ルートヴィヒ・ヴァン・ベートーヴェン
劇中の御堂を指揮者としたクラシックコンサートで演奏された。
「Burning My Soul」（31・32）
作詞 - BOUNCEBACK / 作曲・編曲 - fo(u)r Scream / 歌 - J-CROWN & TaKu from 1 FINGER
仮面ライダークローズマグマのテーマソング。
本作品の挿入歌を担当しているats-、清水武仁&渡辺徹 feat.AXL21と、前作『エグゼイド』で檀正宗 / 仮面ライダークロノスを演じた貴水博之のコラボレーションによるカバーも存在し、貴水の4thアルバム『Gimmick Zone』に収録されている。
「Evolution」（33）
Sound Produce - avex management・岩渕優輝 / 作詞 - 森月キャス・Mio Aoyama / 作曲・編曲 - ats-・清水武仁&渡辺徹 / 歌 - ats-・清水武仁&渡辺徹 feat.AXL21
仮面ライダーエボル コブラフォームのテーマソング。
「Build up」（40・41）
作詞 - 秋田知里 / 作曲・編曲 - 佐藤希久生 / 歌 - 仮面ライダーGIRLS
仮面ライダービルド ジーニアスフォームのテーマソング。
第41話ではインストゥルメンタル版が使用された。
「Law of the Victory」（44・45）
作詞 - Ricky / 作曲 - 寺沢功一 / 編曲 - 佐藤希久生 / 歌 - RIDER CHIPS
ビルド・クローズ・グリス・ローグ共闘時の戦闘挿入歌。

### 関連CD
Be The One（PANDORA feat.Beverly）
2018年1月24日リリース。1月7日にiTunesなどの音楽配信サイトでフルバージョンがCD発売に先駆け公開される。CD、CD＋DVD、CD＋玩具の3種類リリース。CD＋DVD版にはMVの他に犬飼貴丈、赤楚衛二、高田夏帆による動画コンテンツ「ベストマッチトーク」を収録。CD＋玩具版にはDXビルドドライバーにも連動するドッグフルボトル・マイクフルボトルのベストマッチセット「DXドッグマイクフルボトルセット」が同梱される。
カップリング曲には「proud of you」（歌：PANDORA feat.KAMEN RIDER GIRLS、PS4専用ソフト『仮面ライダー クライマックスファイターズ』主題歌）が収録される。
従来の主題歌CDと異なりインストゥルメンタルは収録されていない。
仮面ライダービルド パンドラボックス型CDボックスセット
2018年9月5日数量限定でリリースされた。CD6枚組+「DX CDフルボトル」同梱。テレビシリーズと劇場版の全楽曲を収録。ケースのデザインは劇中のパンドラボックスをイメージしたものとなっている。
仮面ライダービルド TV主題歌&挿入歌 ベストソングコレクション
仮面ライダービルド TVオリジナルサウンドトラック
仮面ライダー平成ジェネレーションズFINAL ビルド&エグゼイドwithレジェンドライダー オリジナルサウンドトラック
劇場版 仮面ライダービルド Be The One オリジナルサウンドトラック

## 制作
監督を務めた田﨑によると、「敵組織に人体実験された主人公の科学者がバイクに乗って怪人と戦う」など、初代『仮面ライダー』を意識したといい、脚本の武藤は原作版の『仮面ライダー』から着想を得たものであり、現代においてのそれをどうやるのか模索していったという。当初の構想では、万丈に当たるキャラクターが逃亡者の主人公となり、そこで師匠となる仮面ライダーと出会い、彼の教えを受け継ぐことで2号ライダーになり、師匠が退場する予定であったが、前作『エグゼイド』が多人数ライダーであったため、登場人数を整理して、大森のアイデアであった「バディもの」という希望から師匠を退場させずに主人公の相棒として物語を並走させていくこととなったが、大森の案で物理学者が変身するアイデアを武藤の案に組み込んだことによって、立場を逆転させて師匠に当たる戦兎が主人公となり、龍我を導く役となった。
脚本の武藤は「逆境に立たされても打ち勝つ、道を切り開くヒーロー」を構想しており、制作側の案で天才物理学者となった主人公には「元から凄い人が変身しても面白みに欠ける」ということで単細胞の相棒との掛け合いによって心情を吐くバディのスタイルを採ることにした。また以前考えていた「脱獄して陰謀に立ち向かう」案を龍我に反映させ、戦兎には記憶喪失のそれぞれの逆境要素を持たせた。
プロデューサーの大森によると本作品は初代『仮面ライダー』の放送した年代の時代背景にある「戦争」と「高度経済成長」を意識しているという。そこから本作品のテーマを「高度文明への警鐘」と「科学の発展の果ては戦争なのか」に定め日本を3国に分割し、画的に分かりやすく見せるためにスカイウォールを設定した。人体実験や戦争など踏み込んだ表現をやっていいのかという葛藤はあったが、やってはいけないのではなく避けていたのがわかり、脚本の戦兎と龍我を読んで世界観や設定の重さが気にならなかったので問題ないと判断したという。
フルボトルが合計60本も登場することについては大森は「多すぎるな」と感じているというが、パンドラボックスをシナリオの焦点に絞ることで破綻を防いでいる。また、第1章に当たる16話までストーリーは謎解きをメインとしており「平成仮面ライダー1期のようなもの」だという。序盤で戦兎やブラッドスタークの正体の謎を明かしたのはSNS主流の昨今、ファンによる考察がネット上に溢れ結局すぐに謎がバレてしまうので長く引っ張り難く、かといってあまりに予想外の展開はストーリーが破綻してしまうからだといい、大きく話を動かすことで、先の展開を予測できないようにした。そして第2章からは純粋にどの勢力が勝つのかを楽しんで欲しいとコメントしている。
アクション面では、新たな耐火性のジェル剤が使用されたため、直接ナパームをキャラクターにぶつけるといった描写が試みられている。
第2話からのあらすじ紹介は新世界で戦兎だけが元の世界の記憶を持っていたことから雑談という設定が生まれたが、武藤はその設定を他の誰にも言っていなかったという。

## 放送日程
各回終了時の演出として、その回で主にビルドの変身に使用された2本のベストマッチのフルボトルが画面に2分割され、上下に振られたものが表示され、そのままシームレスな演出で次回予告に移行する（第16話を除く・第33話まで）。また、サブタイトルが表示される際の「第○話」はその回の数字が解になる数式となっており、その数式が解かれると共にその数字が表示される。サブタイトルには毎回カタカナ単語が含まれている。登場怪人のうち、ナイトローグ、ブラッドスターク、鷲尾兄弟などは割愛。脚本は全話武藤将吾のため省略。
| 放送日         | 放送回 | サブタイトル             | 登場スマッシュ | 監督         |
| -------------- | ------ | ------------------------ | --- | ------------ |
| 2017年09月03日 | 第1話  | ベストマッチな奴ら       | - ニードルスマッシュ - ストロングスマッシュ | 田﨑竜太     |
| 9月10日        | 第2話  | 無実のランナウェイ       | - バーンスマッシュ - ガーディアン（合体状態） | 田﨑竜太     |
| 9月17日        | 第3話  | 正義のボーダーライン     | - フライングスマッシュ - ミラージュスマッシュ | 上堀内佳寿也 |
| 9月24日        | 第4話  | 証言はゼロになる         | - ファングスマッシュ→スクエアスマッシュ | 上堀内佳寿也 |
| 10月01日       | 第5話  | 危ういアイデンティティー | - プレススマッシュ | 諸田敏       |
| 10月08日       | 第6話  | 怒りのムーンサルト       | - プレススマッシュ | 諸田敏       |
| 10月15日       | 第7話  | 悪魔のサイエンティスト   | - アイススマッシュ | 中澤祥次郎   |
| 10月22日       | 第8話  | メモリーが語りはじめる   | - ストロングスマッシュハザード | 中澤祥次郎   |
| 10月29日       | 第9話  | プロジェクトビルドの罠   | - フライングスマッシュ | 山口恭平     |
| 11月12日       | 第10話 | 滅亡のテクノロジー       | - プレススマッシュハザード | 山口恭平     |
| 11月19日       | 第11話 | 燃えろドラゴン           | - ストレッチスマッシュ | 諸田敏       |
| 11月26日       | 第12話 | 陰謀のセオリー           | - | 諸田敏       |
| 12月03日       | 第13話 | ベールを脱ぐのは誰?      | - | 中澤祥次郎   |
| 12月10日       | 第14話 | 偽りの仮面ライダー       | - | 中澤祥次郎   |
| 12月17日       | 第15話 | 桐生戦兎をジャッジしろ!  | - ストロングスマッシュハザード - ストレッチスマッシュハザード | 山口恭平     |
| 12月24日       | 第16話 | 兵器のヒーロー           | - フライングスマッシュハザード - プレススマッシュハザード - キャッスルハードスマッシュ | 山口恭平     |
| 2018年01月07日 | 第17話 | ライダーウォーズ開戦     | - キャッスルハードスマッシュ - スタッグハードスマッシュ - オウルハードスマッシュ - ストロングスマッシュハザード（第17話） - キャッスルハザードスマッシュ（第19話） - スタッグハザードスマッシュ（第19話） - オウルハザードスマッシュ（第19話） | 中澤祥次郎   |
| 1月14日        | 第18話 | 黄金のソルジャー         | - キャッスルハードスマッシュ - スタッグハードスマッシュ - オウルハードスマッシュ - ストロングスマッシュハザード（第17話） - キャッスルハザードスマッシュ（第19話） - スタッグハザードスマッシュ（第19話） - オウルハザードスマッシュ（第19話） | 中澤祥次郎   |
| 1月21日        | 第19話 | 禁断のアイテム           | - キャッスルハードスマッシュ - スタッグハードスマッシュ - オウルハードスマッシュ - ストロングスマッシュハザード（第17話） - キャッスルハザードスマッシュ（第19話） - スタッグハザードスマッシュ（第19話） - オウルハザードスマッシュ（第19話） | 諸田敏       |
| 1月28日        | 第20話 | 悪魔のトリガー           | - キャッスルハザードスマッシュ - スタッグハザードスマッシュ - オウルハザードスマッシュ | 諸田敏       |
| 2月04日        | 第21話 | ハザードは止まらない     | - キャッスルハザードスマッシュ - スタッグハザードスマッシュ - オウルハザードスマッシュ | 上堀内佳寿也 |
| 2月11日        | 第22話 | 涙のビクトリー           | - | 上堀内佳寿也 |
| 2月18日        | 第23話 | 西のファントム           | - キャッスルハザードスマッシュ - オウルハザードスマッシュ | 山口恭平     |
| 2月25日        | 第24話 | ローグと呼ばれた男       | - キャッスルハザードスマッシュ | 山口恭平     |
| 3月04日        | 第25話 | アイドル覚醒             | - キャッスルハザードスマッシュ | 柴﨑貴行     |
| 3月11日        | 第26話 | 裏切りのデスマッチ       | - | 柴﨑貴行     |
| 3月18日        | 第27話 | 逆襲のヒーロー           | - | 田﨑竜太     |
| 3月25日        | 第28話 | 天才がタンクでやってくる | - | 田﨑竜太     |
| 4月01日        | 第29話 | 開幕のベルが鳴る         | - | 上堀内佳寿也 |
| 4月08日        | 第30話 | パンドラボックスの真実   | - ハードガーディアン（合体状態） | 上堀内佳寿也 |
| 4月15日        | 第31話 | ほとばしれマグマ!        | - プレスクローンスマッシュ - ストレッチクローンスマッシュ | 上堀内佳寿也 |
| 4月22日        | 第32話 | プログラムされた悲劇     | - | 諸田敏       |
| 4月29日        | 第33話 | 最終兵器エボル           | - ストロングクローンスマッシュ | 諸田敏       |
| 5月06日        | 第34話 | 離れ離れのベストマッチ   | - | 柴﨑貴行     |
| 5月13日        | 第35話 | 破滅のタワー             | - | 柴﨑貴行     |
| 5月20日        | 第36話 | エボルトは星を狩る       | - フライングクローンスマッシュ - ストロングクローンスマッシュ | 田﨑竜太     |
| 5月27日        | 第37話 | 究極のフェーズ           | - | 田﨑竜太     |
| 6月03日        | 第38話 | マッドな世界             | - | 山口恭平     |
| 6月10日        | 第39話 | ジーニアスは止まらない   | - | 山口恭平     |
| 6月17日        | 第40話 | 終末のレボリューション   | - オウルロストスマッシュ（声 - 魏涼子） - プレスクローンスマッシュ - ストレッチクローンスマッシュ | 諸田敏       |
| 6月24日        | 第41話 | ベストマッチの真実       | - スタッグロストスマッシュ（声 - 山崎将平） - フライングクローンスマッシュ - ストロングクローンスマッシュ | 諸田敏       |
| 7月01日        | 第42話 | 疑惑のレガシー           | - プレスクローンスマッシュ - ストレッチクローンスマッシュ - フライングクローンスマッシュ | 柴﨑貴行     |
| 7月08日        | 第43話 | もう一人のビルド         | - CDロストスマッシュ（声 - 雨宮天） - ストロングクローンスマッシュ | 柴﨑貴行     |
| 7月15日        | 第44話 | エボルトの最期           | - | 山口恭平     |
| 7月22日        | 第45話 | 希望のサイエンティスト   | - フライングクローンスマッシュ - エボルト（怪人態） | 山口恭平     |
| 7月29日        | 第46話 | 誓いのビー・ザ・ワン     | - キャッスルロストスマッシュ（声 - 栄信） - スタッグロストスマッシュ（声 - 芹澤興人） - オウルロストスマッシュ（声 - 吉村卓也） - ストロングスマッシュ（ホログラム）（46） - ストレッチスマッシュ（ホログラム）（46）                          | 上堀内佳寿也 |
| 8月12日        | 第47話 | ゼロ度の炎               | - キャッスルロストスマッシュ（声 - 栄信） - スタッグロストスマッシュ（声 - 芹澤興人） - オウルロストスマッシュ（声 - 吉村卓也） - ストロングスマッシュ（ホログラム）（46） - ストレッチスマッシュ（ホログラム）（46）                          | 上堀内佳寿也 |
| 8月19日        | 第48話 | ラブ&ピースの世界へ      | - エボルト（怪人態→究極態） | 柴﨑貴行     |
| 8月26日        | 最終話 | ビルドが創る明日         | - エボルト（怪人態→究極態） | 柴﨑貴行     |

## 他媒体展開

### 映画
『劇場版 仮面ライダーエグゼイド トゥルー・エンディング』（2017年8月5日公開）
前作『仮面ライダーエグゼイド』の単独作品。テレビシリーズに先駆け、ビルド（ラビットタンクフォーム、ゴリラモンドフォーム）が登場。
『仮面ライダー平成ジェネレーションズ FINAL ビルド&エグゼイドwithレジェンドライダー』（2017年12月9日公開）
本作品と『仮面ライダーエグゼイド』をメインとしたクロスオーバー作品。公開時期にあたるテレビシリーズ第13話から第15話まで、同作品の映像がOPに使用された。
『劇場版 仮面ライダービルド Be The One』（2018年8月4日公開）
本作品の単独作品。テレビシリーズ第45話と第46話の間に入るエピソードとなる。公開時期にあたるテレビシリーズ第44話から第48話まで、同作品の映像がOPに使用された。
『平成仮面ライダー20作記念 仮面ライダー平成ジェネレーションズ FOREVER』（2018年12月22日公開）
『仮面ライダージオウ』と本作品をメインとしたクロスオーバー作品。
『劇場版 仮面ライダージオウ Over Quartzer』（2019年7月26日公開）
『仮面ライダージオウ』の単独作品。仮面ライダービルドが登場。
『仮面ライダー 令和 ザ・ファースト・ジェネレーション』（2019年12月21日公開）
『仮面ライダージオウ』と『仮面ライダーゼロワン』をメインとしたクロスオーバー作品。仮面ライダービルドが登場。
『セイバー+ゼンカイジャー スーパーヒーロー戦記』（2021年7月22日公開）
仮面ライダー50周年×スーパー戦隊45作品記念。仮面ライダービルドが登場。

### Vシネマ
『ビルド NEW WORLD』
Vシネクストとして発売される、テレビシリーズ後の新世界を舞台とする作品群。万丈龍我 / 仮面ライダークローズを主人公とした第1作『ビルド NEW WORLD 仮面ライダークローズ』が2019年4月24日に、猿渡一海 / 仮面ライダーグリスを主人公とした第2作『ビルド NEW WORLD 仮面ライダーグリス』が同年11月27日にそれぞれ発売された。

### 他テレビシリーズ
『仮面ライダーエグゼイド』
第44話にビルド（ラビットタンクフォーム、ゴリラモンドフォーム）が登場。
『仮面ライダージオウ』
仮面ライダービルドが2068年の世界に歴代平成仮面ライダーの銅像のひとつとして登場。
EP01・EP02に桐生戦兎 / 仮面ライダービルド、万丈龍我 / 仮面ライダークローズ、ストロングスマッシュハザードが登場。EP40に本作品第1話のキックシーンを流用。EP41に仮面ライダービルドが登場。EP47からLAST（最終話）にスカイウォール、ストロングスマッシュハザード、ガーディアン（ファウストver.）が登場。LASTに仮面ライダービルド タンクタンクフォーム、仮面ライダーエボル コブラフォームが登場。

### Webムービー
『仮面ライダービルド 変身講座 〜変身の法則は決まった!〜』
YouTubeバンダイ公式チャンネルで配信。第1・3話の動画後半はゲーム紹介コーナー『仮面ライダーバトル ガンバライジング フルボトル実験室』。
| 話数  | サブタイトル           | 紹介する戦士                                                                      | 配信日        |
| ----- | ---------------------- | --------------------------------------------------------------------------------- | ------------- |
| 第1話 | 仮面ライダービルド編   | 仮面ライダービルド ラビットタンクフォーム 仮面ライダービルド ゴリラモンドフォーム | 2017年 9月2日 |
| 第2話 | ナイトローグ編         | ナイトローグ                                                                      | 10月14日      |
| 第3話 | 仮面ライダークローズ編 | 仮面ライダークローズ                                                              | 11月18日      |
『5分でわかる仮面ライダービルド』
東映特撮YouTube Officialで2017年11月26日配信。戦兎と龍我がこれまでに登場したフォームや今後登場するフォームや今後の展開を紹介する内容となっている。動画内でのタイトルは「3分でわかる仮面ライダービルド」だったが、龍我によって茶々を入れられたことにより、5分となった。
『桐生戦兎が教える！仮面ライダービルド おもちゃで変身講座』
YouTubeバンダイ公式チャンネルで配信。それぞれの玩具を用いてモデルの子供を参考に戦兎が遊び方をレクチャーする内容となっている。
| 話数  | サブタイトル                   | 配信日         |
| ----- | ------------------------------ | -------------- |
| 第1話 | フルフルラビットタンクボトル編 | 2018年 3月25日 |
| 第2話 | フルボトルバスター編           | 2018年 3月25日 |
| 第3話 | ジーニアスフルボトル編         | 6月18日        |
『仮面ライダージャンヌ&仮面ライダーアギレラ withガールズリミックス』
『仮面ライダーリバイス』のスピンオフ作品。滝川紗羽が登場。
『仮面ライダーアウトサイダーズ』
『仮面ライダーエグゼイド』のスピンオフ作品。石動美空が登場。
『仮面ライダーマジェード withガールズリミックス』
『仮面ライダーガッチャード』のスピンオフ作品。滝川紗羽が登場。

### スピンオフ

#### ハザードレベルを上げる 7つのベストマッチ
『仮面ライダービルド 〜ハザードレベルを上げる 7つのベストマッチ〜』
東映特撮YouTube Officialで前編は2018年2月5日配信、後編は3月12日配信、完結編は4月14日発売の「DXサメバイクフルボトル&仮面ライダービルドDVDセット」のDVDに前後編含む全3話が収録される。北都と西都にあるフルボトルでベストマッチフォームとなるフォームを探して戦う内容のスピンオフ作品。前・後編は第21話から第22話までのストーリーで、映画『平成ジェネレーションズ FINAL』の後日譚ともなっている。テレビシリーズ第22話の代表戦でも同作品に登場したフォーム（サメバイクを除く）が登場するため、必殺技はテレビシリーズとは被らないようにしている。
あらすじ（前編）
東都と北都は、戦争の被害拡大を避けるべく、1対1の代表戦で決着をつけることとなった。その1週間前、戦兎は惣一から貸し出された北都と西都のフルボトルの実験を重ねていた。そんな彼の前に内海が現れ、ビルドの新ベストマッチフォームを試そうとするが、グリスとは渡り合えそうになく、ハザードトリガーを使うしかなかった。ハザードフォームを強制的に解除する装置を作るために戦兎は危険を覚悟でハザードフォームとなり、暴走状態の時のデータを記録する。実験終了直後、東都のフルボトル保管場所が狙われているという情報を受け、戦兎が向かうとそこには死んだはずのバイカイザーがいた。
あらすじ（後編）
戦兎は北都と西都のフルボトルを駆使してバイカイザーを倒すが、その正体は最上魁星ではなく、人体実験を受けた者が変身したカイザーシステムをベースにして作り上げられたネビュラヘルブロスであった。戦兎はデータを基に強制的に解除する装置を作り上げ、そのスイッチを美空に押してもらうことを決める。一方、内海はビルドのフォームデータを基に西都の兵器となるヘルブロスを完成させる。
あらすじ（完結編）
1ヵ月後。内海は感情が排除された戦闘兵器としてクローンヘルブロスを完成させ、ホログラムのビルドハザードフォームを圧倒させるが、フルボトルの力によって強化する実際のビルドとは違うため、街へと繰り出し、彼をおびき寄せる。ビルドは、クローンヘルブロスに圧倒されるが、内海から渡された新たなフルボトルを使ってサメバイクフォームへと変身し、これを倒すが、内海は密かにナイトローグとなり、ボトルを回収する。
キャスト

- 桐生戦兎 / 仮面ライダービルド - 犬飼貴丈
- 石動美空 - 高田夏帆
- 内海成彰 / ナイトローグ / ヘルブロス - 越智友己
- 増沢(声) - 中谷太郎
- ブラッドスターク（声） - 金尾哲夫

スーツアクター
- 仮面ライダービルド - 高岩成二
- ナイトローグ - 渡辺淳
- 岡田和也
- 中田裕士

スタッフ

- 監督 - 鈴村展弘
- 原作 - 石ノ森章太郎
- 脚本 - 赤松義正
- 脚本監修 - 武藤将吾
- アクション監督 - 宮崎剛（ジャパンアクションエンタープライズ）
- プロデューサー - 大森敬仁（東映）

#### ROGUE
『ROGUE』
「仮面ライダービルドBlu-ray COLLECTION」全4巻に収録。全3話+メイキング。氷室幻徳 / ナイトローグ / 仮面ライダーローグを主役としたスピンオフ作品。ファウストの誕生やテレビでも回想シーンで描かれている幻徳が東都を追放されていた間の話が描かれる。時系列は、序章はテレビシリーズ第1話の3年前、第二章は第21話の真裏、最終章は第22話の真裏の話となっている。
序章『NIGHT ROGUE RISES』
「仮面ライダービルド Blu-ray COLLECTION vol.1」（2018年3月28日発売）に収録。
氷室幻徳が東都政府首相補佐官になる3年前、軍事力強化のため、学生時代からの友人で首相補佐官の布袋幸司に軍備増強を進言するが、平和主義で軍備に否定的であった布袋はそれを断る。そんな時、ある研究員が人体実験を行おうとしていることを聞いた幻徳は、その研究員・葛城巧を解雇処分にして、人体実験を秘匿するため、難波重工でネビュラガスの研究に就かせる。その一方で石動惣一は、幻徳がネビュラガスによって生物兵器を作ろうと目論んでいることを知る。布袋は幻徳の父である東都首相・氷室泰山から彼の後任となったことを幻徳に明かし、他の首都にパンドラボックスを明け渡すことで東都を平和な国に造りかえようとしていた。だが、布袋は惣一によって暗殺され、幻徳はこれが自分が望んでいたことであることを悟ると『ファウスト博士』の名前を冠した「ファウスト」と呼ばれる組織を創設し、「過去の自らの血を熱い野心によって蒸発させる」という意味の「蒸血」の掛け声でナイトローグへと変身する。
第二章『DARK NIGHT FALL』
「仮面ライダービルド Blu-ray COLLECTION vol.2」（2018年6月13日発売）に収録。
昏睡状態から復活した泰山によって東都を追われた幻徳は難波重工西都中央研究所を訪れ、自分がトカゲの尻尾切りにした元部下の内海に土下座までして仮面ライダーになるためのネビュラガスの人体実験を請う。しかしすでに西都の仮面ライダー候補は鰐淵に決まっており、幻徳はネビュラガス実験の被験者でハザードレベルの満たない者たちのいる房に収容される。そこで収容者たちから幻徳は連日暴行を受け、瀕死の状態になったため死体安置所に出されるが、そこで彼を助けたのはかつて自らが潰したファウストを追われた元研究員たちであった。スタークと内海が研究室を不在にしている間に幻徳は鰐淵を瀕死の重傷に追い込み、自らを仮面ライダーの新たな候補として認めさせる。
最終章『KAMEN RIDER ROGUE』
「仮面ライダービルド Blu-ray COLLECTION vol.3」（2018年9月12日発売）に収録。
ネビュラガスを浴び、ハザードレベル3.5となった幻徳が仮面ライダーローグとして覚醒するには、ハザードレベルを4.0以上にしなければならない。幻徳がケージにいた他のライダー候補生たちを倒そうとしたところ、かつての部下が変身したエンジンブロスとリモコンブロスが現れ、ライダー候補生を襲う。ローグへと覚醒した幻徳はブロスたちを倒し、スタークをも倒そうと襲い掛かるが、強制的に変身が解除されてしまう。
キャスト

- 氷室幻徳 / ナイトローグ / 仮面ライダーローグ - 水上剣星
- 葛城巧 - 木山廉彬（1）
- 内海成彰 - 越智友己（2,3）
- 柿沢治郎 - 水野智則（2,3）
- 飯原行信 - 清水一哉（2）
- 高橋義和 / リモコンブロス - 中山卓也
- 松井紀男 / エンジンブロス - 市原朋彦
- 鰐淵晴彦 - 見雪太亮（2）
- カラオケ店員 - 中川光男（1）
- 布袋幸司 - 永山たかし（1）
- 石動惣一 - 前川泰之（1）
- ブラッドスターク（声） - 金尾哲夫（2,3）

スーツアクター
- ナイトローグ、仮面ライダーローグ - 渡辺淳
- 中田裕士
- 東慶介
- 鍜治洸太朗
- 石井靖見
- 岡田和也
- 塚田知紀
- 宍倉弘忠
- 浦家賢士
- 縄田雄哉

スタッフ

- 原作 - 石ノ森章太郎
- 脚本 - 赤松義正
- 脚本監修 - 武藤将吾
- スーパーバイザー - 小野寺章
- 撮影 - 倉田幸治
- 照明 - 斗沢秀
- 美術 - 大嶋修一
- 録音 - 堀江二郎
- 編集 - 佐藤連
- スクリプター - 増田文
- 助監督 - 大峯靖弘
- 制作担当 - 板垣隆弘
- ラインプロデューサー - 下前明弘
- クリーチャーデザイン - 篠原保
- キャラクターデザイン - 田嶋秀樹（石森プロ）、PLEX
- 美術デザイン - 酉澤安施
- 絵コンテ - 伊藤そうあ
- プロデューサー補 - 田中階子（東映ビデオ）、谷中寿成（東映）
- 製作プロダクション - 東映テレビ・プロダクション
- プロデューサー - 山口敦規（東映ビデオ）、大森敬仁（東映）
- アクション監督代行 - 渡辺淳（ジャパンアクションエンタープライズ）
- アクション監督 - 宮崎剛（ジャパンアクションエンタープライズ）
- 監督 - 鈴村展弘
- 製作 - 東映ビデオ、東映

### 超バトルDVD
『てれびくん超バトルDVD 仮面ライダービルド 誕生！クマテレビ!! VS仮面ライダーグリス』
てれびくん2018年2月号（2017年12月28日発売）の応募者全員サービスDVD。時系列上としては、第19話から第20話の間の話となっている。ただしドッグタグの出自などテレビシリーズと異なる描写も存在する。
あらすじ
クローズチャージとグリスの決闘の最中に北都三羽ガラスが乱入する。一海はそれを反則だったとして、詫びにクマフルボトルとテレビフルボトルを龍我に渡した。その後nascitaに戻ると北都から一海たちの助っ人に来たという生方 直進（うぶかた まっすぐ）という男が店内にいた。直進は戦兎からボトルを強奪すると、美空を人質にとる。「カシラ（一海）に恩がある」という直進はアイススマッシュへと変身する。戦兎もビルドとなって応戦するが歯が立たず、美空からクマフルボトルとテレビフルボトルを受け取りクマテレビフォームとなって応戦、アイススマッシュを破った。
そこにグリスが現れビルドと決闘が始まるが直進に制止される。その時テレビハーフボディのテレビからてれびさんが直進の過去を映し出した。直進はかつて北都で祖母の生方 喜三代（うぶかた きみよ）と2人で農業を営んでいたが祖母が農作業中に心臓の痛みを訴えて倒れ、病院へ連れて行こうとするが北都政府の兵に制止されてしまう。そこに一海が現れ兵を薙ぎ倒し、なんとか祖母を病院へ送り一命を取りとめたことができたという過去があった。それ以来一海に心酔した直進は彼らの仲間となるため、「戦場へ向かう覚悟の表れ」として名前入りのドッグタグを持参し、東都まで追ってきて、一海がボトルを回収していることを知った直進は、彼に恩を返すため、スマッシュになったのだった。それを知った戦兎はクマフルボトルとテレビフルボトルを直進に渡し、祖母の下に帰るように伝えた。それを承諾した直進はボトルを一海に返し、代わりに自分のお守り代わりであったドッグタグを一海に渡すのだった。
キャスト

- 桐生戦兎 / 仮面ライダービルド - 犬飼貴丈
- 万丈龍我 / 仮面ライダークローズ - 赤楚衛二
- 石動美空 - 高田夏帆
- 猿渡一海 / 仮面ライダーグリス - 武田航平
- 生方直進 / アイススマッシュ - 髙尾勇次
- 生方喜三代 - 和泉今日子
- 兵士 - 伊藤そうあ
- てれびさん - 及川奈央

スーツアクター
- 仮面ライダービルド - 高岩成二
- 永徳
- 藤田慧
- 神前元

スタッフ

- 監督 - 山口恭平
- 原作 - 石ノ森章太郎
- 脚本 - 赤松義正
- 脚本監修 - 武藤将吾
- アクション監督 - 宮崎剛（ジャパンアクションエンタープライズ）
- プロデュース - 大森敬仁・紀野良輔（東映）
- プロデュース補 - 谷中寿成・山田健太（東映）
- 撮影 - 倉田幸治
- V.E - 小山祐輔
- 照明 - 斗沢秀
- 録音 - 三澤武徳
- 美術 - 小林桜
- 装飾 - 権田光典
- キャラクターデザイン - PLEX
- 記録 - 増田文
- 編集 - 若松広大
- 整音 - 曽我薫
- 音響効果 - 大野義彦
- 選曲 - 金成謙二
- 助監督 - 大峯靖弘
- 制作担当 - 石切山義貴
- ラインプロデューサー - 下前明弘
- 制作プロダクション - 東映テレビ・プロダクション
- 製作・発行 - 小学館

『てれびくん超バトルDVD 仮面ライダープライムローグ』
超バトルDVD2作目であるてれびくん2018年10月号（2018年9月1日発売）の応募者全員サービスDVD。テレビシリーズで幻徳が着ていた革ジャンを手にするまでの物語となっている。
制作
当初の予定では、幻徳が着ていた革ジャンの中に着ているTシャツがダサいというコンセプトだったが、その前に弾けた私服で登場させてしまったため、42話で革ジャンを着ていた理由として構想された。
あらすじ
その私服のセンスから美空にnascitaを追い出された幻徳は、戦兎から強化アイテムのプライムローグフルボトルを渡される。だが、美空との約束を忘れていた幻徳は、半ば強制的に服の買出しに連れ出されるが、そこで亡くなった父の形見の革ジャンを着た少年・名波翔に出会う。そんな中、東都にエボルが出現し、戦兎の持つジーニアスを手品で缶からに変え優勢に追い込む。エボルの攻撃から翔の母親・裕子を助けた幻徳は、翔を勇気付けると、戦兎のビルドドライバーとプライムローグフルボトルを用いて仮面ライダープライムローグへと変身する。翔の声援を受け、幻徳はエボルを退却に追い込んだ。その後、幻徳は改心した翔から革ジャンを譲り受けるが、エボルの攻撃によって破損したプライムローグフルボトルの修理には1ヶ月を要するのであった。
キャスト

- 氷室幻徳 / 仮面ライダープライムローグ - 水上剣星
- 桐生戦兎 / 仮面ライダービルド - 犬飼貴丈
- 石動美空 - 高田夏帆
- 名波翔 - 田中士道
- 名波裕子 - 田口寛子
- 仮面ライダーエボルの声 - 金尾哲夫

スーツアクター
- 渡辺淳
- 中田裕士
- 岡田和也
- 神前元
- 浦家賢士
- 伊東直美

スタッフ

- 監督 - 山口恭平
- 原作 - 石ノ森章太郎
- 脚本 - 武藤将吾
- アクション監督 - 渡辺淳
- アクション監督補 - おぐらとしひろ
- プロデュース - 大森敬仁・谷中寿成・紀野良輔・山田健太（東映）
- プロデュース補 - 杉田林太郎（東映）
- 撮影 - 倉田幸治
- V.E - 澤野晃
- 照明 - 佐々木康雄
- 録音 - 堀江二郎
- 美術 - 小林桜
- 装飾 - 大熊雄己
- キャラクターデザイン - PLEX
- 記録 - 柿﨑徳子
- 編集 - 佐藤連
- 整音 - 曽我薫
- 音響効果 - 大野義彦
- 選曲 - 金成謙二
- 助監督 - 塩川純平
- 制作担当 - 伊場野高嗣
- ラインプロデューサー - 佐々木幸司
- 制作プロダクション - 東映テレビ・プロダクション
- 製作・発行 - 小学館

### 番組ゲスト出演
『こんなところにあるあるが。土曜・あるある晩餐会』
2017年8月5日放送分にて、番組終盤に地上波のバラエティ番組としては初めてビルド（ラビットタンクフォーム）が登場。
『日曜もアメトーーク!』
2017年11月26日放送分の「仮面ライダー芸人」第3弾にて、番組内でビルド（ラビットタンクフォーム、ライオンクリーナーフォーム）と仮面ライダーアマゾンが第3弾の内容を踏まえてゲストの田中卓志（アンガールズ）と共演した特別短編映像が放送された後、主演の犬飼が収録スタジオに登場した。

- 声の出演 - 関智一（仮面ライダーアマゾン ほか）
- スーツアクター - 高岩成二、永徳（ジャパンアクションエンタープライズ）
- アクション監督 - 宮崎剛（ジャパンアクションエンタープライズ）
- 監督 - 上堀内佳寿也
- 原作 - 石ノ森章太郎
- Special thanks - 東映、バンダイ

### ゲーム
『仮面ライダーバトル ガンバライジング』（アーケード）
ボトルマッチ1弾よりフルボトル、ブットバソウルのメダル連動。
『仮面ライダー ブットバソウル』（アーケード）
モット01弾よりフルボトル連動。
『仮面ライダー クライマックスファイターズ』 (PlayStation 4)
本作品よりビルドが登場。
『ナレルンダー! 仮面ライダービルド』（アーケード）
Kinect使用のなりきりゲーム。バージョンアップ第4弾。ドライブからエグゼイドまでの仮面ライダーも引き続き使用可能。
『仮面ライダー シティウォーズ』（アプリ）
2017年8月4日より事前登録開始。2017年10月26日配信開始。
『仮面ライダー バトルラッシュ』（アプリ）
ビルドをはじめとする本作品のキャラクターが登場。

### ネット配信
- 東映特撮YouTube Official…2025年2月8日 - 7月26日